# 2020년
2020년은 수요일로 시작하는 윤년이다.

## 사건

### 1월
- 1월 1일 - 인도네시아의 수도 자카르타 및 수도권 일대에 홍수가 발생하였고 홍수와 산사태로 인하여 최소 60명이 사망한 것으로 알려졌다.
- 1월 2일
  - 추미애 국회의원이 제67대 대한민국의 법무부 장관으로 임명되었다.
  - 영중 관계: 2020년 홍콩 시위와 관련한 영국과의 정치적 갈등으로, 중화인민공화국 당국이 상하이 증권거래소와 영국 런던 증권거래소 간의 교차상장을 일시 중단하였다.
  - 공군 소속의 UH-60 블랙 호크 헬리콥터 한 대가 신베이시 우라이 지역 산지에 추락, 탑승자 13명 중 선이밍(沈一鳴) 참모총장을 비롯한 8명이 숨졌다.
- 1월 3일 - 가셈 솔레이마니 이란 쿠드스군 사령관이 미군의 공습으로 인해 사망하였다.
- 1월 4일 - 2019 – 2020년 오스트레일리아 밀림 산불이 발생해 스콧 모리슨 오스트레일리아 총리가 산불 화재 진압과 관련하여 예비군 3,000명에 대한 동원령을 내렸다.
- 1월 7일
  - 일본 도쿄지방법원은 지난 2019년 12월 31일 레바논으로 도주한 카를로스 곤 전 르노닛산 회장이 납부한 보석금 15억엔에 대하여 몰수를 결정하였다. 2018년 11월 횡령 및 배임혐의 등으로 구속되었던 곤 전 회장은 10억엔의 보석금으로 2019년 3월 풀려났으나, 이후 한 달여 만에 재구속되고 추가로 5억엔을 내고 4월에 풀려난 바 있다.
  - 이란 남동부의 케르만주에서 열린 가셈 솔레이마니 쿠드스군 사령관의 장례식에 군중이 몰려 최소 32명이 압사당하고, 190여 명이 부상당한 것으로 알려졌다.
- 1월 8일 - 이란이 이라크에 주둔 중인 미국의 알 아사드 공군기지, 아르빌 기지 등에 최소 15발의 탄도 미사일을 발사해 공격을 가한 것으로 알려졌다.
  - 이란의 테헤란 이맘 호메이니 국제공항에서 우크라이나 국제항공 여객기가 이륙 직후 격추되어 탑승객 전원 176명이 숨졌다.
- 1월 11일
  - 중화민국에서 2020년 중화민국 총통 선거, 2020년 중화민국 입법위원 선거가 동시에 시행되었다.
  - 2020년 중화민국 총통 선거에서 차이잉원(蔡英文) 총통이 약 57%의 득표율로 재선하였다.
- 1월 12일 - 필리핀 마닐라의 탈 화산이 폭발하여 주민과 관광객 6천여명이 대피하였다.
- 1월 13일
  - 중화인민공화국 칭하이성의 성도인 시닝시의 창청(長城) 병원 앞 도로가 꺼지는 땅꺼짐(싱크홀) 사고가 발생하였다. 이로 인하여 최소 6명이 숨지고, 16명이 부상을 입었으며 4명이 실종된 것으로 알려졌다.
  - 시카고 대학교 연구진이 머치슨 운석(Murchison meteorite)이 약 70억년 전의 우주먼지를 담은, 지구에서 가장 오래된 운석이라는 연구 결과를 발표하였다. 머치슨 운석은 지난 1969년 9월 오스트레일리아 빅토리아주 머치슨에 떨어진 운석이다.
- 1월 14일 - 정세균 전 국회의장이 대한민국의 국무총리로 임명되었다.
- 1월 16일
  - 도널드 트럼프 미국 대통령 탄핵 심판을 위한 미 상원의 절차가 공식적으로 시작되었다.
- 1월 17일
  - 일본국 헌법 : 일본 오사카 지방 재판소는 헤이트 스피치를 하는 개인 또는 단체 이름을 공표하는 내용의 지자체 조례인 <오사카시 헤이트 스피치에 대한 대처에 관한 조례>에 대하여 헌법 21조에 어긋나지 않는다며 합헌 결정하고, 이를 위헌이라고 주장한 주민소송 청구를 기각하였다. 오사카시는 2016년 7월 관련 조례를 처음으로 전국에서 처음으로 실시한 바 있으며, 원고는 이같은 조례가 위헌이며 해당 조례에 사용된 약 115만 엔의 공금을 반환하라며, 당시 시장이었던 오사카부 지사 요시무라 히로후미(吉村洋文)를 상대로 소송을 제기했었다.
  - 전날인 1월 16일, 2020년 들어 처음으로 미국 해군 함정이 대만 해협을 통과했다. 대만 해협은 중화민국과 중화인민공화국 사이의 해협으로, 미 해군 함정은 '항행의 자유'를 들어 지난 2019년에는 다섯 차례(5월, 7월, 8월, 9월, 11월)에 걸쳐 해당 해협을 통과한 바 있다.
- 1월 19일 - 신격호 롯데그룹 창업주가 향년 98세로 별세하여 대한민국 창업 1세대 시대의 막이 내렸다.
- 1월 20일 - 코로나바이러스감염증-19의 대한민국 첫 확진 환자가 확인되었다.
- 1월 21일 - 항공기 제조사인 미국 보잉사가 보잉 737 맥스의 생산을 중단할 것으로 알려졌다. 해당 기종은 2018년 10월 29일과 2019년 3월 10일 발생한 추락 사고와 관련, 2019년 3월부터 전 세계에 운항 중단 조치가 내려졌다.
- 1월 22일 - 대한민국 방송통신위원회가 구글에 8억6,700만원의 과징금을 부과하였다. 위원회는 전체회의를 열고, 유튜브 프리미엄 중도 해지 제한 및 이용 요금과 철회권 등 중요한 사항에 대한 고지 위반 등으로 과징금 부과를 결정했다고 밝혔다.
- 1월 23일 - 신종 코로나 바이러스가 한국에서 발생했다.
- 1월 26일 - 이라크 바그다드에 위치한 미국 대사관이 다섯 발의 로켓포 공격을 받았다. 이라크와 미국 관계자는 사상자가 없다고 밝혔다. 대사관은 2020년 1월에만 세 차례 이상의 공격을 받은 것으로 알려졌다.
- 1월 29일 - 유럽의회는 영국의 브렉시트 협정안을 최종 비준하였다. 이로써 영국은 2016년 6월 브렉시트 국민투표 이후 3년 7개월 만에 오는 31일 오후 11시를 기해 EU(유럽연합)를 탈퇴하게 된다.
- 1월 30일
  - 2019 - 2020년 신종 코로나바이러스 유행, 신종 코로나바이러스 (2019-nCoV) : 세계 보건 기구(WHO) 테워드로스 아드하놈 거브러이여수스 사무총장이 국제 공중보건 비상사태(PHEIC)를 선포하였다. 역대 여섯 번째 비상사태 선포이다.
  - IBM의 차기 최고 경영자(CEO)로 클라우드 및 인식 소프트웨어 부문의 수석 부사장인 아브린드 크리슈나(Arvind Krishna)가 선임되었다. 회장에는 짐 화이트 허스트(Jim Whitehurst) 레드햇 CEO가 선임되었다.
- 1월 31일
  - 브렉시트 : 영국이 그리니치 평균시로 23시를 기해 유럽 연합(EU)에서 탈퇴하였다.
  - 2019년 도널드 트럼프 대통령 탄핵 소추 : 도널드 트럼프 대통령의 탄핵과 관련한 새로운 증인과 증거 채택에 대한 미국 상원의 표결 결과, 51대 49로 부결되었다. 민주당은 국가안보보좌관을 지낸 존 볼턴 등을 증인으로 채택하려 했으나 실패하였다.

### 2월
- 2월 5일
  - 튀르키예 반주에서 연이은 눈사태로 최소 41명 이상이 숨졌다. 4일 발생한 눈사태로 인한 실종자 수색을 하던 중, 재차 눈사태가 발생하면서 인명 피해가 커졌다.
  - 2019년 도널드 트럼프 대통령 탄핵 소추: 미국 상원에서 도널드 트럼프 대통령 탄핵안에 대한 최종 표결이 진행되었다. 권력 남용에 대해서는 반대 52표(찬성 48표), 의회 방해에 대해서는 반대 53표(찬성 47표)로 각각 무죄 평결이 내려졌다. 2019년 9월 24일 낸시 펠로시 하원 의장의 탄핵 조사 개시를 발표한지 134일만, 같은 해 12월 18일 하원에서 탄핵안이 통과된지 49일만에 탄핵 정국은 마무리되었다.
- 2월 7일 - 프랑스 경제부 산하의 경쟁·소비·부정방지국(DGCCRF)이 의도적으로 구형 아이폰의 속도를 느리게한 애플사에 대하여 2,500만 유로(한화 약 326억 7,650만 원)의 벌금을 부과하였다. 2017년 연초에 관련 조사가 개시된지 3년 여 만이다.
- 2월 17일 - 윈도우 2000 출시 20주년을 맞이했다.
- 2월 19일 - 대한민국의 정지궤도 위성 천리안 2B호가 남아메리카 프랑스령 기아나 우주센터에서 현지시간 2월 18일 오후 7시 18분 발사되었다.
- 2월 20일 - 코로나바이러스감염증-19 유행
  - 대한민국내 확진자 1명이 사망하였다.
  - 대한민국 국방부는 코로나바이러스감염증-19 첫 감염자가 발생함에 따라 22일부터 전 장병의 휴가, 외출, 외박, 면회를 통제하기로 결정했다.
- 2월 21일 - 코로나바이러스감염증-19 유행
  - 조선민주주의인민공화국이 평양특별시에서 예정된 평양 국제 마라톤 대회을 취소했다.
  - 이스라엘과 레바논에서 각각 첫 감염자 발생이 보고되었다.
  - 이탈리아에서 처음으로 사망자가 발생하였다. 유럽에서는 두 번째로 프랑스에서 사망자가 발생했다.

### 3월
- 3월 10일 - 코로나바이러스감염증-19 유행
  - 이탈리아에서 누적확진자 수가 1만명 육박하자 봉쇄 조치를 전역으로 확대하였다.
- 3월 12일 - 코로나바이러스감염증-19 유행
  - 스위스에서 확진자가 800명이 발생하자 비상사태를 선포하였다.
  - 캐나다 몬트리올에서 3월 16일날 열릴 예정이었던 2020년 세계 피겨스케이팅 선수권 대회가 취소되었다.
  - 프랑스는 확산 저지를 위해 오는 3월 16일부터 탁아소와 초.중.고교, 대학 등 각급 학교에 추가 조치가 있을 때까지 무기한 휴교령을 내렸다.
  - 폴란드 포즈난에서 첫 사망자가 발생하였고, 정부는 전염병에 대응하여 전국 학교를 휴교시켰고, 2주 동안 모든 극장과 오페라 및 영화관, 박물관을 폐쇄시켰다.
- 3월 15일 - ● 수도권 전철 5호선 하남선이 코로나19 여파로 시운전 계획이 미루어지며 개통 역시 연기가 되었다.
- 3월 17일 - 대한민국의 코로나바이러스감염증-19 유행
  - 전국 유치원 초중고 개학이 2주일 추가 연기되어 4월 6일로 미뤄졌다.
- 3월 18일 - 감염증 유행과 관련하여 유럽의 음악 경연대회인 유로비전 송 콘테스트의 2020년 행사가 취소되었다.
- 3월 19일 - n번방 사건의 용의자인 '박사' 조주빈이 경찰에 검거되었다.
- 3월 21일 - 조선민주주의인민공화국이 단거리 탄도미사일로 추정되는 발사체 2발을 동해 해상으로 발사하였다. 대한민국 합동참모본부는 평안북도 지역에서 2발의 탄도미사일로 추정되는 발사체를 포착했다고 밝혔다. 조선민주주의인민공화국은 앞선 3월 2일에 2020년 들어 처음으로 초대형 방사포를 발사했고, 9일에 또 다시 방사포를 발사한 바 있다.
- 3월 25일 - 코로나바이러스감염증-19 유행
  - 뉴질랜드가 확진자 수가 205명으로 늘어남에 따라 국가 비상 사태를 선포하였다.
  - 사모아의 투일라에파 사일렐레 말리엘레가오이 총리는 제한 명령을 어기는 경우 벌금이 부과될 것이라고 밝혔다.
  - 솔로몬 제도가 국가 비상 사태를 선포하였다.
  - 영국 엘리자베스 2세의 장남 웨일스 공 찰스(왕세자)가 감염증 확진 판정을 받고, 자가 격리에 들어갔다.
  - 인도가 전국에 봉쇄령을 내렸다. 향후 21일간 식료품 가게와 약국과 병원, 은행 등 필수 서비스만 운영되며, 이유없는 외출을 처벌한다.
- 3월 26일 - G20 특별 화상 정상회의가 열린다. 각국 정상들은 화상 회의를 통해 감염증 범유행에 대한 대응 및 공조, 무역 분야등의 협력 방안 등을 논의하였다.
- 3월 27일 - 북마케도니아가 북대서양 조약 기구(NATO)에 가입하였다.

### 4월
- 4월 1일
  - 대한민국에서 지방직 소방공무원들이 국가직으로 전환되었다.
  - 대한민국은 모든 해외입국자를 의무적으로 2주 자가격리 조치를 시행되었다.
  - 대한민국 제21대 국회의원 선거 해외거주 유권자의 투표가 시작되었다.
  - 미국 보이시 북동쪽 153km 지역에 규모 6.5의 지진이 발생했다.
- 4월 3일~4월 4일 - 대한민국 제21대 국회의원 선거 사전투표가 진행되었다.
- 4월 8일 - 대한민국 제21대 국회의원 선거가 진행되었으며, 사상 첫 연동형 비례대표제가 시행되었다. 또한, 더불어민주당+더불어시민당이 총 180석으로 압승을 했다.
- 4월 21일 - 조선민주주의인민공화국의 김정은 국무위원장이 수술 후 심각한 위험에 빠진 상태라는 정보를 미국 정부가 주시 중이다라는 내용의 미국 CNN의 보도가 있었지만, 대한민국 청와대와 중국 공산당 등 각국 정부가 이러한 동향이 파악되지 않았다고 밝혔다.
- 4월 23일 - 부산광역시장 오거돈이 성추행 사실을 인정하고 시장직에서 사퇴하였다.
- 4월 26일 - 대한민국에서 2020년 안동 산불이 발생, 소훼 및 소실된 임야는 200 ha로, 민가 4채와 창고 2동이 전소되었다.

### 5월
- 5월 1일 - 대한민국 강원도 고성군에서 주택에서 붙은 불이 강풍을 타고 인근 야산으로 옮겨붙어 2020년 고성 산불이 발생하였다.
- 5월 3일 - 오전 7시 41분 중부 전선 감시초소가 북에서 발사된 총탄 수 발이 피탄되는 상황이 발생했다.
- 5월 4일 - 2020년 쇼팽 국제 피아노 콩쿠르 대회가 코로나19 범유행 영향으로 2021년 10월로 1년 연기되었다.
- 5월 5일 - 사회적 거리두기가 완화되었다.
- 5월 7일
  - 일본군 위안부 피해자인 이용수 할머니가 기자회견을 열어, 정의기억연대가 "(성금·기금 등을) 할머니들에게 쓴 적이 없다"라고 주장하며 더 이상 수요집회에 참여하지 않을 것임을 선언했다. 이 기자회견으로 정의기억연대 위안부 피해자 이용 논란이 촉발되었다.
  - 인도에서 LG폴리머스인디아 가스 누출 사고가 발생했다.
- 5월 9일
  - 바누아투의 밥 로우먼(Bob Loughman)이 신임 총리로 선출되었다.
  - 사우디아라비아는 라마단 기간 중 마스지드 알하람, 예언자의 모스크 등 이슬람 성지의 폐쇄를 유지한다고 밝혔다.
  - 벨라루스의 학교가 다시 문을 열었다. 당국은 학교의 문은 열지만, 부모가 원할 경우 자녀를 집에 둘 수 있다고 밝혔다.
  - 대한민국의 기업은행은 자금세탁방지법 위반 혐의와 관련하여 미국 사법당국과 8,600만 달러(한화 약 1,050억원)의 벌금을 내고, 기소 유예 협약을 맺기로하였다. 향후 5,100만 달러는 미국 검찰, 그리고 3,500만 달러는 뉴욕주 금융청에 납부한다. 기업은행은 2011년 한 국내 기업의 대 이란 제재를 위반하는 위장 거래를 파악하지 못한 것과 관련하여 자금세탁방지법을 위반혐의를 받아왔다.
  - 미국 방송사 CNN의 보도로 조선민주주의인민공화국 김정은 국무위원장에 대한 건강이상설이 불거졌다.
  - 레바논이 의료용 대마초를 합법화하였다.
- 5월 22일 - 파키스탄 국제항공 8303편 추락 사고가 발생, 승객 97명, 지상에 있던 주민 8명이 숨졌다.
- 5월 24일 - 5호선 발산역 탈선 사고 : 서울지하철 5호선이 발산역에서 518편성이 방화차량사업소로 회송도중 탈선하는 사고가 발생하였다.

### 6월
- 6월 1일
  - 인하대학교에서 의대생들이 온라인 시험에서 집단으로 부정 행위를 한 사실이 밝혀졌다.
  - 미국에서 조지 플로이드 사망 항의시위와 관련하여 40개 도시에서 통행 금지 조치가 내려졌다.
  - 홍콩 당국이 감염증 유행을 이유로 30주년을 맞는 1989년 톈안먼 사건(천안문 사건) 추모 시위를 금지하였다.
- 6월 4일
  - 세네갈에서 통행 금지 시간을 단축하고, 지역 봉쇄를 완화하기로 하였다.
  - 남북 관계: 조선민주주의인민공화국은 대한민국 비무장 지대(DMZ)지역에서 이루어지는 대북 전단지(삐라) 살포에 대하여 경고하였다.
- 6월 5일 - 박병석이 제21대 전반기 국회의장으로 선출되었다.
- 6월 11일 - 서울 지하철 4호선 상계역 추돌 사고: 수도권 전철 4호선 상계역 에서 승객을 태우고 출발하던 전동차가 뒤따라오던 전동차를 들이받았다.
- 6월 15일 - 인도 북부 라다크의 중국과의 국경 지역인 갈완계곡에서 중국 인민해방군과의 충돌로 인도군 20명이 사망했다.
- 6월 16일 - 조선민주주의인민공화국이 오후 2시 49분 경, 개성의 남북공동연락사무소 건물에 폭파를 가했다.
- 6월 17일 - 김연철 통일부장관이 남북관계 악화에 책임을 지고 사의를 표명했다.
- 6월 21일 - 미국 미니애폴리스에서 총격이 일어나 10명이 부상당했다.
- 6월 30일 - 홍콩 국가보안법이 중국 상무위원회를 통과하면서 중국의 일국양제가 사실상 무력화되었다.

### 7월
- 7월 5일 - 2020년 도쿄도지사 선거가 실시되었다.
- 7월 8일 - 미국은 세계보건기구(WHO)의 코로나19 대응 실패로 세계보건기구의 탈퇴선언 및 통보하였다.
- 7월 10일 - 서울특별시장 박원순이 연락 두절 14시간 만에 스스로 목숨을 끊은 채 발견되었다.
- 7월 13일 - 대한민국 중남부지방에서 장마전선으로 인해 집중호우가 쏟아졌다.
- 7월 16일 - 이재명에 대한 대법원 선고공판에서 무죄취지로 파기환송됨에 따라 경기도지사직을 유지하게 되었다. 7월 17일 유튜버 아이리스의 음악 공장이 유튜브를 시작한다.
- 7월 20일 - 대한민국 에버랜드에 대왕판다 아이바오에게 태어난 푸바오가 탄생됐다.
- 7월 24일 - 중화인민공화국이 청두 주재 미국 총영사관을 폐쇄하기로 결정됐다.
- 7월 25일 - FBI가 샌프란시스코 주재 중화인민공화국 영사관에 은신한 군사 연구원을 체포되었다.
- 7월 27일
  - 필리핀의 로드리고 두테르테 대통령이 중국의 남중국해 영유권을 사실상 인정한 발언을 했다.
  - 뉴질랜드가 홍콩 과의 범죄자 인도 조약을 폐지하기로 결정됐다.
- 7월 31일 - 2020년 트위터 비트코인 사기: 미국 검찰에서 사기 사건의 범인을 검거, 기소하였다.

### 8월
- 8월 3일 - 수도권과 중부 지방에 연일 이어지는 강풍으로 댐 또는 둑 붕괴, 교통편 차질 등 사회 기능 구현에 장애가 발생하고 있으며 인명 피해가 발생하고 있다.
- 8월 4일 - 2020년 베이루트 폭발 사고: 레바논 수도 베이루트 북부, 지중해 연안에 위치하는 베이루트항에서 폭발 사고가 발생하였다.
- 8월 5일 - 하구핏이 중국 상하이에서 소멸하여 저기압에 영향으로 비가 계속 내렸다.
- 8월 10일
  - 러시아 가스 발전소에서 거대한 폭발이 일어났다.
  - 2020년 트리니다드 토바고의 총선거가 이루어졌다.
- 8월 18일 - 말리에서 쿠데타가 발발하여 대통령과 총리가 사임하는 사태가 벌어졌다.
- 8월 23일 - 대한민국에서 0시 이후로 전국적으로 사회적 거리두기 2단계 조치가 시행되었다.
- 8월 26일 - 태풍 바비가 대한민국에 상륙하여 막대한 피해를 입었다.
- 8월 28일 - 아베 신조 일본 내각총리대신이 건강 악화로 후임자가 정해지는 즉시 사임하겠다고 발표하였다.
- 8월 30일 - 대한민국에서 0시 이후로 수도권에서 사회적 거리두기 2.5단계 조치가 시행되었다.

### 9월
- 9월 2일 - 태풍 마이삭이 한국으로 북상했다.
- 9월 7일 - 태풍 하이선이 연속으로 한국에 북상했다.
- 9월 12일 - 질병관리본부가 질병관리청으로 승격되었다.
- 9월 14일 - 대한민국에서 0시 이후로 수도권에서 사회적 거리두기 2단계 조치로 완화되었다.
- 9월 15일 -  미국 정부가 화웨이의 반도체 부품구입에 관한 제재조치를 단행하였고 반도체 부품을 활용한 전 세계 기업들은 미국 상무부의 사전 허가를 받아야 화웨이 제품을 구매할 수 있다.
- 9월 16일 - 아베 신조의 차기 내각총리대신으로 스가 요시히데가 취임되었다.
- 9월 24일 - 연평도 해역 공무원 피격 사망 사건: 연평도 실종 공무원이 월북을 시도하다가 북한군 총격에 숨졌다.
- 9월 27일 - 2020년 나고르노카라바흐 충돌: 아르메니아군과 아제르바이잔군 사이에 충돌이 일어나 양국에 계엄령이 발령하고, 아르메니아에서는 동원령도 발령되었다.
- 9월 30일 - 2020년 나고르노카라바흐 충돌: 아르메니아와 아제르바이잔 양국이 평화협상을 거부하였다.

### 10월
- 10월 1일 - 도쿄증권거래소가 시스템 장애로 사상 처음으로 종일 거래가 멈추는 사고가 발생됐다.
- 10월 2일 - 미국의 대통령 도널드 트럼프가 코로나바이러스감염증-19 확진 판정을 받았다.
- 10월 4일 - 뉴칼레도니아 2차 독립 주민투표에서 부결되었다.
- 10월 13일 - 코로나19 마스크 착용 의무화가 시행되었다.
- 10월 16일 - 프랑스에서 사뮈엘 파티 피살 사건이 발생하였다.
- 10월 18일 -  볼리비아 대통령 선거(조기 총선거)가 실시됐다.
- 10월 19일 - 독감백신을 접종 받은 17세 남성이 이틀 뒤에 숨지는 사건이 발생하였다.
- 10월 25일
  - 삼성전자 제2대 회장을 역임한 이건희 전 회장이 향년 78세로 세상을 떠났다.
  - 삼성전자의 부회장인 이재용이 삼성회장 권한대행으로 취임했다.
- 10월 29일
  - 이명박 전 대통령이 대법원 상고심에서 징역 17년형이 최종 확정되었다.
  - 진주 아파트 방화·흉기난동 살인 사건의 범인 안인득이 대법원 상고심에서 무기징역이 최종 확정되었다.

### 11월
- 11월 1일
  - 일본 오사카부에서 오사카도(大阪都) 승격에 대한 주민투표가 실시되었다.
  - 몰도바에서 대통령 선거가 실시되었다.
- 11월 2일 - 이명박 전 대통령이 서울동부구치소에 재수감되었고, 같은 날 [[코미디언]] [[박지선]]이 숨진 채 발견되었다.
- 11월 3일 -  미국에서 대통령 선거가 실시되었다.
- 11월 4일 -  미국이 파리 협정을 공식적으로 탈퇴하였다.
- 11월 7일 - 미국 대통령 선거에서 조 바이든이 승리하였다.
- 11월 9일 - 나고르노카라바흐 분쟁에 대한 평화 협정이 체결되었다.
- 11월 12일 - 전체 세계적으로 유튜브 채널러가 불안정해졌다.
- 11월 16일 - 국무총리실 산하 김해신공항 검증위원회가 김해신공항 추진을 백지화했다.
- 11월 17일 - 국제수로기구 총회가 열리며 동해 표기에 대한 남북한 및 일본 간 3자협의 결과가 발표되었다.
- 11월 19일 - 대한민국에 엄청난 양의 폭우가 쏟아져 수많은 사람들이 피해를 입었다.
- 11월 24일
  - 대한민국에서 0시 이후로 수도권에서 사회적 거리두기 2단계 조치가 다시 시행되었다.
  - 추미애 법무부장관이 윤석열 검찰총장에 징계 청구·직무정지 명령을 내렸다.
- 11월 30일 - 부산광역시에서 72시간 동안 사회적 거리두기 3단계 조치가 시행되었다.

### 12월
- 12월 1일
  - 법무부 감찰위원회가 “추미애 법무부 장관의 윤석열 검찰총장에 대한 징계청구, 직무정지, 수사의뢰는 모두 부적절하다”는 결론을 내렸다.
  - 서울행정법원이 윤석열이 제기한 검찰총장 직무배제에 대한 집행정지 가처분 신청에 대해 인용 결정을 내렸고 윤 총장은 즉시 업무에 복귀하였다.
- 12월 6일 - 베네수엘라 의회 선거가 치러졌다.
- 12월 10일 - 공인인증서가 폐지되면서 민간인증서로 대체하게 되었다.
- 12월 24일
  - 서울행정법원이 법무부의 정직 2개월 징계 처분 효력을 멈추게 해달라며 윤석열 검찰총장이 낸 집행정지 신청을 인용했다.
  - 영국-EU간 무역협정을 포함한 미래관계 협상이 타결되었다.
- 12월 25일-코로나19 신규확진자가1241명으로역대최다를기록했다.
- 12월 30일
  - 법무부장관으로 박범계, 환경부장관으로 한정애, 국가보훈처장에 황기철이 내정되었다.
  - 영국 하원이 브렉시트(영국의 유럽연합(EU) 탈퇴) 이후 무역 등 EU와 미래관계 합의안을 승인했다. 이로써 영국은 EU와의 관계가 모두 끝나게 되었다.
- 12월 31일 - 핀란드의 지하 방사능 폐기물 저장소 온칼로의 이용이 시작되었다.

## 문화
- 1월 1일
  - 서울특별시 종로구 관철동 보신각에서 제야의 종 타종행사를 하였다.
  - SMBC새마을방송이 CI를 다시 변경하였다.
- 1월 6일
  - 제77회 골든 글로브 시상식에서 봉준호 감독의 기생충이 한국영화 최초로 외국어영화상을 수상하였다.
  - 조작 논란과 관련하여 그룹 X1(엑스원)이 해체하는 것으로 알려졌다.
- 1월 7일 - 뮤직웍스 소속 2인조 남성 듀엣 비오브유(B.O.Y)가 데뷔하였다.
- 1월 9일 ~ 1월 22일 -  스위스 로잔에서 2020년 동계 청소년 올림픽이 개최되었다.
- 1월 10일 - 2024년 동계 청소년 올림픽 개최지로  대한민국 강원도가 선정되었다.
- 1월 14일 - 마이크로소프트에서 윈도우 7, 윈도우 서버 2008, 윈도우 서버 2008 R2, 인터넷 익스플로러 9, 11의 모든 지원을 종료하였다.
- 1월 15일 - Microsoft Edge 크로미움 정식 버전이 공개되었다.
- 1월 17일
  - 영국 에드워드 8세 시절의 액면가 1파운드짜리 금화가 익명의 영국 동전 수집가에게 100만 파운드에 팔렸다. 미국의 한 개인 수집가가 2014년 51만 6천 파운드에 구매해 소장하고 있던 금화이다. 당시 조폐국이 만든 시제품 6세트 중 4세트는 박물관 등의 기관, 나머지 2세트는 개인이 소장하고 있는 것으로 알려졌다. 이 금화는 1937년 1월에 유통 예정이었으나, 에드워드 8세가 1936년 12월 퇴위하면서 실제 유통되지 않았다.
  - 미국의 엔터테인먼트 기업 월트 디즈니 컴퍼니가 지난해 인수한 20세기 폭스 스튜디오, 폭스 서치라이트 픽처스에서 '폭스'를 떼어내고, 각각 20세기 스튜디오, 서치라이트 픽처스로 사명을 바꾸기로 하였다.
  - 1997년 2월 이탈리아 북부 피아첸차의 한 미술관에서 도난되었던 구스타프 클림트의 1917년작 그림 '여인의 초상'이 23년 만에 발견되었다. 지난 2019년 12월 정원사가 미술관 외벽 건물을 덮은 덩굴을 치우다가 작은 금속문을 발견했는데, 그 안에 있던 쓰레기 봉투에 그림이 담겨져 있었다. 발견 당시 위작으로 여겨졌으나, 정밀 감정을 통해 진품으로 확인되었다.
- 1월 22일
  - 미국야구기자협회 선정 2020년 미국 야구 명예의 전당 헌액자로 다음 두 선수가 선정되었다. 두 선수는 2019년 12월 9일, 명예의 전당 원로위원회 투표로 선정된 테드 시먼스(Ted Simmons, 세인트루이스 카디널스 포수), 메이저리그 선수 노조(MLBPA) 초대 위원장인 마빈 밀러(Marvin Miller)와 함께 헌액된다.
  - 데릭 지터 : 지터는 1995년 뉴욕 양키스에 입단해 2014년 은퇴까지 양키스에서만 선수 생활을 하였고 397명 중 396명의 지지(99.7%)로 역대 2위의 기록으로 지난 해 만장일치로 입회한 마리아노 리베라이어 두 번째로 높은 득표율을 기록하였다. 이전의 득표율 2위는 2016년 99.3%의 득표율을 기록한 켄 그리피 주니어이다.
  - 래리 워커(Larry Walker): 콜로라도 로키스 유니폼을 입고 헌액되는 최초의 선수이다. 1991년 헌액된 퍼거슨 젱킨스 이후 두 번째로 헌액되는 캐나다 출신 선수이다.
  - 평택국제대교가 개통되었다.
- 1월 26일
  - 제62회 그래미 어워드에서 빌리 아일리시가 〈Bad Guy〉로 올해의 레코드·앨범·노래·신인 등 주요 4개 부문의 본상을 수상하였다. 1981년 제23회 시상식에서 처음으로 주요 4개 부문을 수상한 크리스토퍼 크로스 이후 39년 만이다. 시상식은 미국 캘리포니아주 로스앤젤레스의 스테이플스 센터에서 진행되었다.
  - 2020년 AFC U-23 챔피언십 : 대한민국이 사우디아라비아와의 결승전에서 1-0으로 우승을 차지하였다. 이번 대회는 오는 7월 열리는 2020년 하계 올림픽 지역 예선전을 겸하며, 3위까지 본선 진출 출전권을 얻는다. 대회 결과에 따라 대한민국과 사우디아라비아, 오스트레일리아가 2020년 하계 올림픽 축구 남자 부문 본선 출전권을 획득하였다.
- 1월 28일 - 중동 지역 최초의 원자력 발전소인 아랍에미리트의 바라카 원자력 발전소의 가동 준비가 완료되었다. 운영사 측은 2020년 1분기에 가동을 개시할 것이라고 밝혔다.
- 1월 30일 - 스피처 우주망원경 임무가 종료되었다.
- 2월 3일 - 브레이브 엔터테인먼트 소속 9인조 보이그룹 다크비가 데뷔하였다.
- 2월 4일 - MBC 뉴스 NOW 개국.
- 2월 9일 - 제92회 아카데미 시상식에서 봉준호 감독의 기생충이 한국영화 최초로 국제영화상, 각본상, 감독상, 작품상을 수상하였다.
- 2월 10일 - 유럽 우주국(ESA)의 태양 궤도선(SolO)이 태양의 극지역 관측을 목표로 태양 주위를 선회하기 위해 발사되었다.
- 2월 12일 - 삼성전자가 미국 샌프란시스코에서 삼성 갤럭시 언팩 2020을 개최하며 갤럭시 S20, 갤럭시 S20+, 갤럭시 S20 Ultra, 갤럭시 Z 플립을 공개했다.
- 2월 18일 - 대한민국 국세청과 코레일이 업무 협약을 체결함에 따라, 국세청이 지정하는 모범납세자는 오는 3월부터 주중 철도이용시 열차에 따라 10% ~ 30%의 운임을 할인받을 수 있게되었다. 운임 할인과 관련하여 국세청은 코레일 측에 상시적인 세무 서비스를 제공할 예정인 것으로 알려졌다.
- 2월 26일 - 2020년 하계 올림픽 - 국제 올림픽 위원회(IOC) 부회장을 지낸 바 있는 딕 파운드(Dick Pound) IOC 위원이 통신사 AP와의 인터뷰를 통하여 코로나바이러스감염증-19 유행이 이어진다면, 오는 5월 말까지 개최 여부를 결정해야 할 것이라고 언급하였다. 딕 위원은 여러 사정을 고려하게 되면, 연기보다는 취소에 무게가 실릴 것이라고 인터뷰 하였다. 근대 올림픽은 1896년 대회가 열리기 시작한 이래로 제1차 세계 대전과 제2차 세계 대전 시기인 1916년, 1940년, 1944년, 세 차례 개최 취소가 결정된 바 있다.
- 2월 27일 - 티오피미디어 소속 5인조 보이그룹 MCND(엠씨엔디)가 데뷔하였다,
- 2월 29일 - 로또 6/45가 900회를 맞이했다.
- 3월 1일 - 상지영서대학교가 상지대학교로 통합하였다.
- 3월 2일
  - 2022년 FIFA 월드컵 아시아 지역 2차 예선이 코로나바이러스감염증-19 유행으로 경기일정이 연기되었다.
  - 경강선의 남강릉신호장과 영동선의 안인역을 잇는 강릉삼각선이 개통되었다.
- 3월 5일 - 조선일보 창간 100주년
- 3월 8일 - KBS 1TV TV쇼 진품명품 25주년
- 3월 12일 - 캐나다 몬트리올에서 3월 16일날 열릴 예정이었던 2020년 세계 피겨스케이팅 선수권 대회가 취소되었다.
- 3월 13일 - 포뮬러 원(F1)의 2020년 오스트레일리아 그랑프리(2020 Australian Grand Prix)가 감염증 유행과 관련하여 취소되었다. 오스트레일리아 대회는 2020년 시즌 첫 대회로서 3월 15일에 오스트레일리아 멜버른의 앨버트 파크 서킷(Albert Park Circuit)에서 개최될 예정이었다.
- 3월 17일
  - 유럽 축구 연맹(UEFA)이 UEFA 유로 2020 토너먼트를 2021년 여름까지 연기하기로 하였다.
  - 프랑스 오픈 테니스 대회가 당초 5월 개최에서, 9월로 연기되었다.
- 3월 28일
  - ● 수도권 전철 경의·중앙선 임진강역
  - ● 동해선 광역전철 부산원동역이 개통되었다.
- 3월 30일 - 경기방송이 개국한지 22년 만에 방송통신위원회의 조건부 재허가를 의결하고 라디오 방송이 중단되었다.
- 4월 1일
  - 동아일보 창간 100주년.
  - 웨이크원 엔터테인먼트 소속 10인조 보이그룹 TO1(티오원)이 데뷔하였다.
- 4월 7일 - 경기도 관내 중고등학교 원격수업 1차 파일럿 테스트 실시
- 4월 9일 - 대한민국 1차 온라인 개학 (고등 3학년, 중등 3학년생)
- 4월 14일
  - 경기도 관내 초중고등학교 원격수업 2차 파일럿 테스트 실시
  - 스타쉽 엔터테인먼트 소속 9인조 보이그룹 CRAVITY(크래비티)가 데뷔하였다.
- 4월 16일 - 대한민국 2차 온라인 개학 (고등 1·2학년, 중등 1·2학년, 초등 고학년생)
- 4월 20일 - 대한민국 3차 온라인 개학 (초등 저학년생)
- 4월 21일 - 스페인 팜플로나 시의회는 오는 7월에 열릴 예정이던 산 페르민 축제를 취소한다고 밝혔다.
- 4월 22일 - 윤산터널이 개통되었다.
- 4월 25일 - 에레디비시 2019-20 : 네덜란드 왕립 축구 협회(KNVB)는 네덜란드 1부 축구 리그인 에레디비시 시즌을 조기 종료하며, 우승팀이나 강등팀 없이 시즌이 끝났다. 우승팀없이 시즌이 마무리되는 것은 1956년 에레디비시 출범이후 처음이다.
- 5월 5일
  - 2020년 KBO 리그가 무관중으로 개막하였다.
  - 필리핀의 ABS-CBN이록으로 지난 해 만장일치로 입회한 마리아노 리베라이어 두 번째로 높은 득표율을 기록하였다. 이전의 득표율 2위는 2016년 99.3%의 득표율을 기록한 켄 그리피 주니어이다.
- 5월 12일 - 카트라이더 러쉬플러스가 국내에서 정식 출시.
- 5월 18일 - 한겨레 신문이 10000호를 달성하였다.
- 5월 20일
  - H-IIB가 마지막으로 발사됐다.
  - 현대차 글로벌 비즈니스 센터가 착공됐다.
- 5월 26일 - 마인크래프트 던전스가 정식 개발되었다.
- 5월 31일
  - 북미 프로야구 리그인 메이저리그 베이스볼(MLB)에 속한 토론토 블루제이스가 전날 구단의 마이너리그 선수 29명을 방출하였다. 감염증 유행으로 개막이 지연되고, 이에 따른 재정 악화가 이유로 알려졌다.
  - 미국의 항공우주기업 스페이스X의 유인우주선인 크루 드래곤(Crew Dragon)이 5월 30일 발사 성공이후 약 19시간여 만에 국제우주정거장(ISS)에 성공적으로 도킹(Docking, 결합)하였다. 미국 항공우주국(NASA, 나사) 소속 우주비행사 밥 벤켄(Bob Behnken)과 더그 헐리(Doug Hurley)가 우주정거장에 합류하였다.
- 6월 3일 - 미국의 항공우주기업인 스페이스X가 케이프커내버럴 공군기지에서 스타링크(Starlink) 위성시스템 구축에 필요한 위성 60 개를 지구 저궤도에 추가 발사하는데 성공하였다.
- 6월 6일 - 봉오동 전투 100주년.
- 6월 15일 - 과학기술정보통신부가 SK텔레콤의 2G CDMA 서비스 종료를 승인하였다.
- 6월 23일 - 백자 동화매국문 병이 국보에서 해제되었다.
- 6월 24일 - 실물 운전면허증이 없어도 스마트폰 QR코드로 운전 자격 및 신원 확인 등이 가능하게 되었다.
- 6월 25일 - 한국 전쟁 발발 70주년.
- 6월 30일 - 조석 작가의 네이버 웹툰 마음의 소리가 14년만에 막을 내렸다.
- 7월 1일 - 미국 전기자동차 업체 테슬라가 나스닥 시장에서 시가총액 2,075억 달러를 기록, 이날 도쿄 증권거래소에서 21조 7천억 엔(약 2,025억 달러)으로 마감한 일본 토요타를 제치고 세계 시가총액 1위 자동차 기업에 올랐다.
- 7월 7일 - 경부고속도로 개통 50주년.
- 7월 10일 - 스페셜솔져가 결국 서비스 종료를 하였다.
- 7월 11일 - SBS TV 런닝맨 10주년
- 7월 13일 - 대한체육회 창립 100주년.
- 7월 19일 - 아랍에미리트 화성 탐사 계획(Emirates Mars Mission)의 일환으로 탐사선 알 아말(영어: The Hope)이 일본 다네가시마 우주 센터에서 UTC 21시 58분 14초에 발사되었다.
- 7월 21일
  - 대한민국의 군사위성 아나시스 2호가 발사됐다.
  - 여의도 파크원 타워가 완공됐다.
- 7월 23일 - 중국의 화성 탐사선 천문(TW-1)이 웬창 우주센터(Wenchang Spacecraft Launch Site)에서 성공적으로 발사되었다.
- 7월 24일 - OGN 개국 20주년
- 7월 27일
  - SK텔레콤의 2세대 이동 통신 서비스가 완전히 종료되었다.
- 7월 30일
  - 물산장려운동 100주년
  - 마스 헬리콥터 스카우트가 발사됐다.
  - 퍼서비어런스가 발사됐다.
- 8월 2일 - 스페이스X의 크루 드래곤 유인우주선 1호기가 무사히 지구귀환에 성공했다.
- 8월 4일 - 스페이스X의 스타십 처음으로 발사되었다.
- 8월 7일 - YG 엔터테인먼트 소속 12인조 보이그룹 트레저 (음악 그룹)가 데뷔하였다.
- 8월 8일 - ● 수도권 전철 5호선 하남선 상일동역 ~ 하남풍산역 1단계 구간이 개통되었다. (강일역 미개통)
- 8월 12일 - 파리 생제르맹 FC 창단 50주년.
- 8월 16일 - 2020년 세계 스누커 선수권 대회: 대회 결승전에서 로니 오설리번이 우승하였다.
- 9월 1일 - 한국의 보이그룹 방탄소년단(BTS)이 빌보드 핫100차트 1위를 달성했다.
- 9월 5일 - 방탄소년단의 싱글 앨범 Dynamite가 미국 빌보드 핫 100 차트에서 대한민국 가수 최초로 1위를 달성하였다.
- 9월 10일 - 한국철도시설공단이 국가철도공단으로 사명을 변경하였다.
- 9월 12일 - 수인선 수원역 ~ 한대앞역 구간이 개통되어 ● 수도권 전철 수인·분당선으로 직결 운행하기 시작하였다.
- 9월 15일 - 울산신항선 개통
- 9월 21일 - 수원북부순환로 개통
- 9월 27일 ~ 10월 4일 - 2020년 세계 단체 탁구 선수권 대회가 개최되었다.
- 10월 5일 - 위 엔터테인먼트 소속 6인조 대표 보이그룹 위아이(WEi) 가 데뷔하였다.
- 10월 7일 - 해운대 블루라인파크 해변열차 개통
- 10월 9일 - 한국프로농구 2020-21가 개막되었다.
- 10월 13일 - 마이크로소프트에서 마이크로소프트 오피스 2010의 판매 및 지원이 종료되고 이와 동시에 마이크로소프트 오피스 2016의 메인스트림 지원도 종료되었다.
- 10월 17일 - V-리그 2020-21가 개막되었다.
- 10월 19일 - 대한민국의 걸그룹 이달의 소녀가 컴백하였다.
- 10월 21일 - 청산리 전투 100주년
- 10월 25일 - 영국의 레이싱 선수 루이스 해밀턴이 미하엘 슈마허의 기록을 깨고 포뮬러 원 최다 우승 선수에 등극했다.
- 10월 28일 - 메이저 리그 베이스볼 월드 시리즈 6차전에서 로스앤젤레스 다저스가 탬파베이 레이스를 3대 1로 꺾고 시리즈 전적 4승 2패로 1988년 이후 32년만에 통산 7번째 우승을 달성되었다.
  - 울림엔터테인먼트 소속 7인조 보이그룹 드리핀(DRIPPIN)이 데뷔하였다.
- 10월 31일
  - 베를린 브란덴부르크 공항이 개항하였다.
  - 리그오브레전드 와일드 리프트가 정식 출시되었다.
- 11월 7일 - 평택파주고속도로 북로 분기점 ~ 내포 나들목 구간이 개통되었다.
- 11월 8일 - 크레이지레이싱 카트라이더 프로게이머 문호준이 은퇴를 결정하였다.
- 11월 10일 - 엑스박스 시리즈 X/S가 출시되었다.
- 11월 11일
  - 미국의 항공우주기업 스페이스X의 유인우주선인 크루 드래곤의 첫 실제 임무 크루-1이 준비 절차에 들어섰다.
  - 대한민국 서울특별시 강남구 삼성동에 있는 코엑스에서 제8회 아시안 리더십 콘퍼런스가 열렸다.
- 11월 12일 - 플레이스테이션 5는 북미, 오스트레일리아, 뉴질랜드, 일본, 싱가포르, 대한민국에서 모든지 발매되었다.
- 11월 15일 - 대한항공이 아시아나 항공을 인수하는 것이 공식 확정되었다.
- 11월 16일 - 스페이스X와 NASA의 첫 실제 유인 임무인 스페이스X 크루-1이 케네디 우주센터 발사단지 39A에서 오전 9시경 발사되었다.
- 11월 17일 - 크루 드래곤 C207 리실리언스호가 국제우주정거장 하모니 모듈 전방 IDA에 도킹되었다.
- 11월 24일 - KBO 리그 한국시리즈 6차전에서 NC 다이노스가 두산 베어스를 4대 2로 꺾고 시리즈 전적 4승 2패로 2011년 창단 이후 9년만에 통산 1번째 우승을 달성하였다.
- 11월 25일 - 일본 프로 야구 일본 시리즈 4차전에서 후쿠오카 소프트뱅크 호크스가 요미우리 자이언츠를 4대 1로 꺾고 시리즈 전적 4승으로 통산 11번째 우승을 달성하였다. 2017년 일본 시리즈, 2018년 일본 시리즈, 2019년 일본 시리즈에 이은 4연패이다.
- 11월 30일 - 빌리프랩 소속 7인조 보이그룹 ENHYPEN(엔하이픈)이 데뷔하였다.
- 12월 3일 - 2021학년도 대학수학능력시험이 실시되었다.
- 12월 6일 - 하야부사 2호가 지구로 귀환했다.
- 12월 9일 - 대한민국 국회에서 인구 100만 대도시에 특례시 지위를 부여하는 ‘지방자치법 전부개정안’을 최종 통과시켰다.
- 12월 10일 - 스페이스X의 스타십 마지막으로 발사되었다.
- 12월 11일 - 함양울산고속도로의 밀양~울산의 45km 구간이 1단계 개통되었다.
- 12월 12일 - ● 인천 도시철도 1호선 송도달빛축제공원역이 개통되었다.
- 12월 18일 - 국도 제3호선 대체우회도로(신평화로) 경기도 동두천시 상패 교차로 - 연천군 초성 교차로 구간이 개통되었다.
- 12월 19일 - SBS 창사 30주년 SBS 연예대상에서 김종국이 대상수상하였다.
- 12월 22일 - 티웨이항공 설립 10주년 기념으로 에어버스 A330 주문
- 12월 23일 - 중앙선 서원주역 ~ 봉양역 구간의 복선 전철화가 완료되었다.
- 12월 24일
  - 테슬라 로드스터가 출시되었다.
  - KBS 연예대상에서 김숙이 대상수상 하였다.
  - 국제 축구 연맹(FIFA)이 2021년에 개최될 예정이었던 U-20 월드컵과 U-17 월드컵을 코로나19로 인하여 잠정 취소하였고 2023년에 개최하기로 하였다.
- 12월 29일 - MBC 방송연예대상에서 유재석이 대상수상 하였다.
- 12월 30일 - MBC 연기대상에서 박해진이 대상수상하였다.
- 12월 31일
  - 어도비에서 플래시 플레이어의 지원을 종료되었다.
  - 보이저 1호와 보이저 2호의 셧다운이 시작되었다.
  - 부산광역시에서 수영강변대로~삼어로를 잇는 수영강 횡단도로 반여삼어교가 개통되었다.
  - 걸그룹 구구단이 데뷔 4년 만에 해체되었다.
  - SBS창사 30주년 SBS 연기대상에서 남궁민이 대상수상하였다.
  - KBS 연기대상에서 천호진이 대상수상하였다.

## 탄생
- 5월 10일 - 룩셈부르크의 대공세손 룩셈부르크 공자 샤를

## 사망

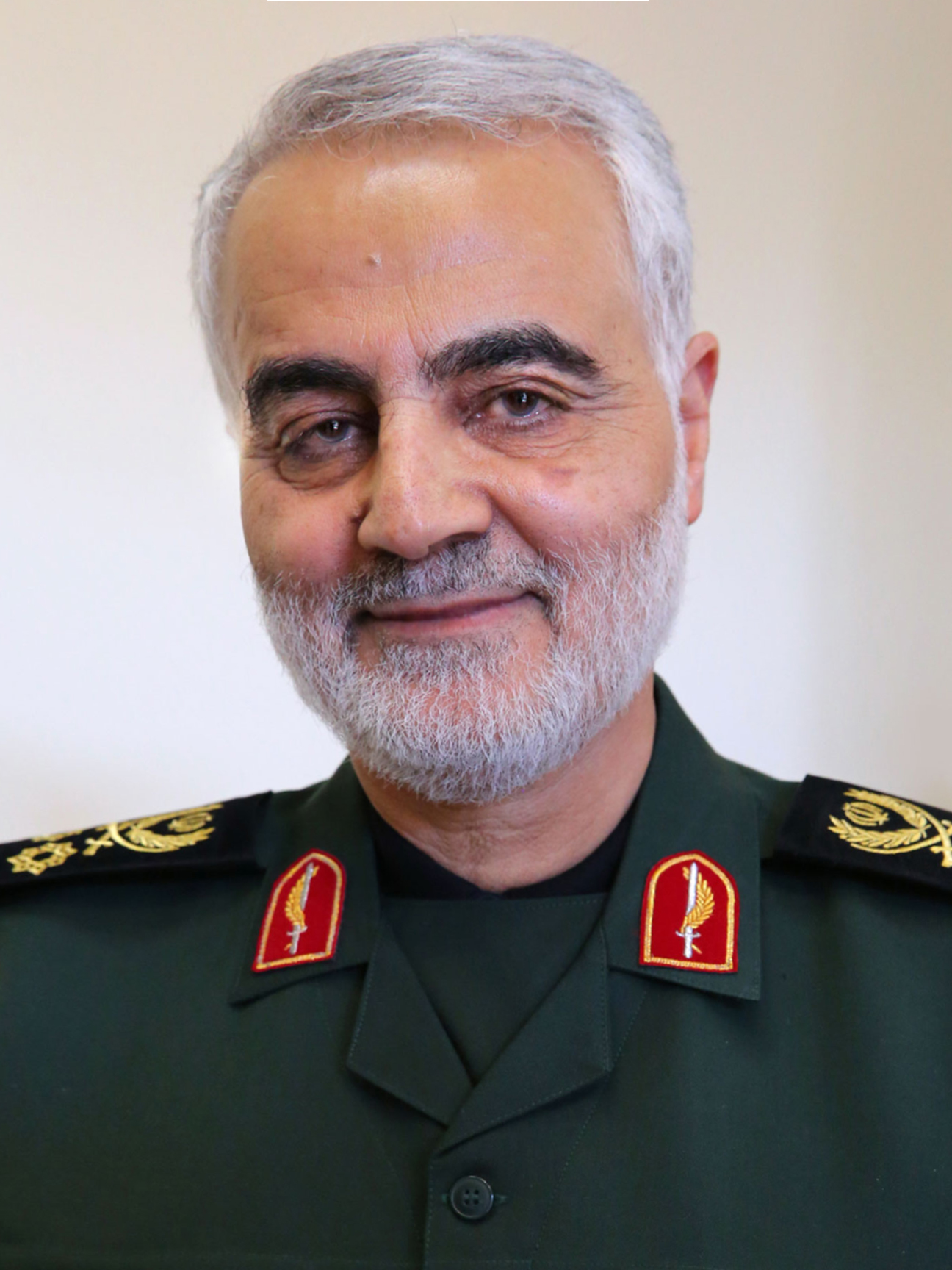
가셈 솔레이마니

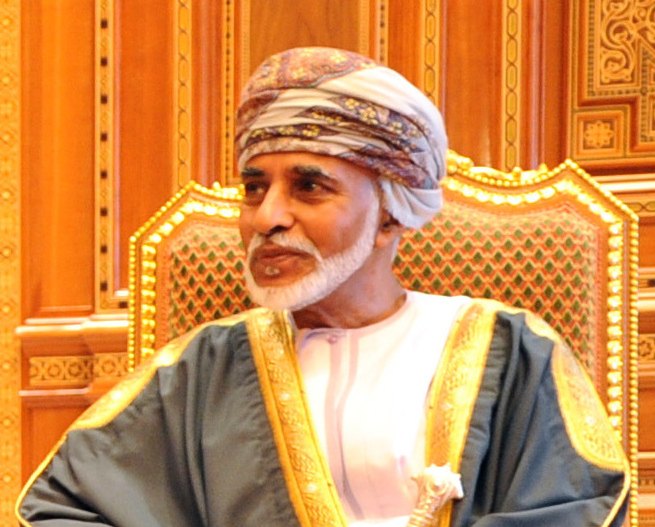
카부스 빈 사이드 알사이드

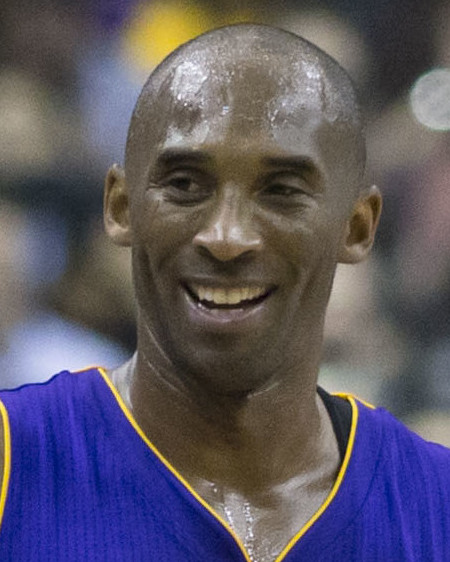
코비 브라이언트

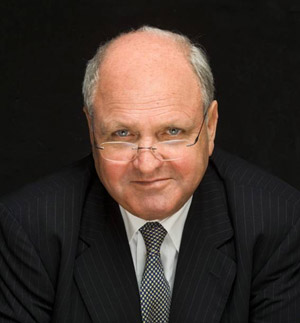
마이크 무어

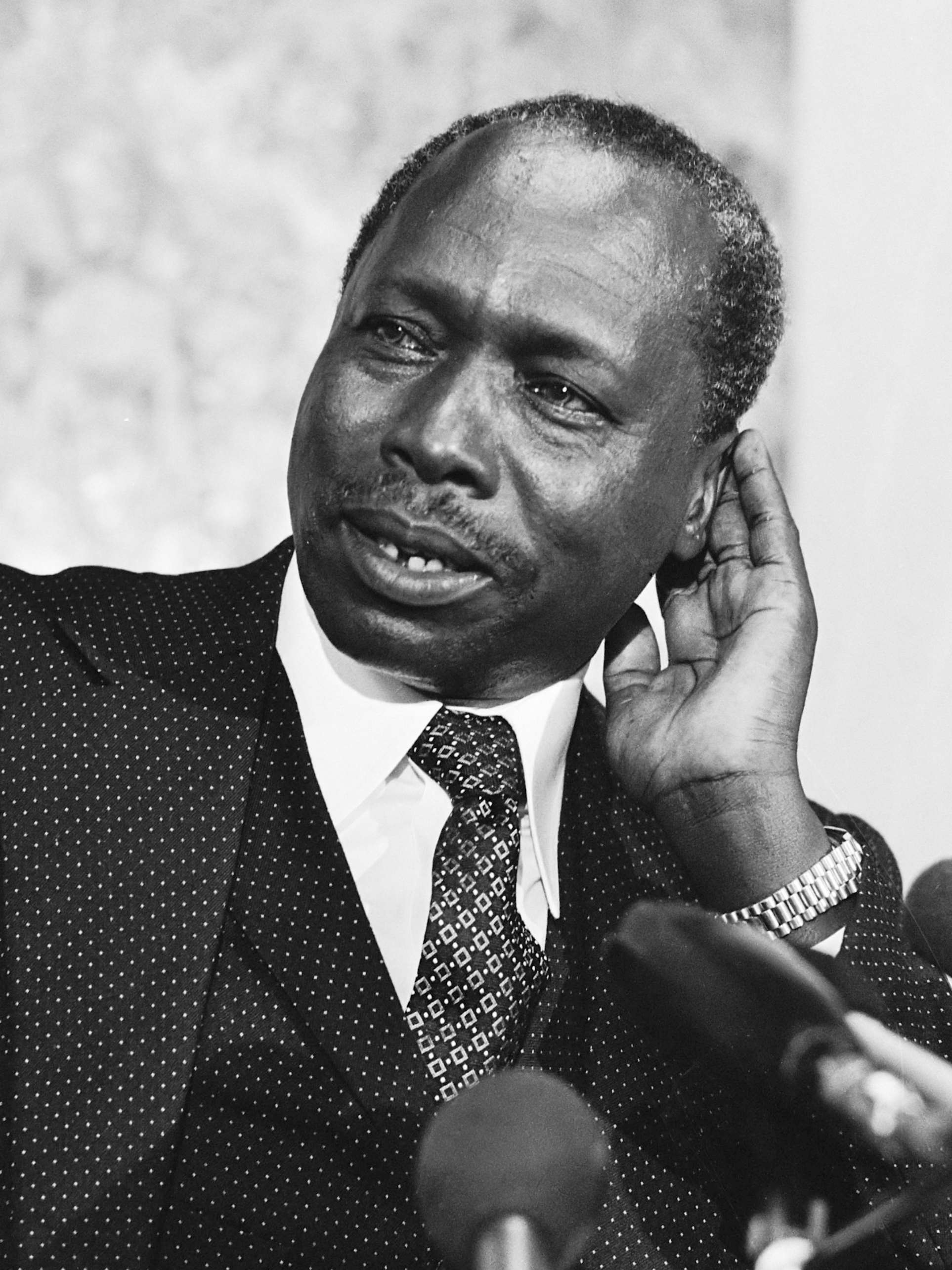
대니얼 아랍 모이

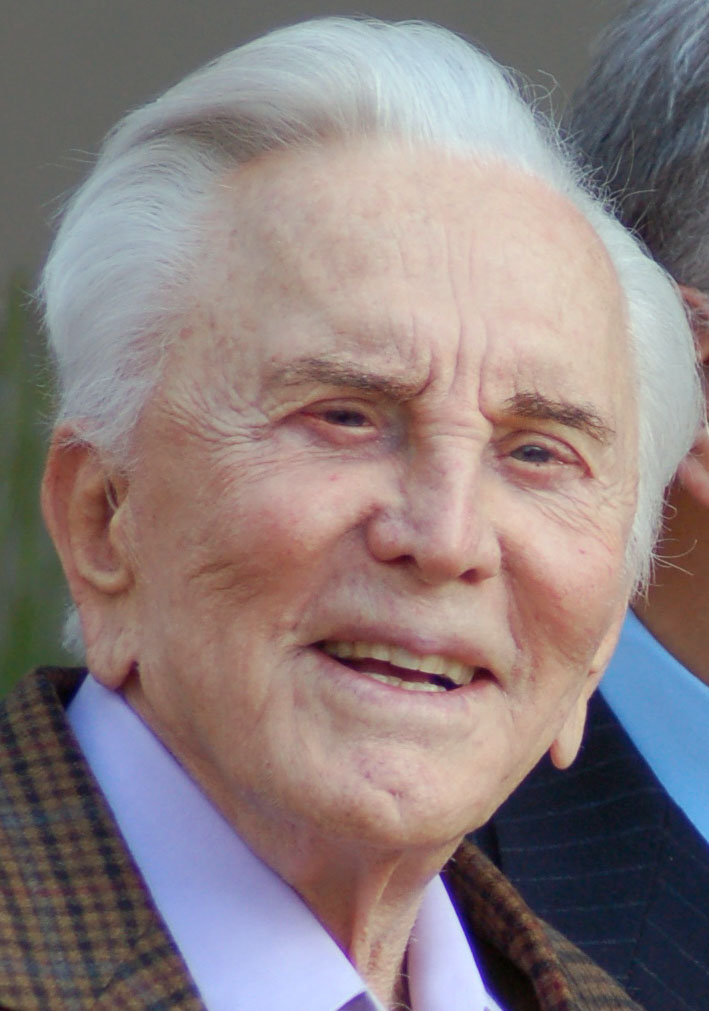
커크 더글라스

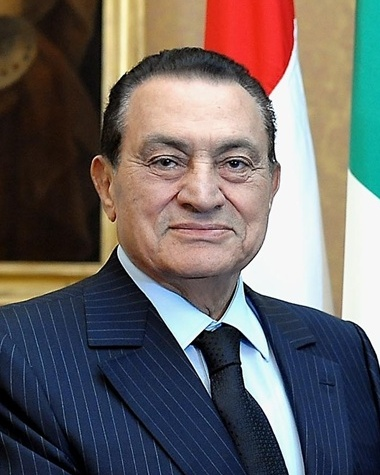
호스니 무바라크

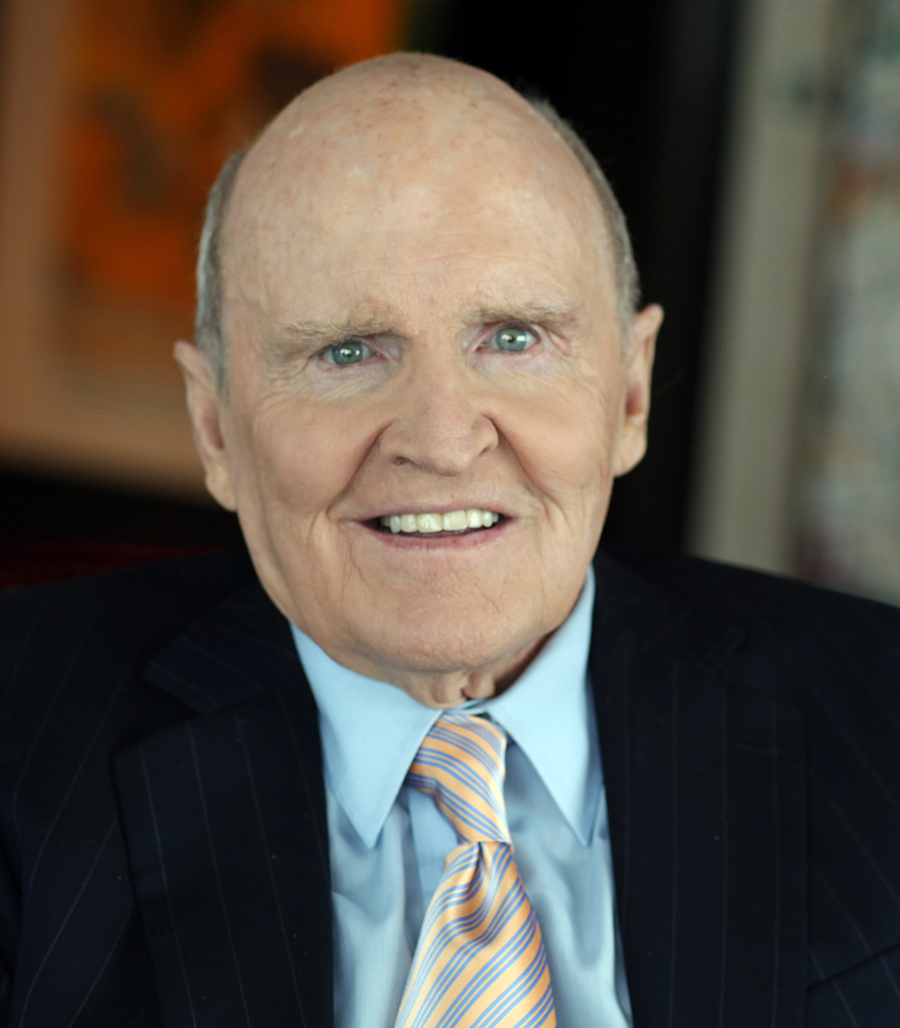
잭 웰치

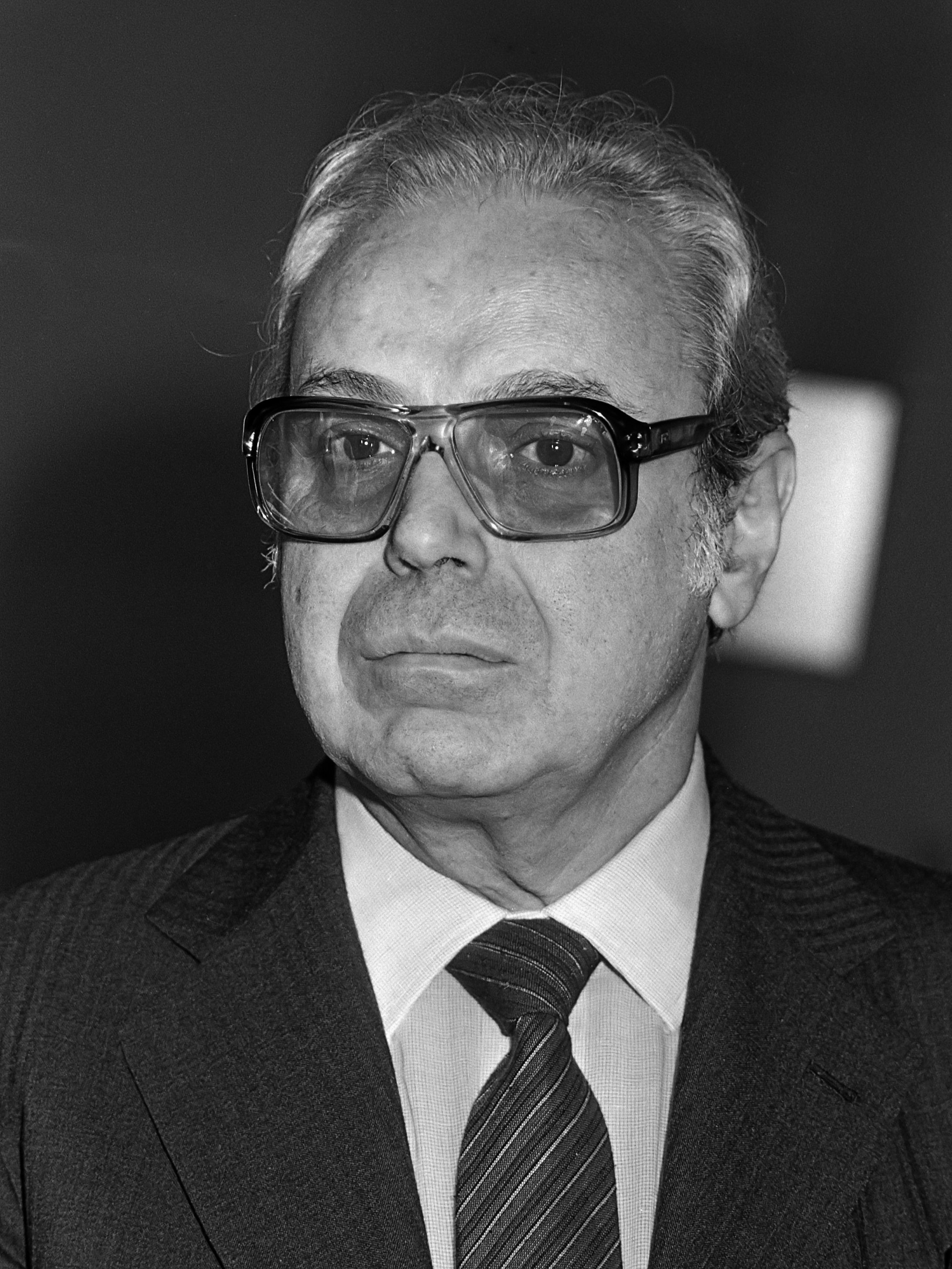
하비에르 페레스 데 케야르

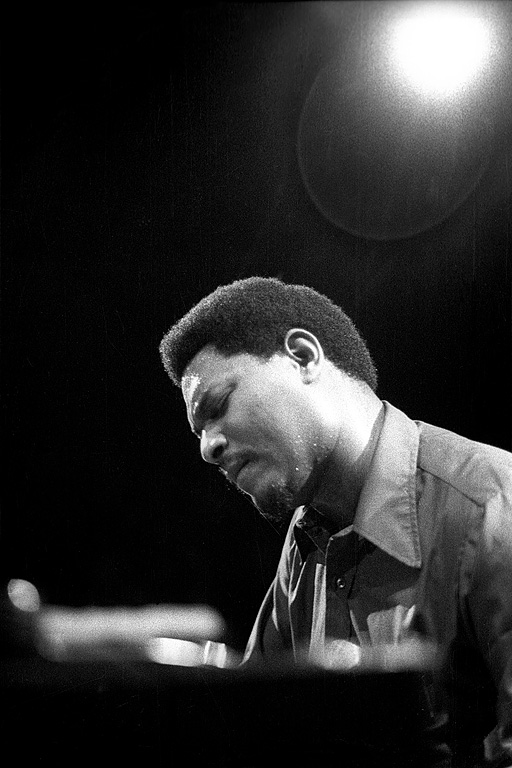
맥코이 타이너

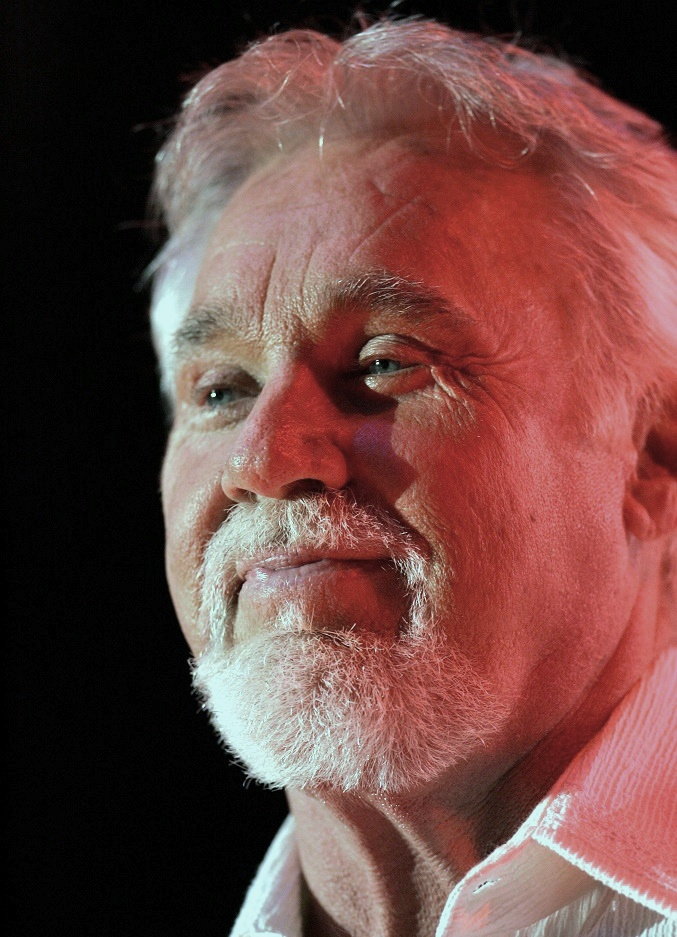
케니 로저스

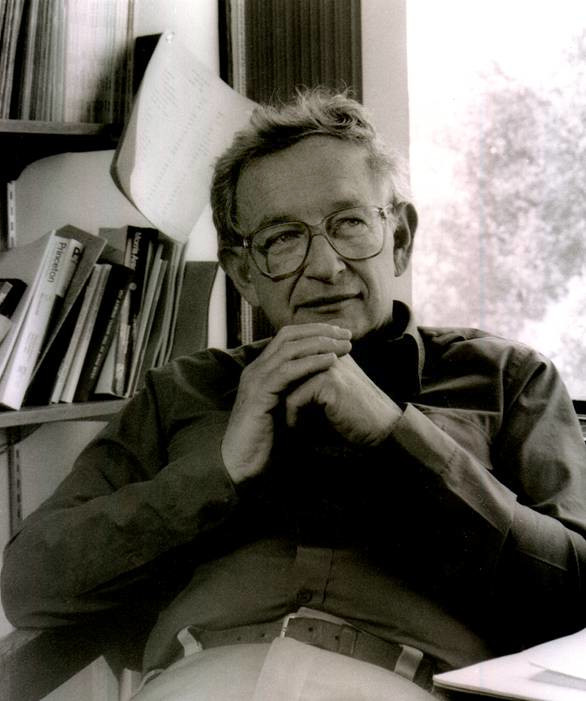
필립 워런 앤더슨

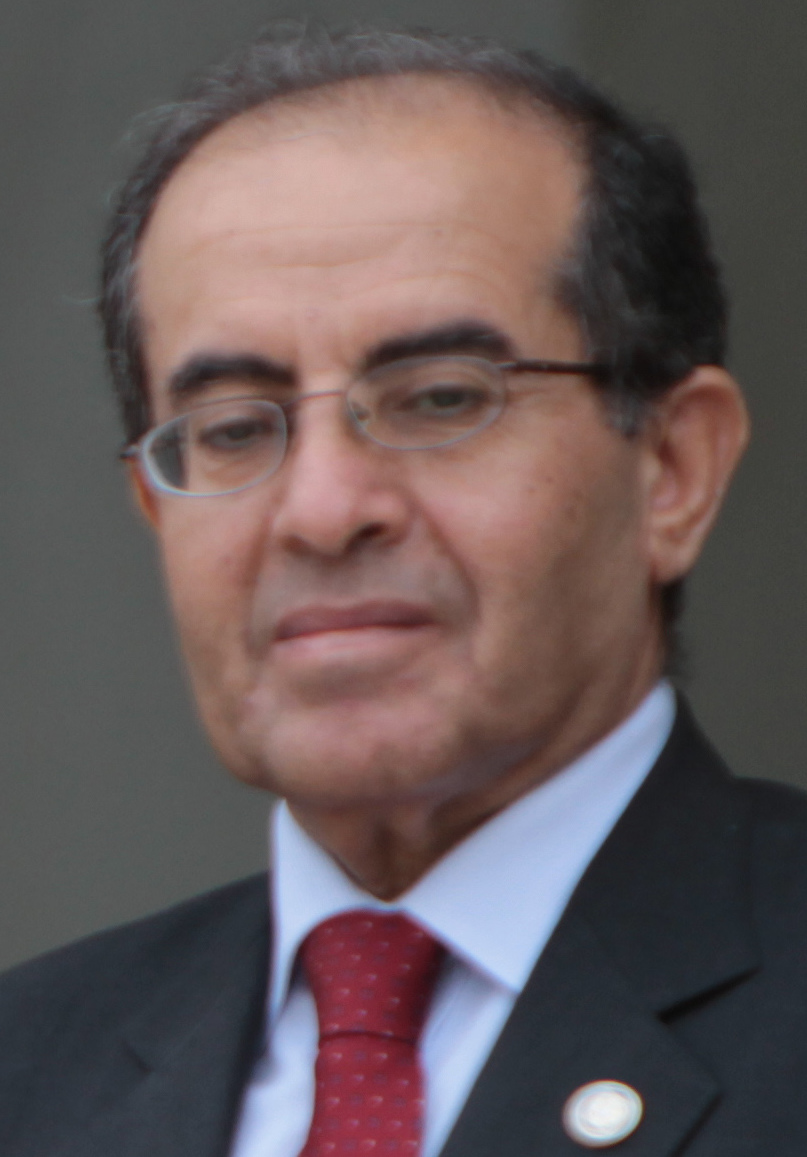
마무드 지브릴

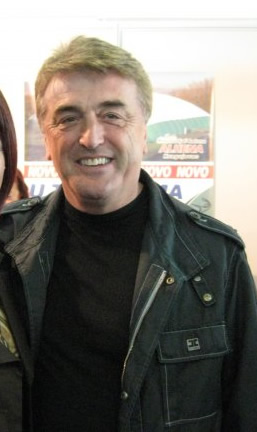
라도미르 안티치

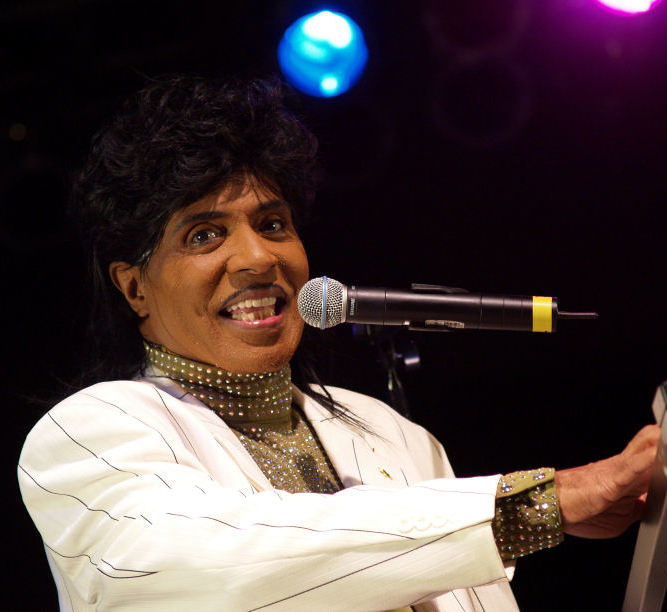
리틀 리처드

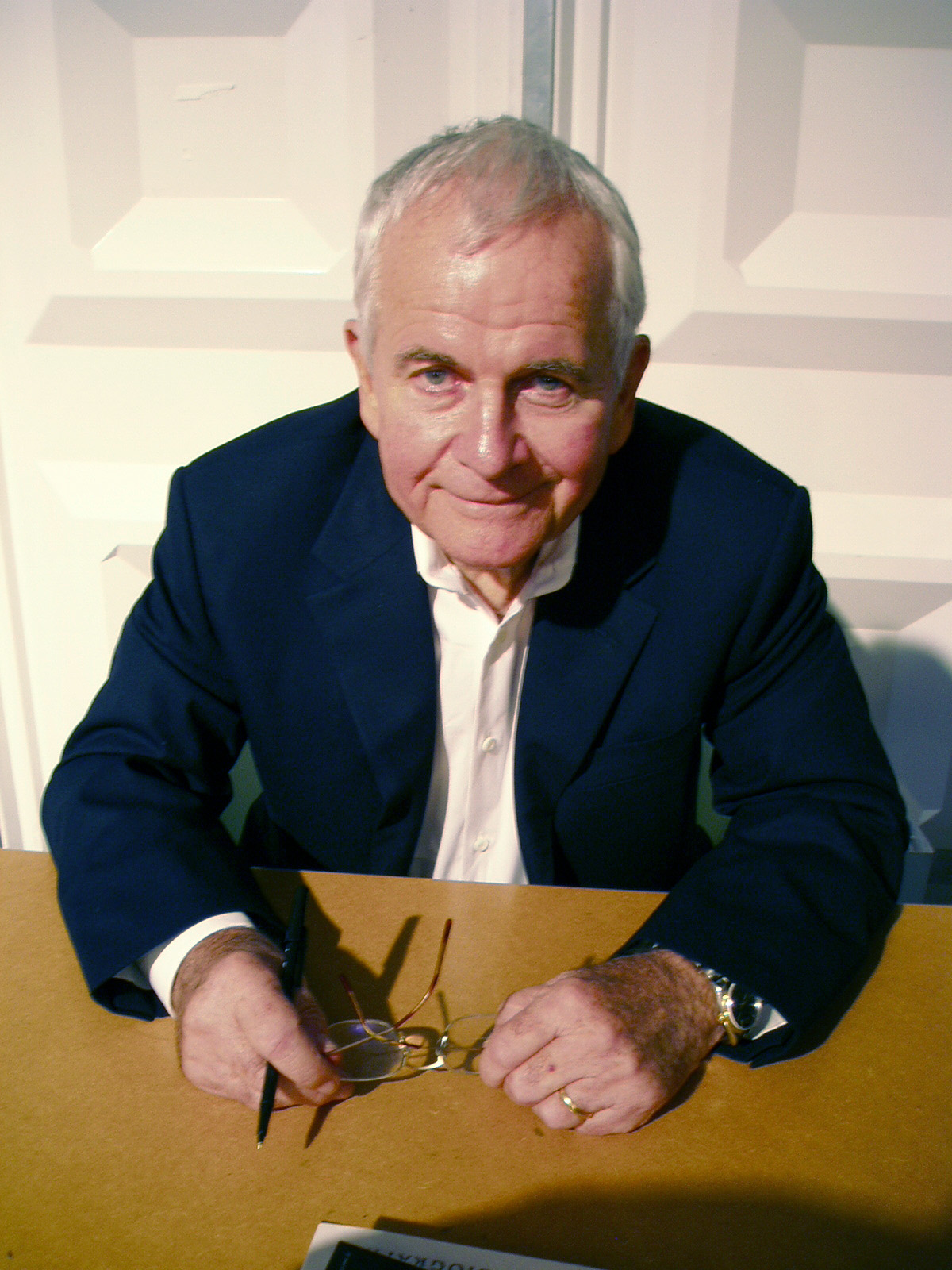
이언 홈

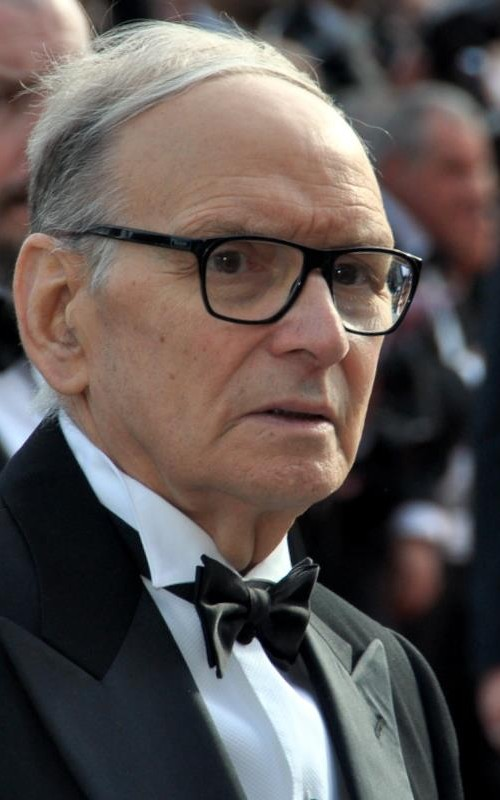
엔니오 모리코네

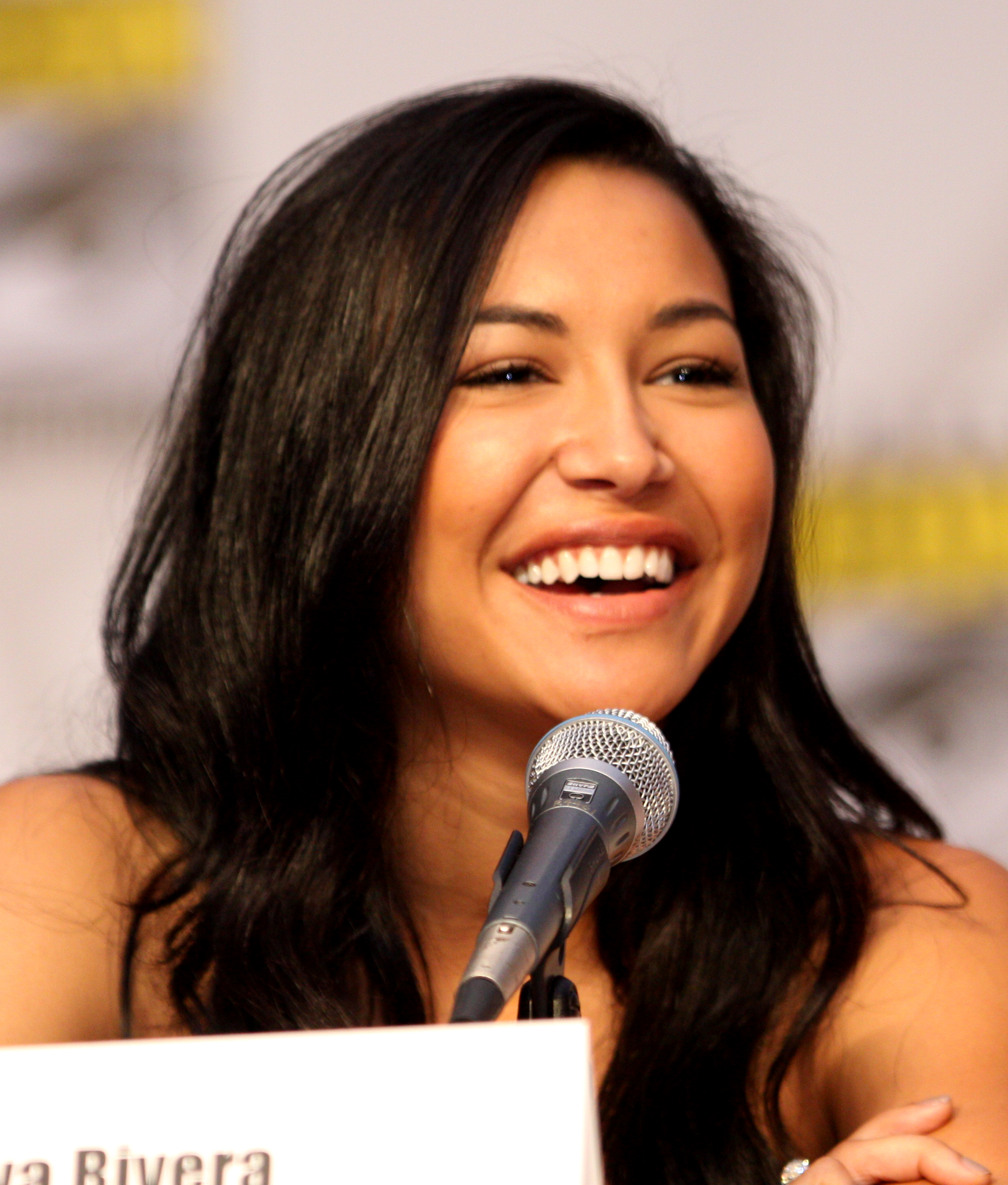
나야 리베라

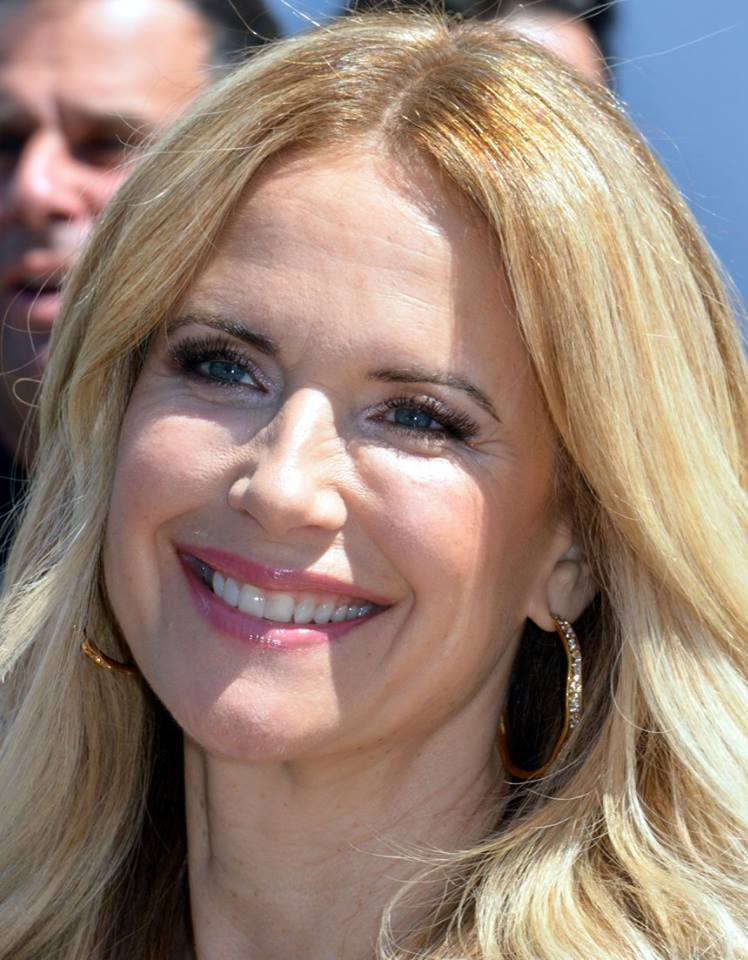
켈리 프레스턴

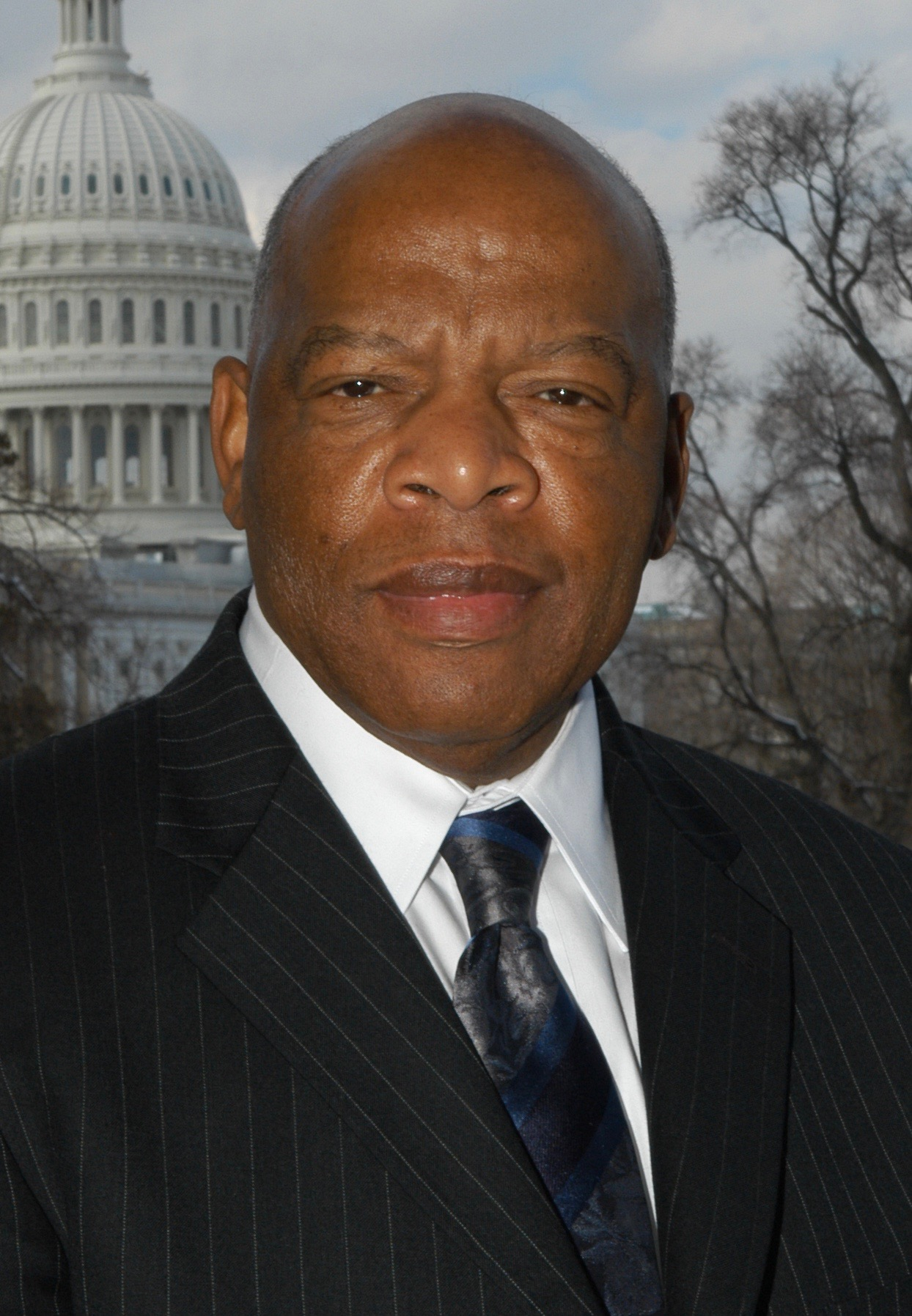
존 루이스

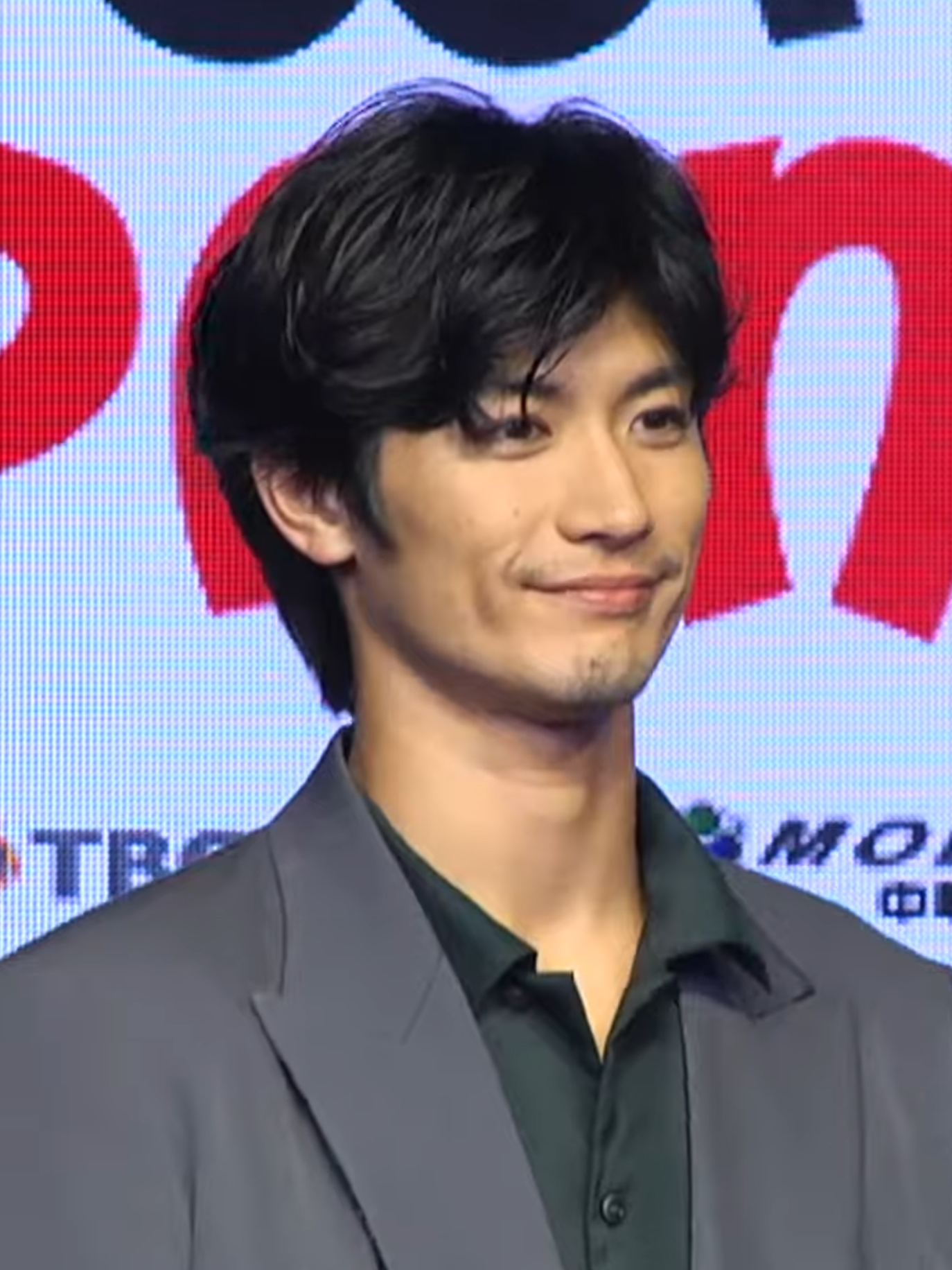
미우라 하루마

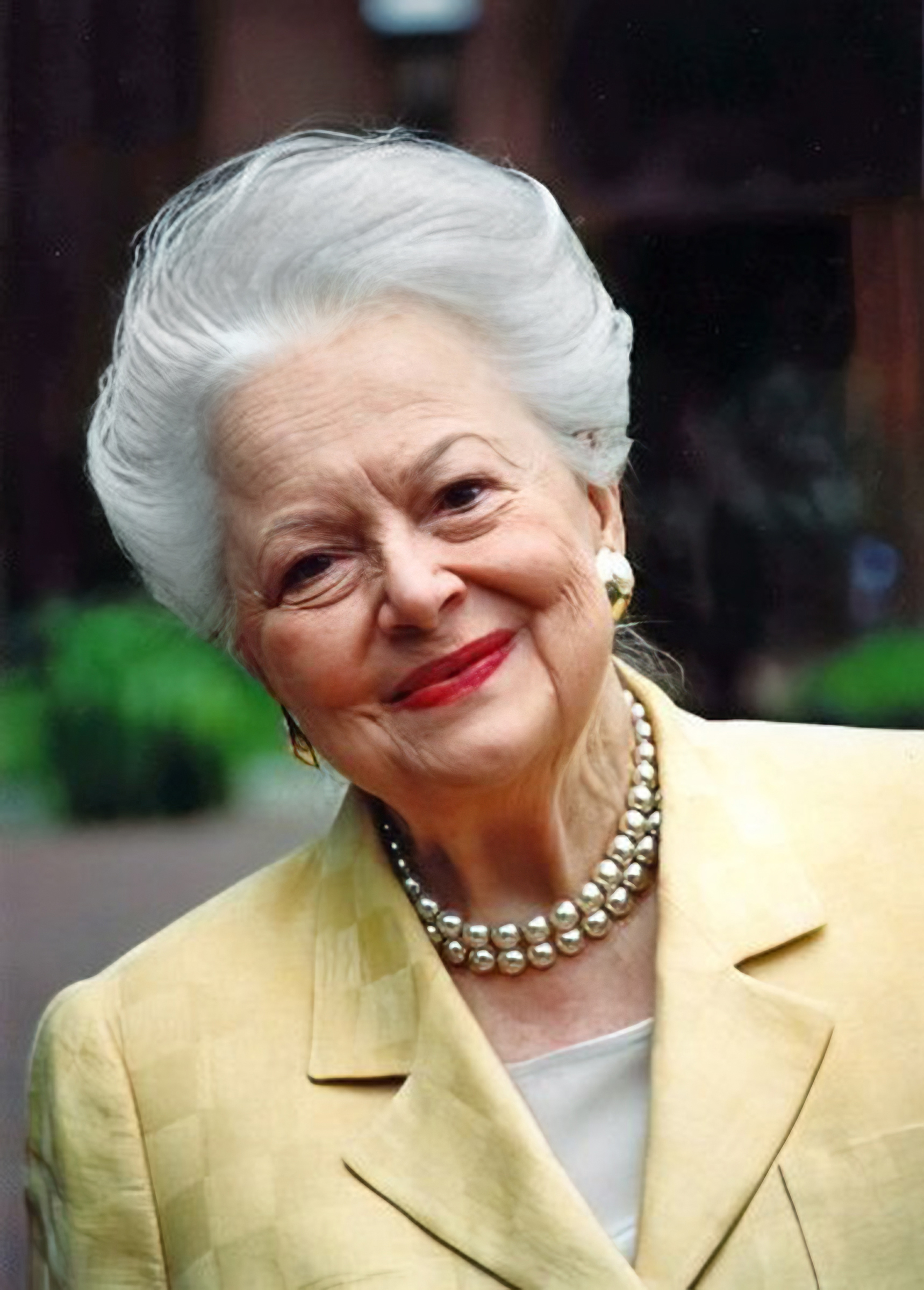
올리비아 드 하빌랜드

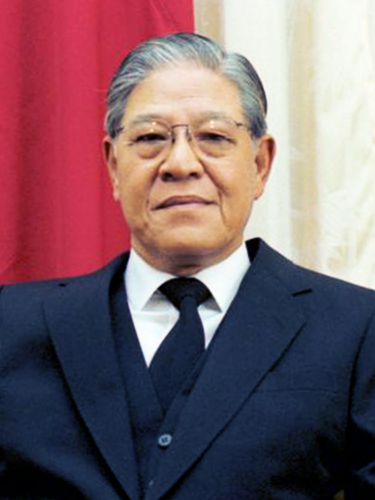
리덩후이

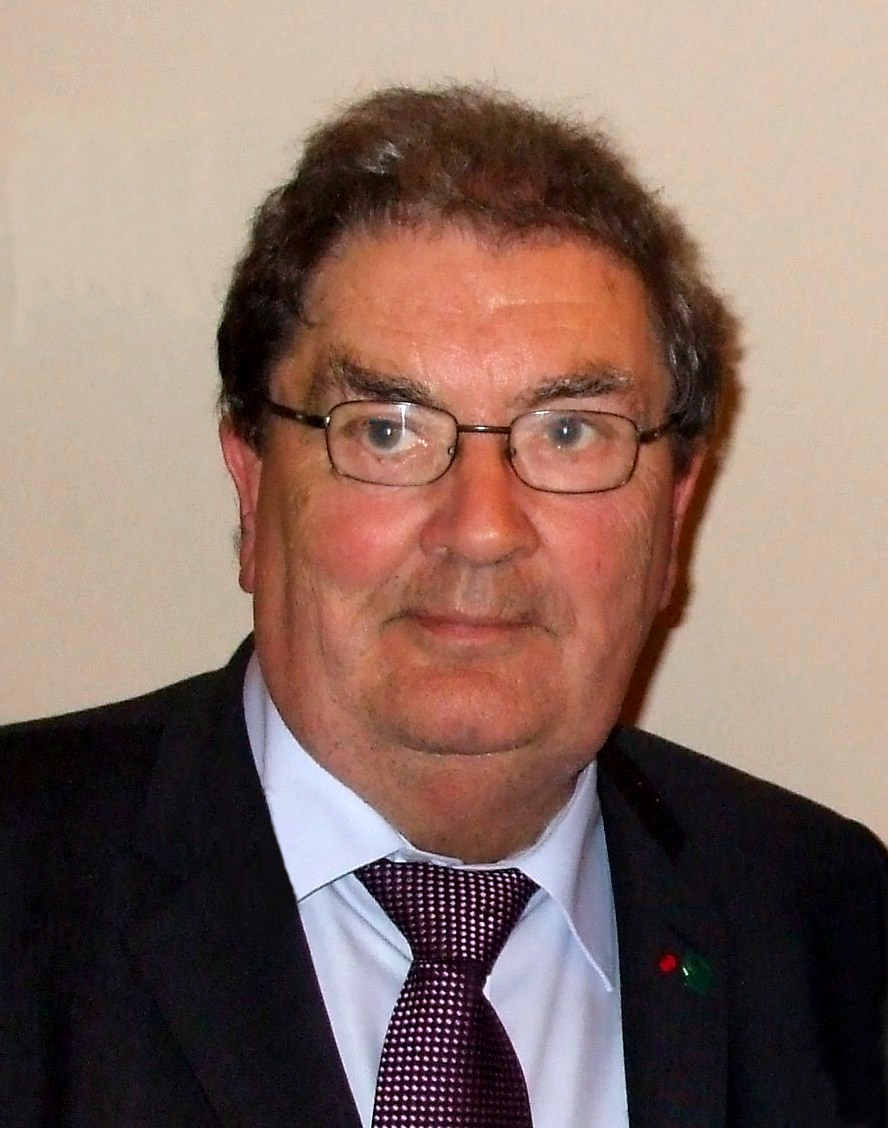
존 흄

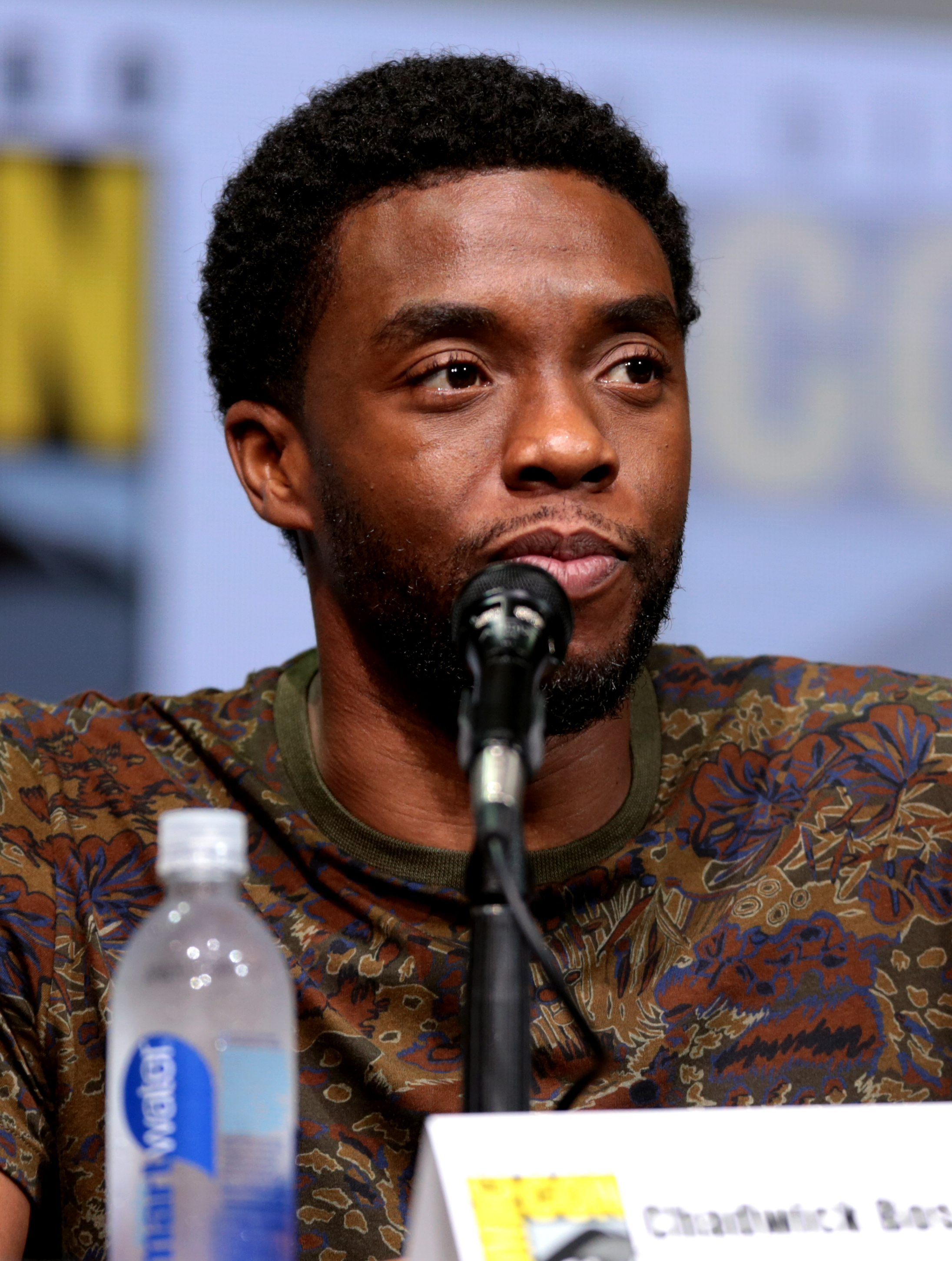
채드윅 보즈먼

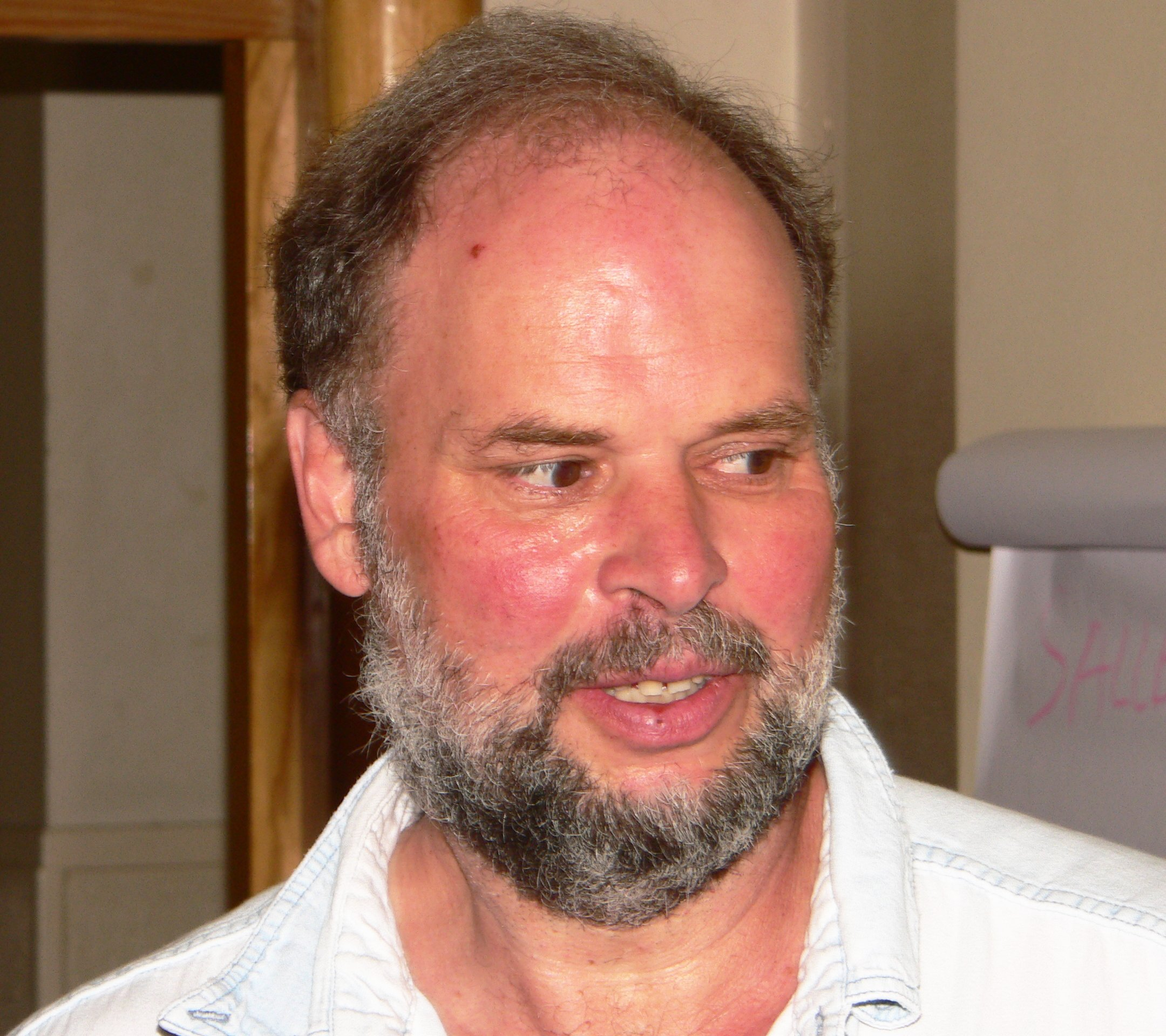
본 존스

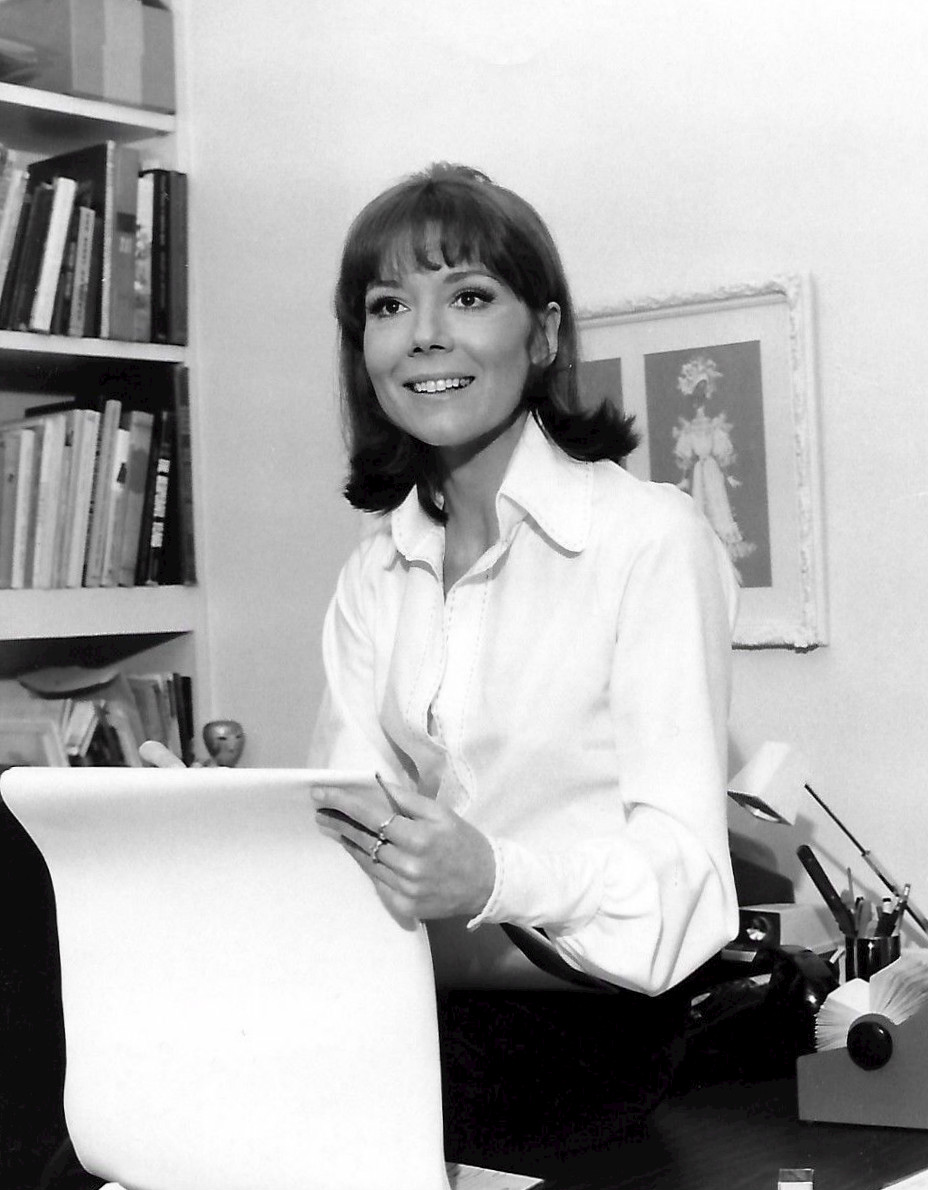
다이애나 리그

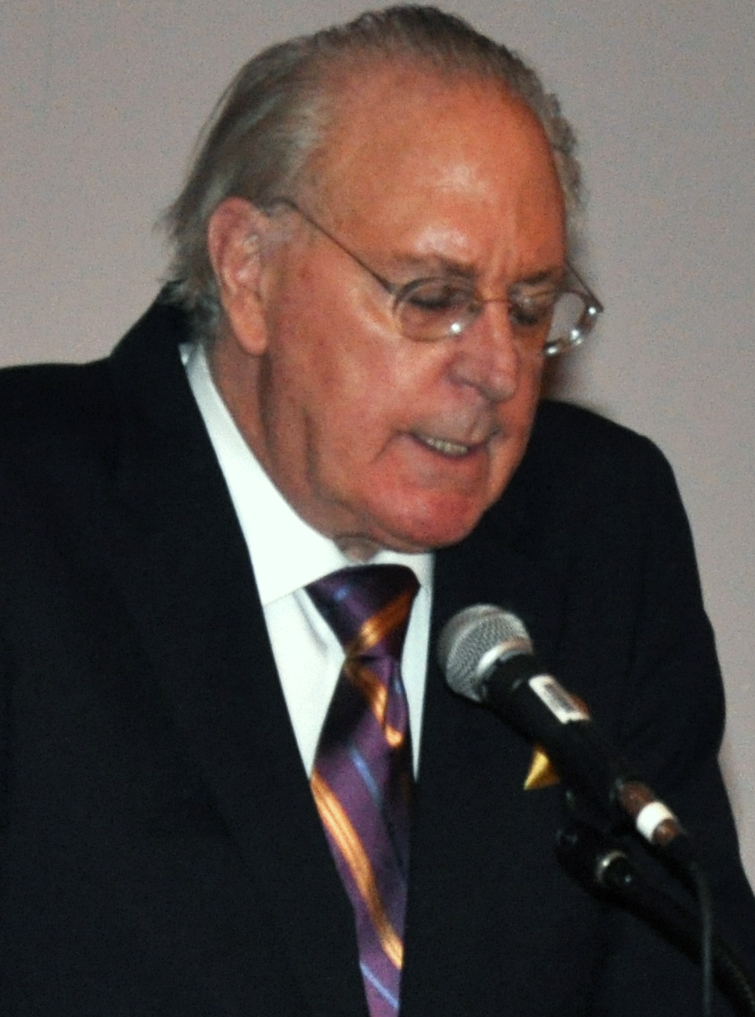
윈스턴 그룸

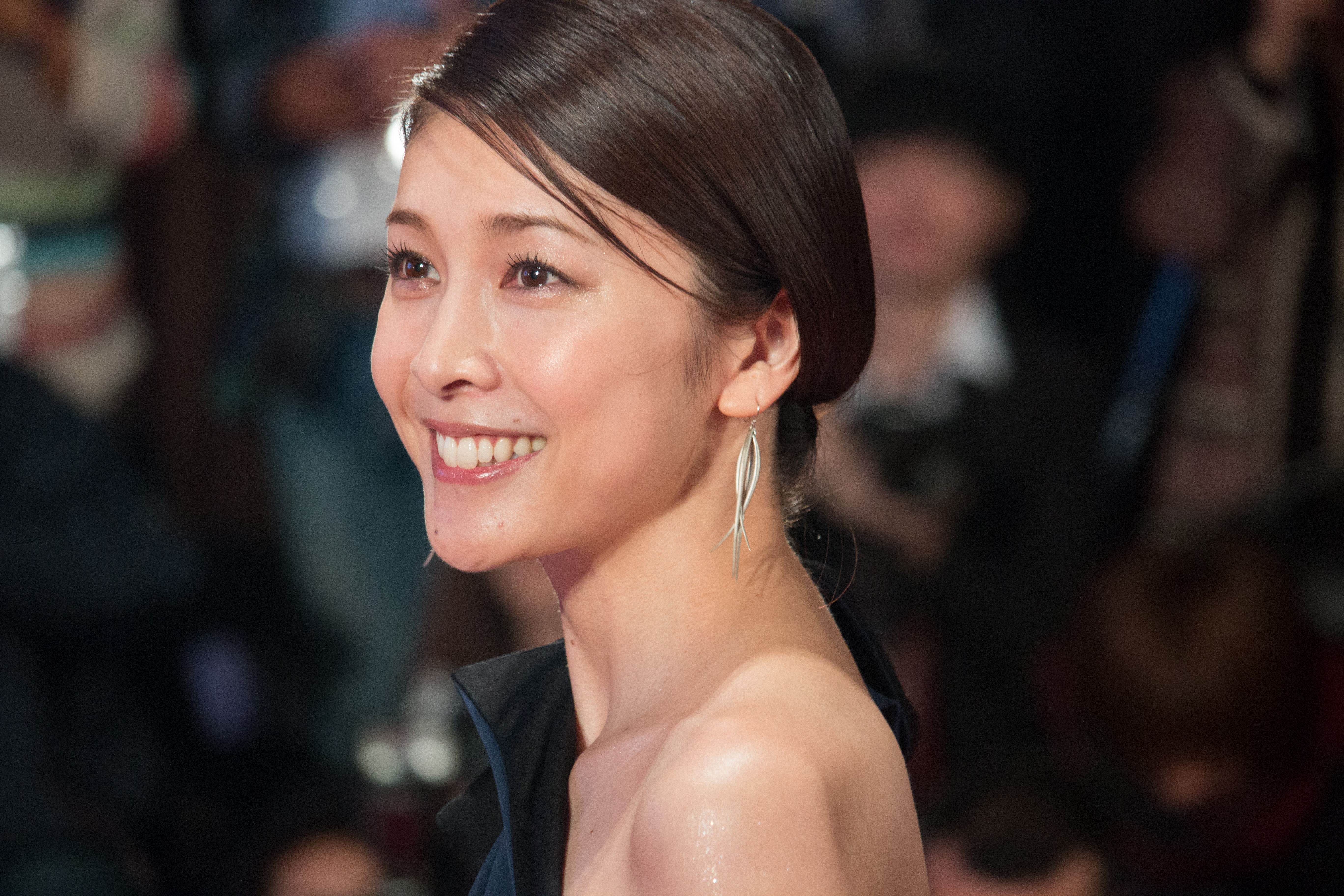
다케우치 유코

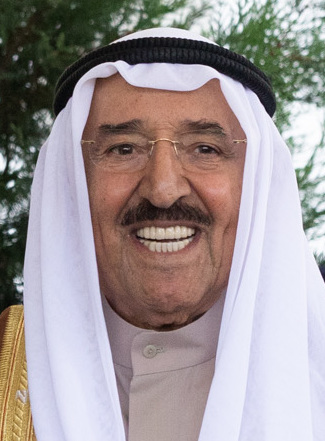
사바 아흐마드 알자비르 알사바

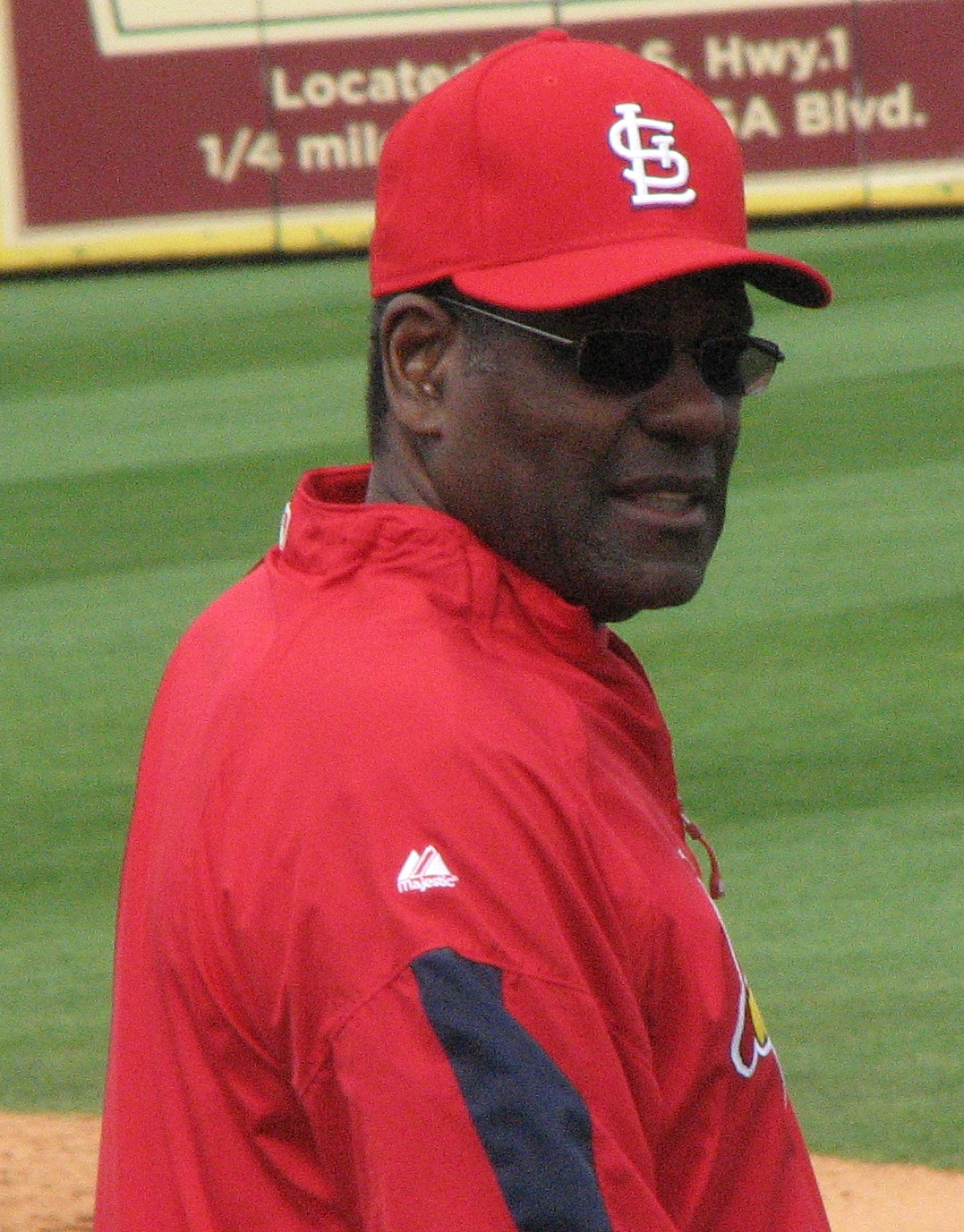
밥 깁슨

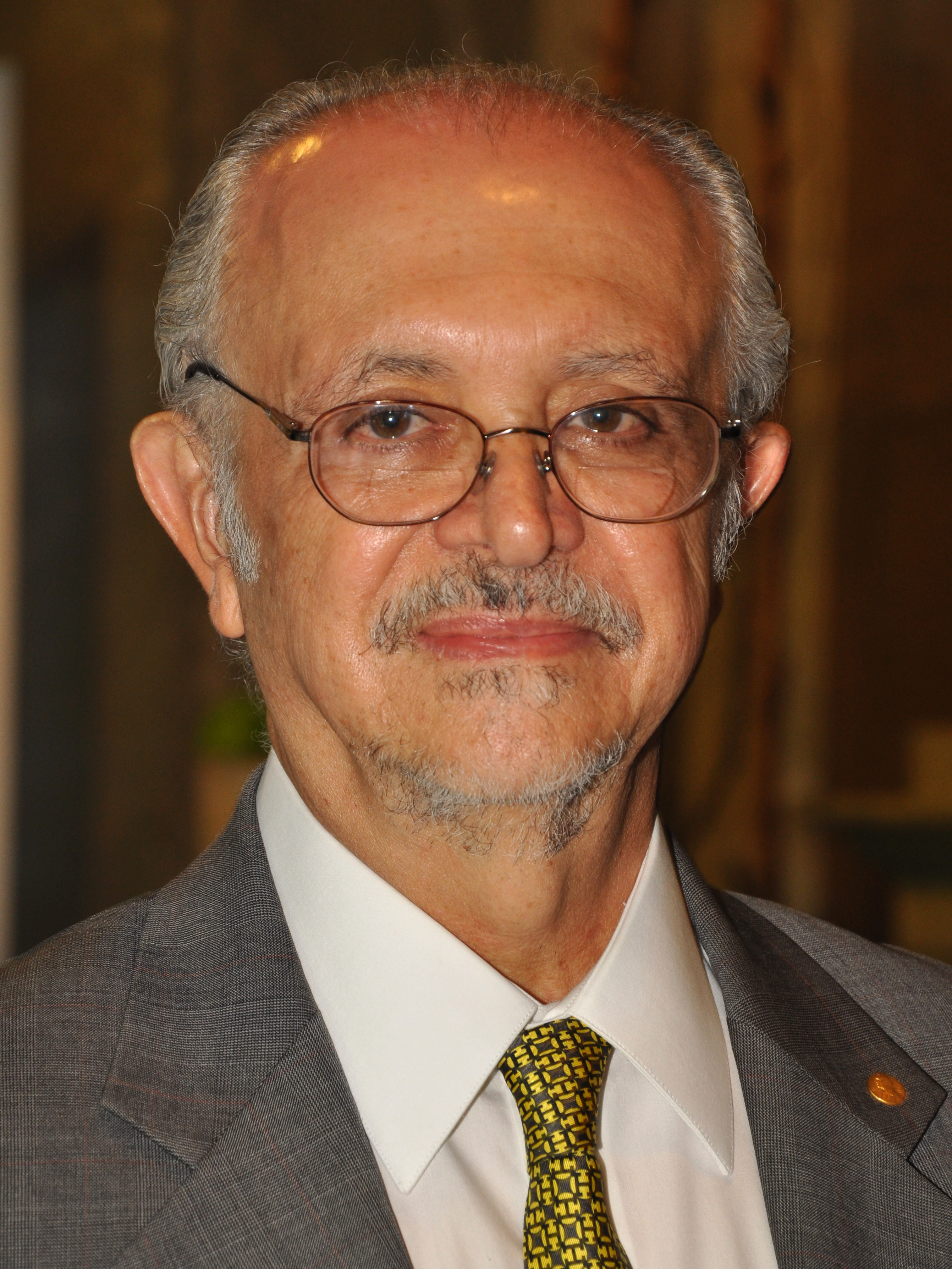
마리오 J. 몰리나

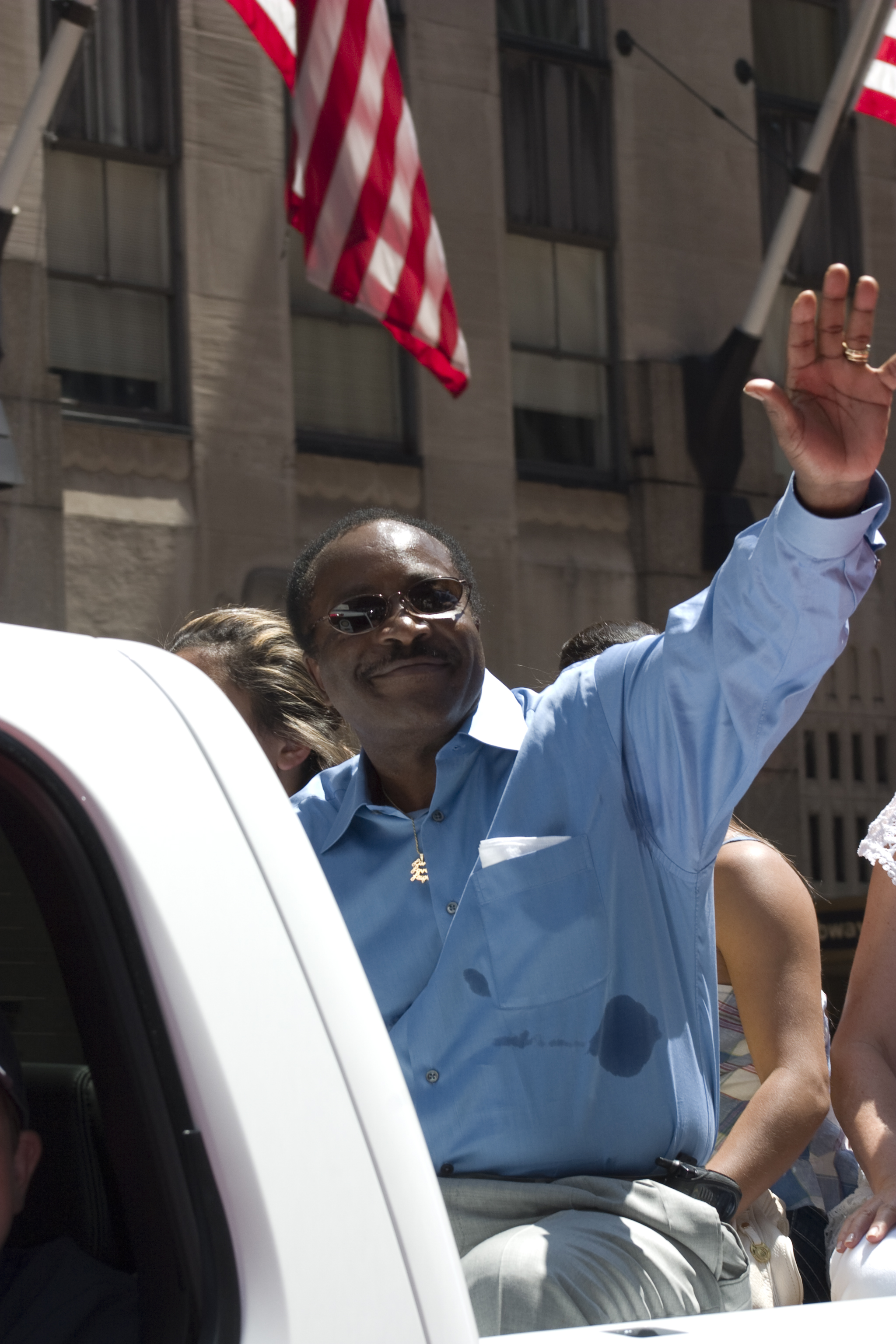
조 모건

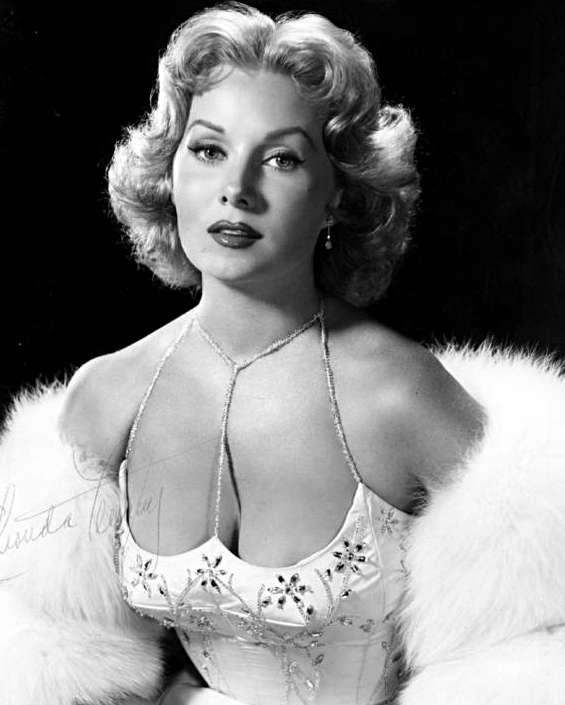
론다 플레밍

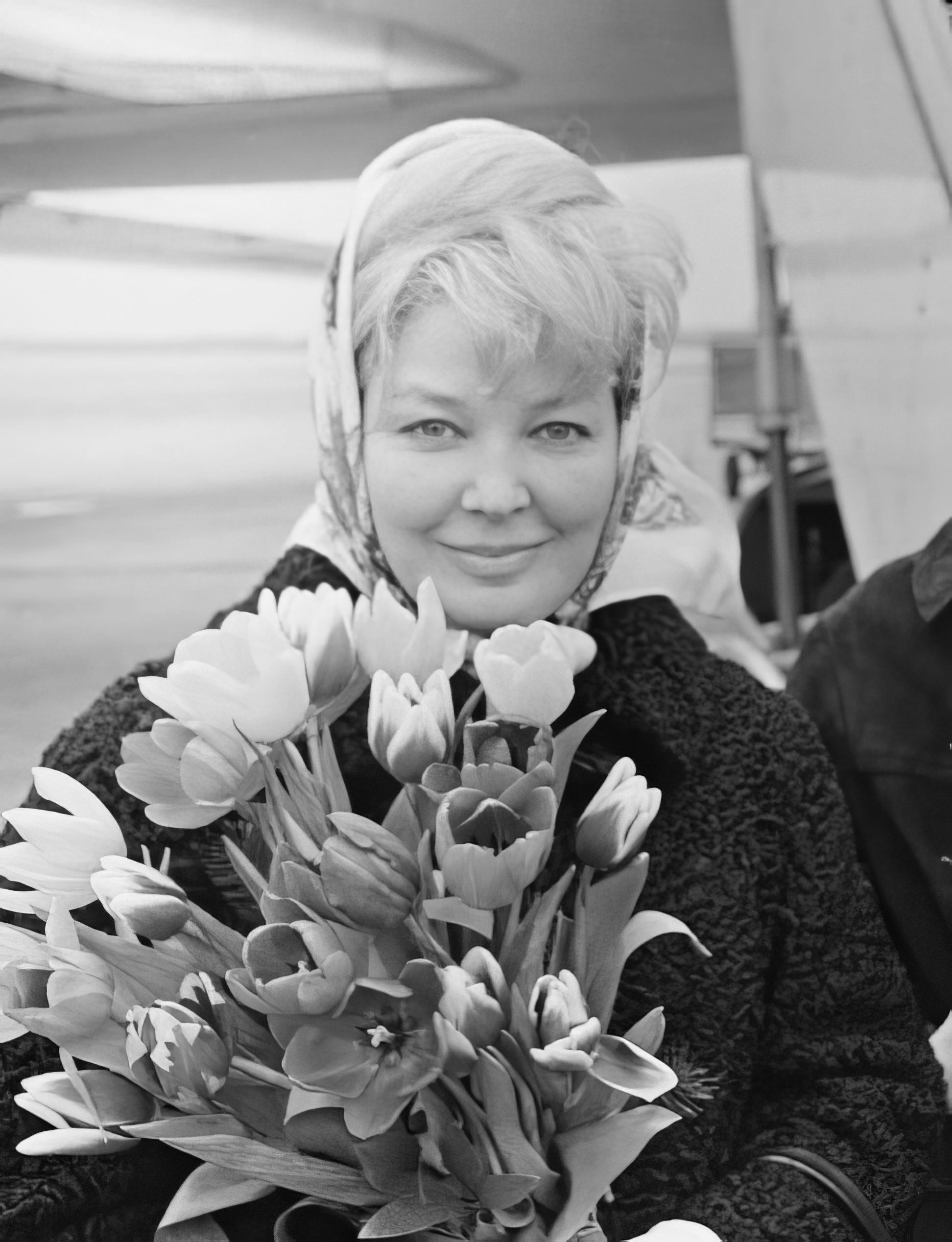
이리나 스코브세바

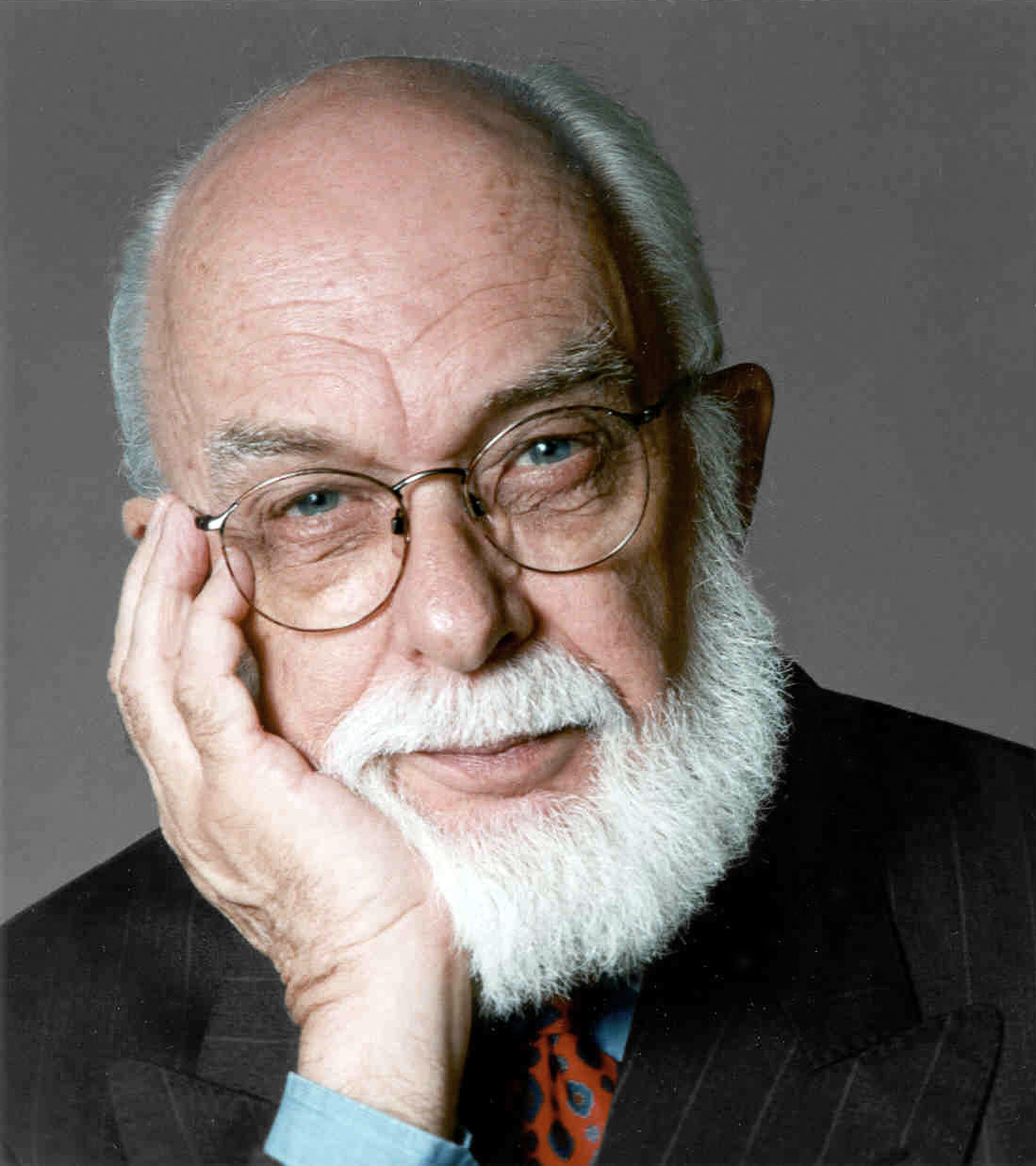
제임스 랜디

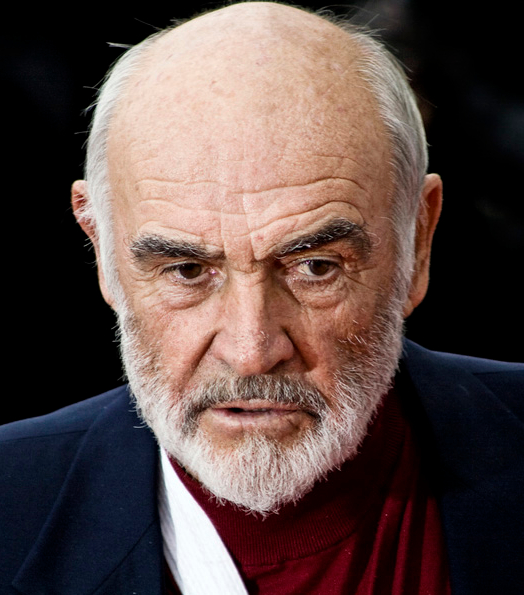
숀 코너리

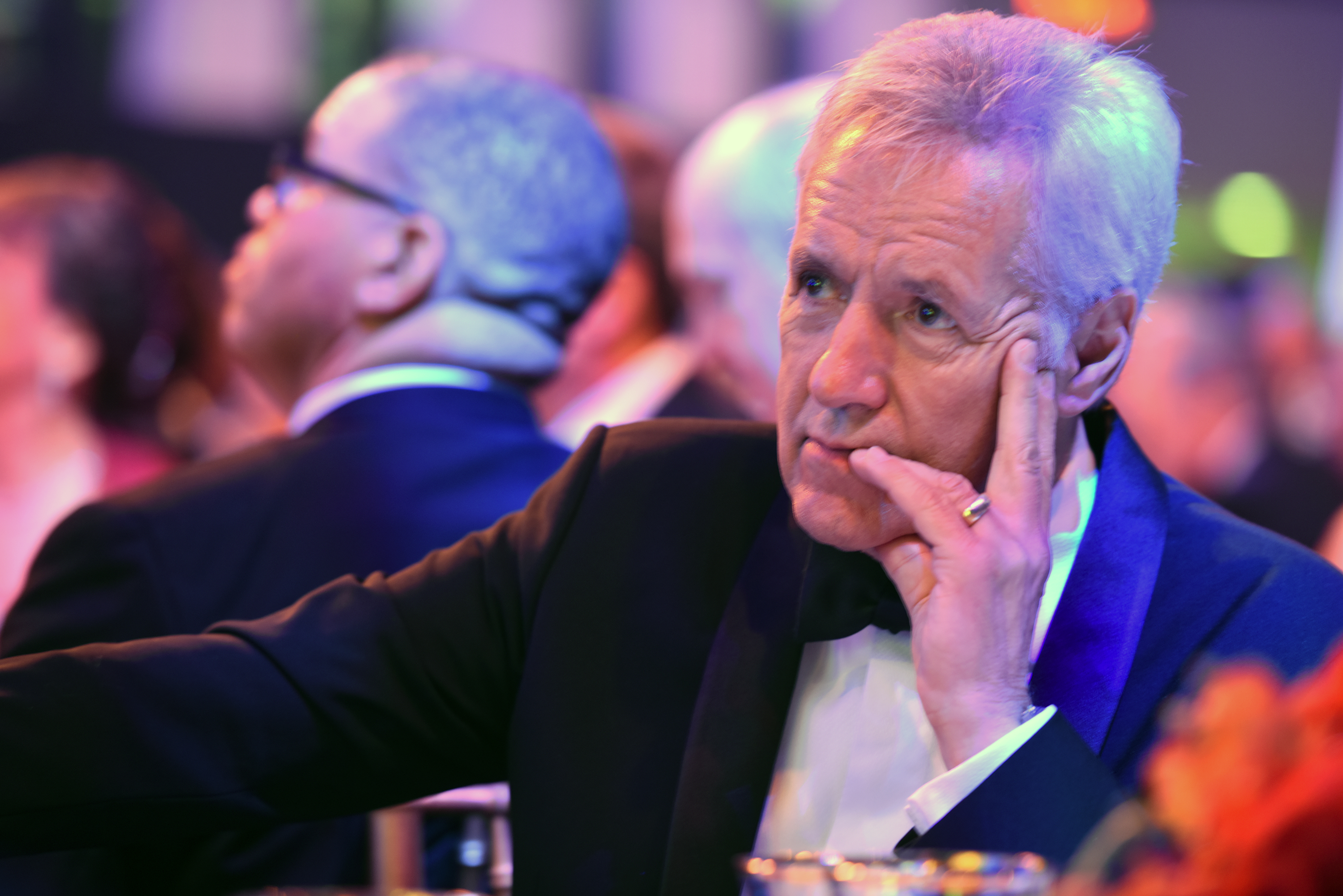
앨릭스 트리벡

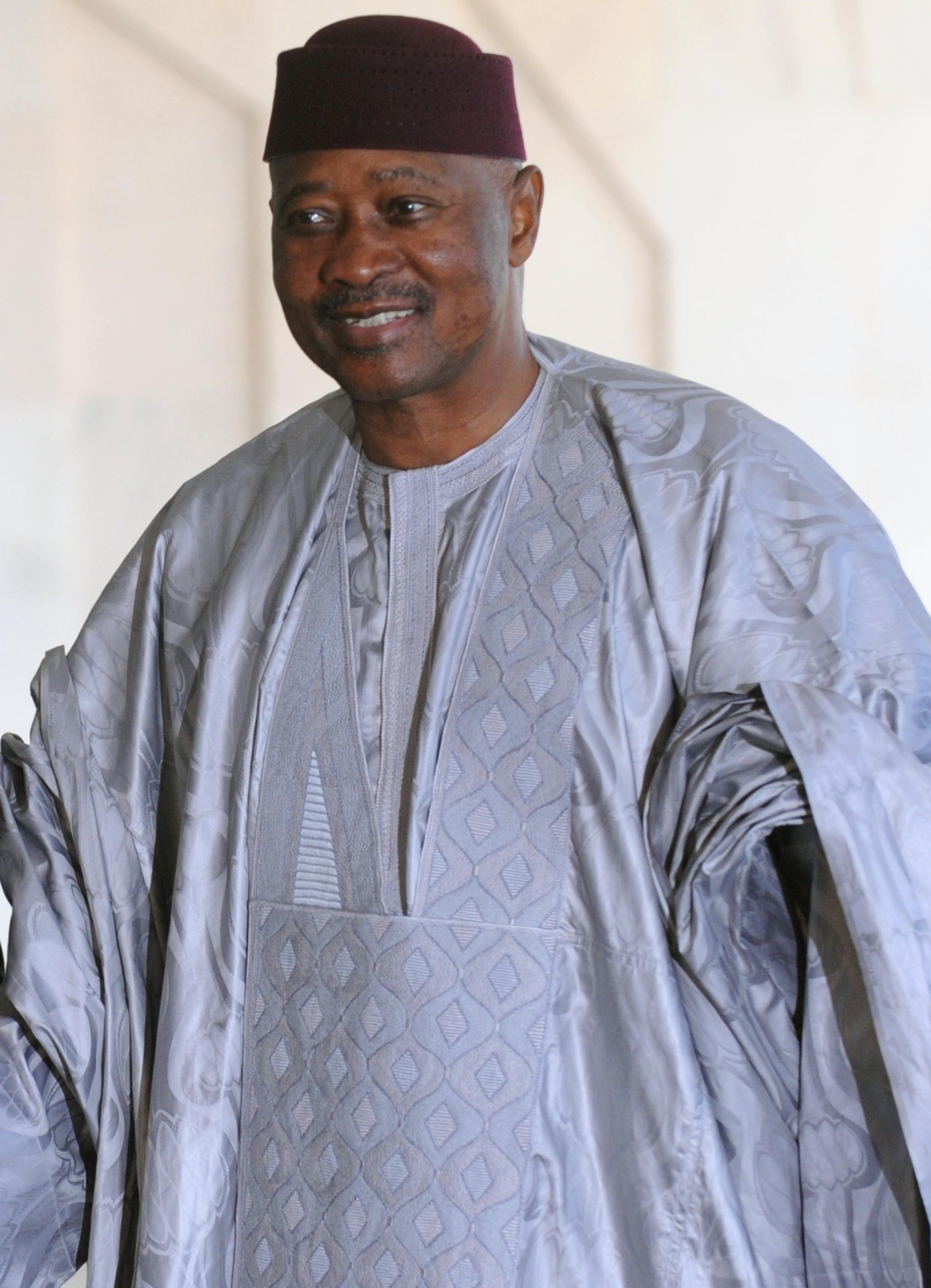
아마두 투마니 투레

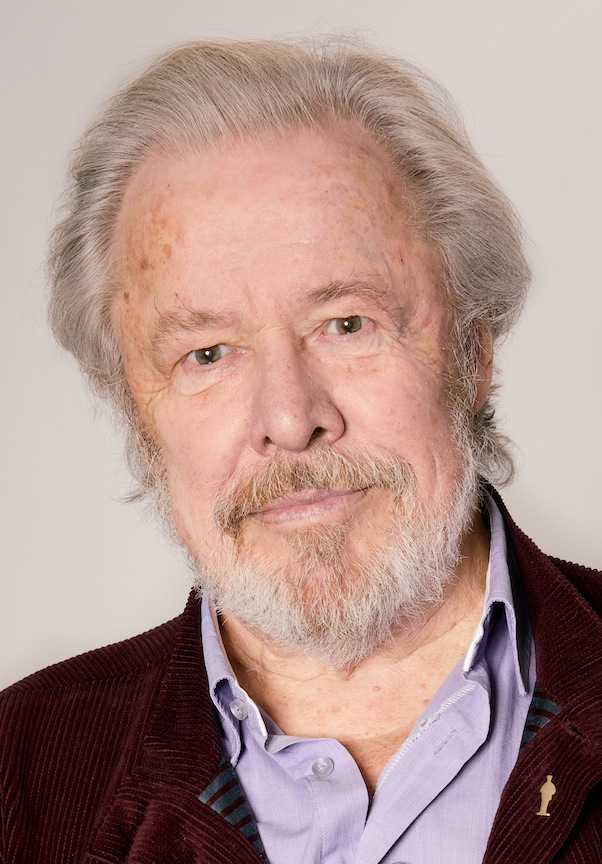
스벤 볼테르

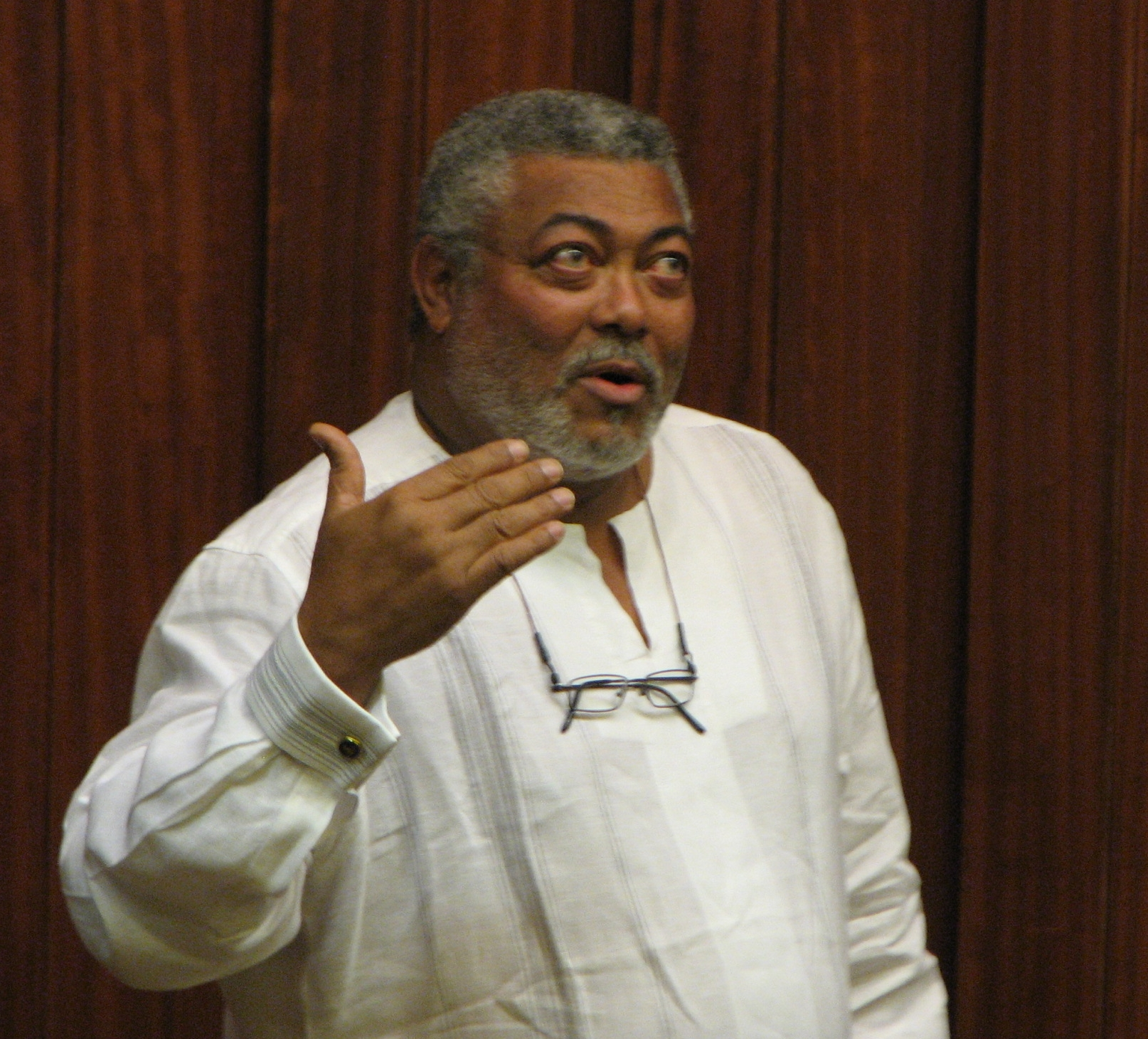
제리 롤링스

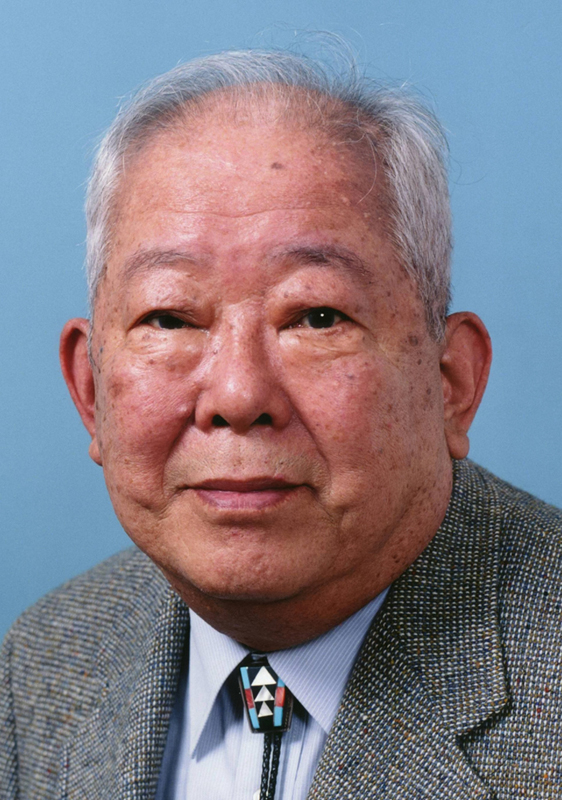
고시바 마사토시

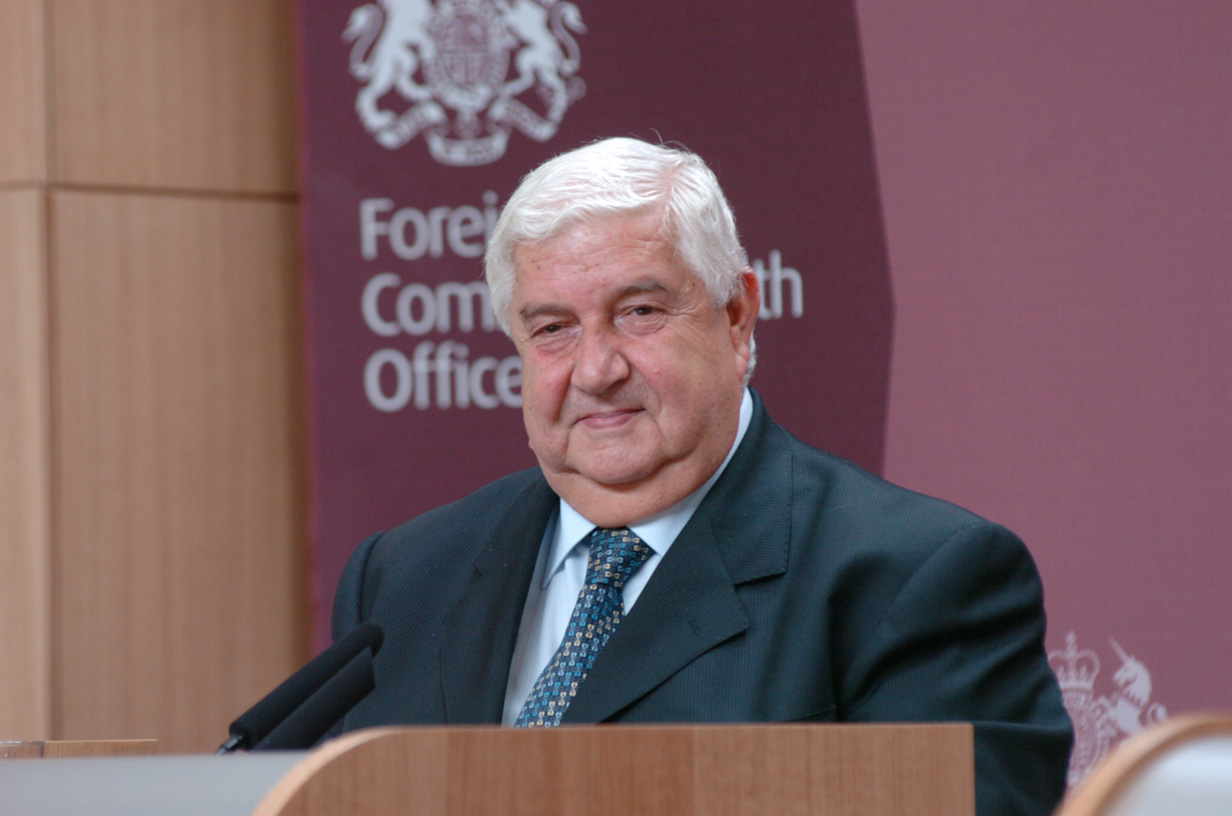
왈리드 무알렘

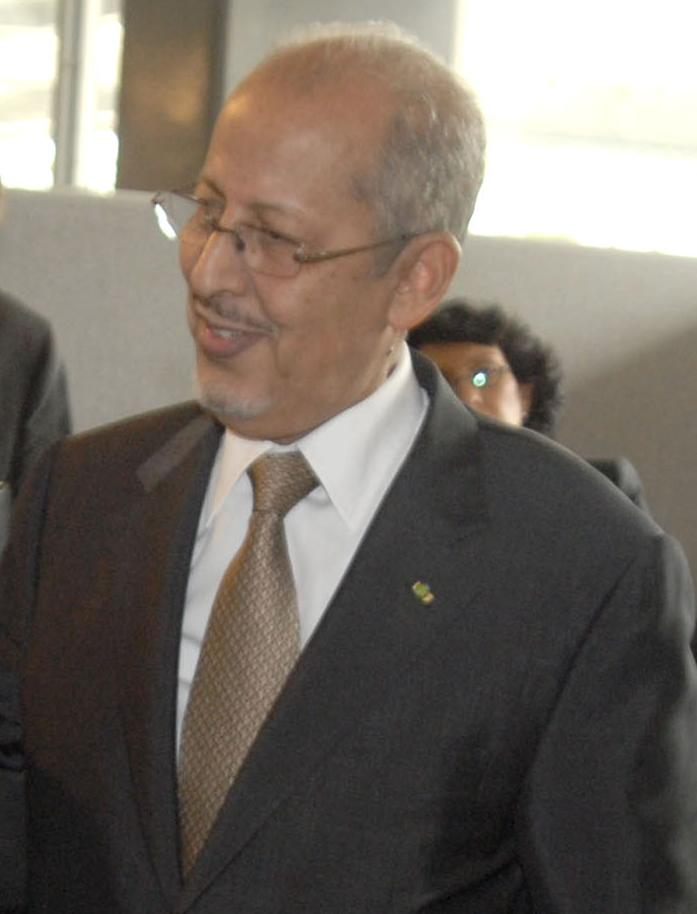
시디 울드 셰이크 압달라히

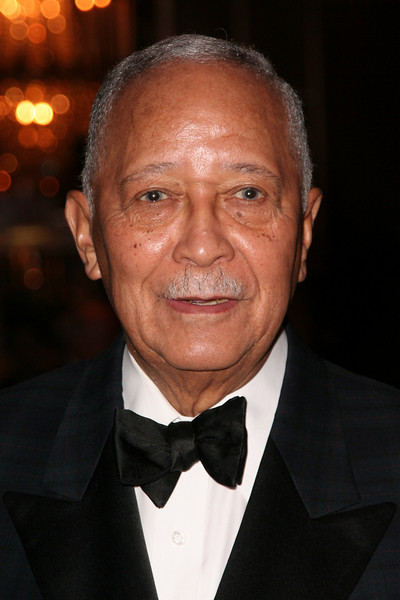
데이비드 딩킨스

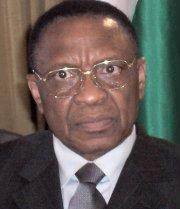
마마두 탄자

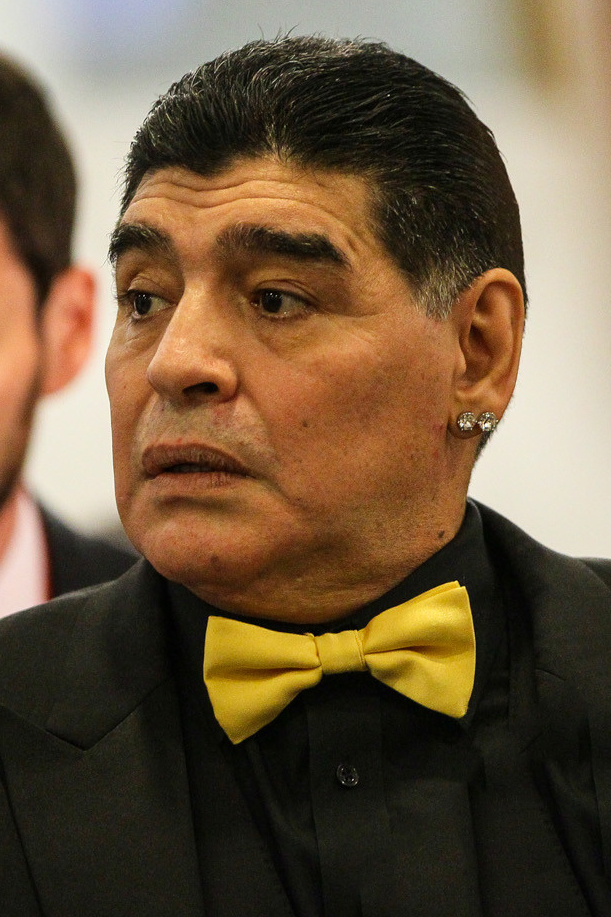
디에고 마라도나

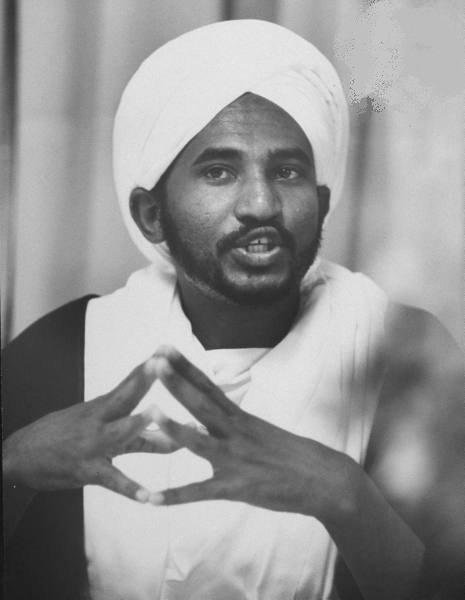
사디크 알마흐디

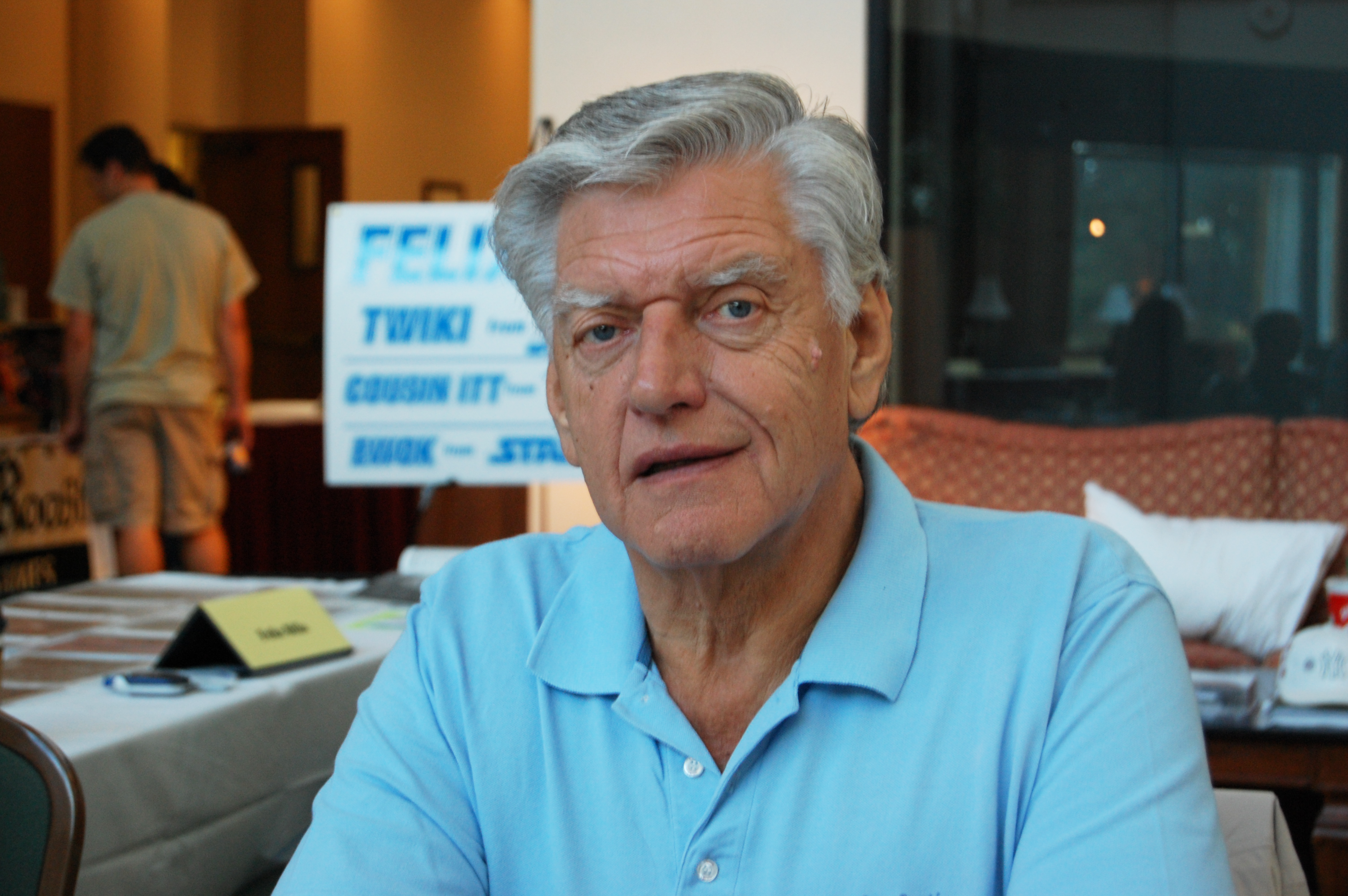
데이비드 프로스

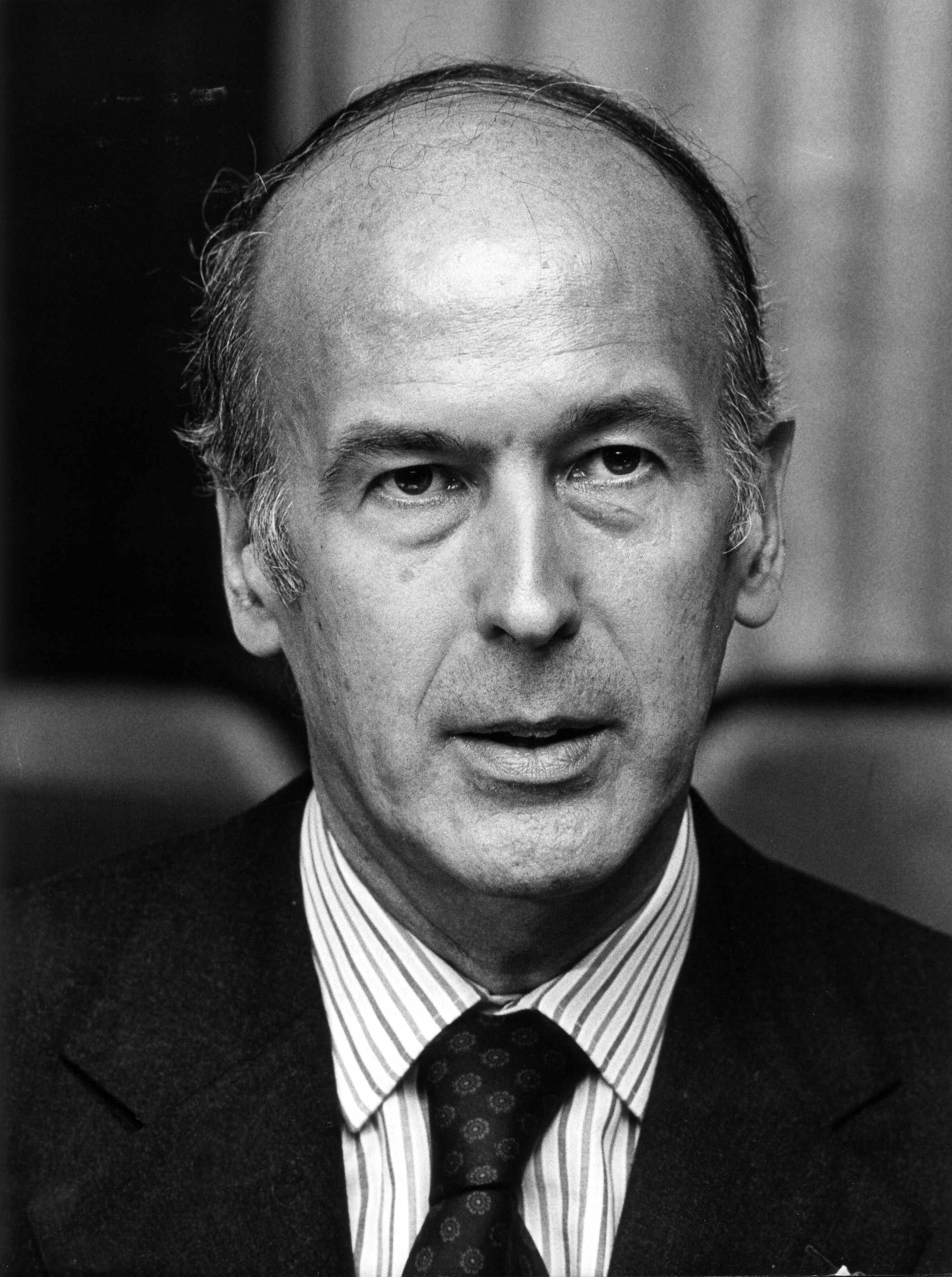
발레리 지스카르 데스탱

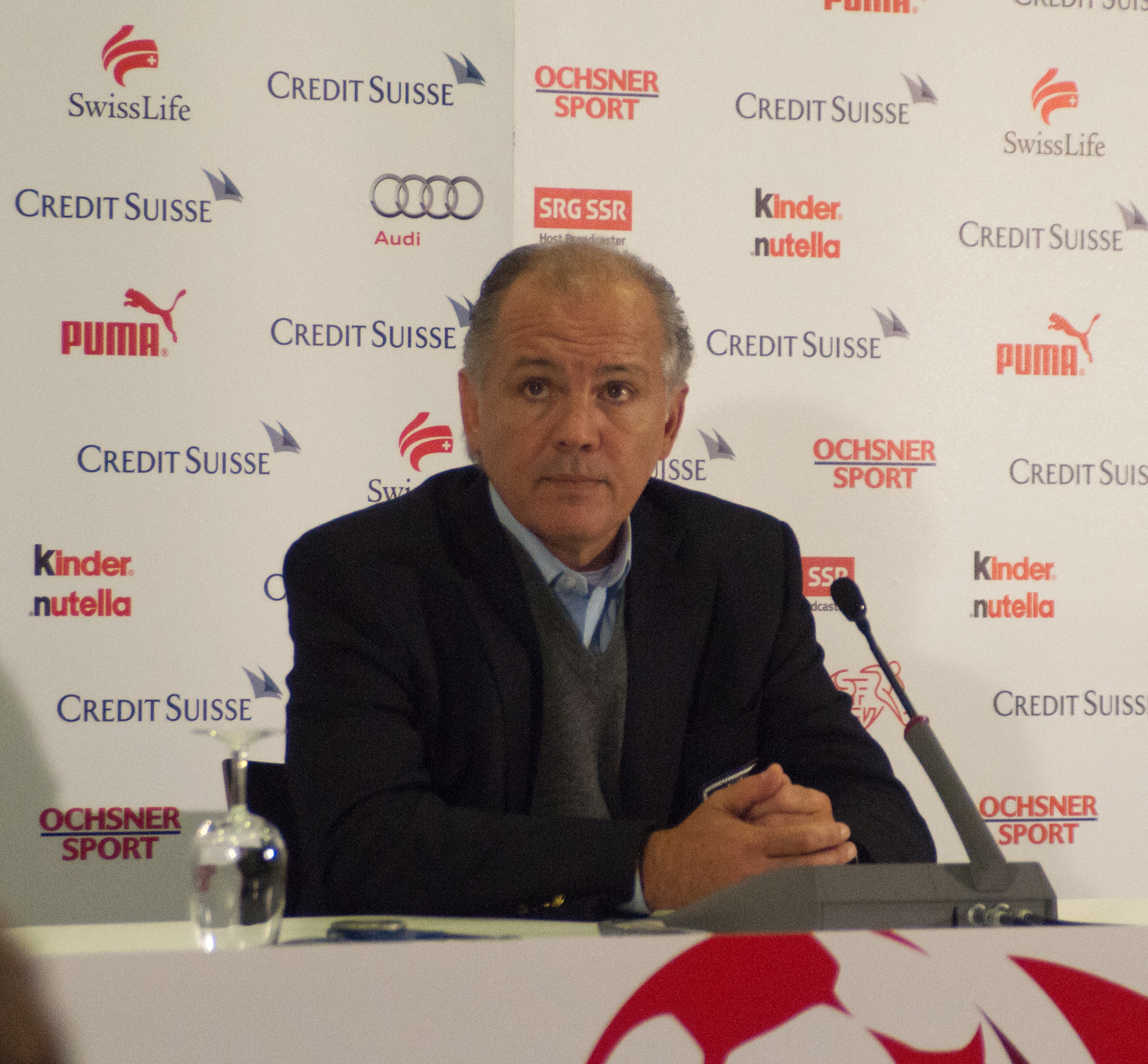
알레한드로 사벨라

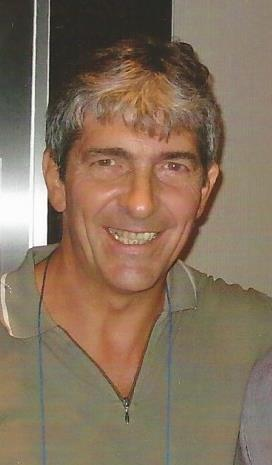
파올로 로시

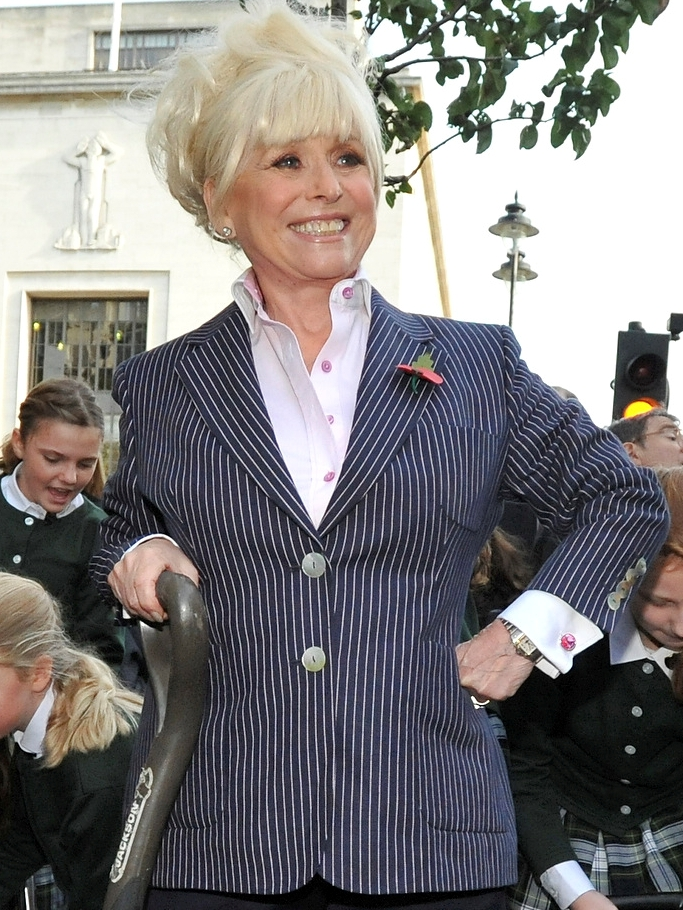
바버라 윈저

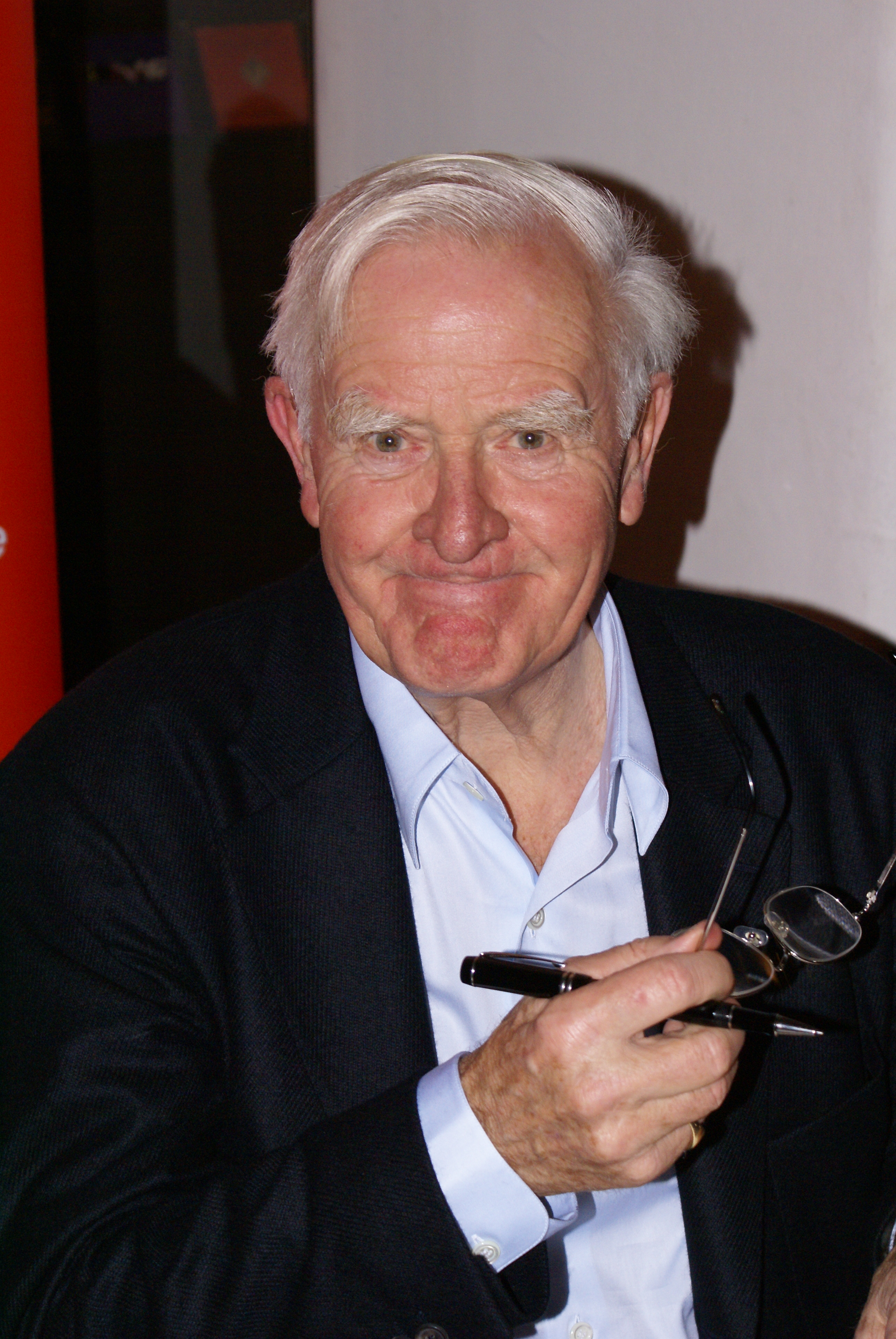
존 르 카레

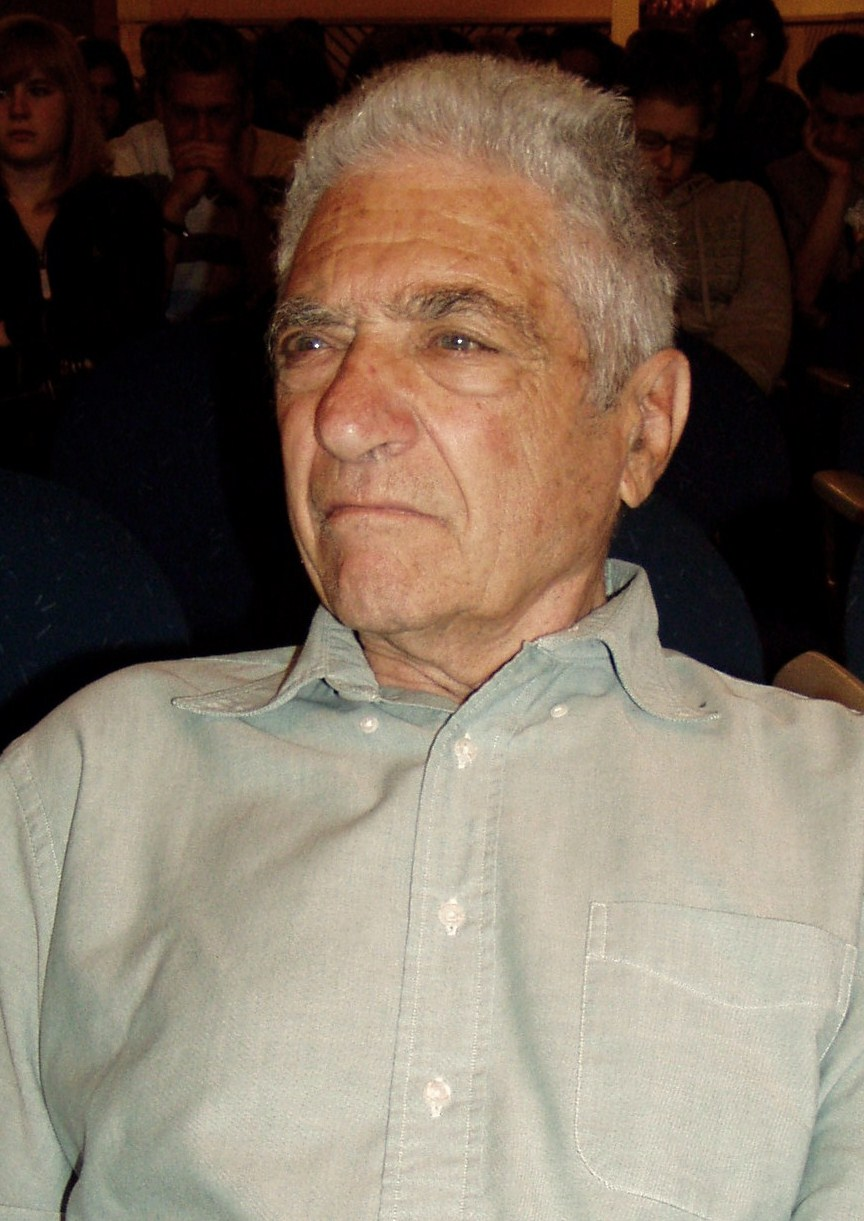
잭 스타인버거

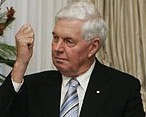
마이클 제프리

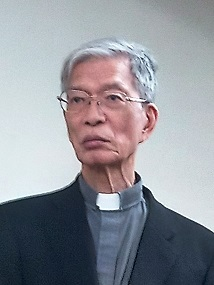
오카다 다케오

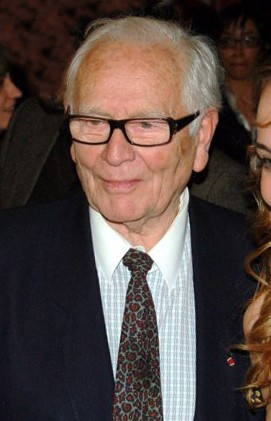
피에르 가르뎅

### 1월
- 1월 2일 - 대한민국의 정치인 홍창선
- 1월 3일
  - 미국의 영화배우 로버트 블랑체
  - 이란의 군인 가셈 솔레이마니
  - 이라크의 공학자 아부 마흐디 알무한디스
- 1월 4일 - 오스트레일리아의 영화배우 톰 롱
- 1월 6일 - 대한민국의 법조인 이선중
- 1월 8일
  - 미국의 영화배우 벅 헨리
  - 미국의 영화배우 에드 번즈
- 1월 10일 - 오만의 국왕 카부스 빈 사이드 알사이드
- 1월 11일 - 대한민국의 아나운서 임택근
- 1월 12일 - 미국의 영화배우 윌리엄 보거트
- 1월 14일 - 미국의 영화배우 잭 케호
- 1월 15일 - 대한민국의 기자 김영희
- 1월 17일
  - 조선민주주의인민공화국의 정치인 황순희
  - 일본의 야구감독 다카기 모리미치
- 1월 18일
  - 독일의 신학자 피터 바이어하우스
  - 일본의 영화배우 시시도 조
  - 튀르키예의 레슬링 선수 카즘 아이바즈.
- 1월 19일
  - 대한민국의 기업인 신격호
  - 일본의 영화배우 하라 치사코
- 1월 21일
  - 대한민국의 코미디언 남보원
  - 웨일스의 영화감독 테리 존스
- 1월 23일 - 미국의 영화배우 로버트 하퍼
  - 대한민국의 의과대학 교수 허갑범
- 1월 24일
  - 대한민국의 정치인 정희채
  - 네덜란드의 축구선수 로프 렌센브링크
- 1월 26일 - 미국의 농구선수 코비 브라이언트
- 1월 27일 - 대한민국의 소설가 최창학
- 1월 28일
  - 멕시코의 야구선수 나르시소 엘비라
  - 미국의 영화배우 다이안 손
- 1월 31일 - 대한민국의 기업인 박연차

### 2월
- 2월 1일
  - 이탈리아의 기업인 루차노 가우치
  - 헝가리의 영화배우 언도러이 페테르
- 2월 2일
  - 대한민국의 희극인 임희춘
  - 뉴질랜드의 정치인 마이크 무어
- 2월 4일
  - 케냐의 제2대 대통령 대니얼 아랍 모이
  - 이집트의 영화배우 나디아 루트피
- 2월 5일
  - 미국의 영화배우 커크 더글러스
  - 미국의 영화배우 케빈 콘웨이
- 2월 7일
  - 대한민국의 영화감독 이규형
  - 중화인민공화국의 의사 리원량
  - 미국의 영화배우 앤 E. 토드
  - 미국의 영화배우 오슨 빈
- 2월 8일
  - 대한제국의 의친왕의 차녀 이해원
  - 미국의 영화배우 로버트 콘래드
  - 미국의 영화배우 폴라 켈리
  - 미국의 영화배우 론 맥라티
  - 독일의 영화배우 폴커 슈펭글러
- 2월 9일
  - 이탈리아의 소프라노 가수 미렐라 프레니
  - 중화인민공화국의 공무원 쑤징허
- 2월 11일 - 일본의 야구감독 노무라 가쓰야
- 2월 14일 - 미국의 영화배우 린 코언
- 2월 15일 - 잉글랜드의 사회자 캐럴라인 플랙
- 2월 16일 - 오스트레일리아의 영화배우 조 캘드웰
- 2월 18일
  - 대한민국의 정치인 김정례
  - 이탈리아의 영화배우 플라비오 부치
- 2월 19일 - 대한민국의 언어학자 이기문
- 2월 21일
  - 대한민국의 기초단체장 한동수
  - 중화인민공화국의 영화배우 두위루
- 2월 23일 - 대한민국의 국제기관단체인 한상태
- 2월 24일
  - 대한민국의 배우 이신재
  - 미국의 수학자 캐서린 존슨
  - 미국의 영화배우 벤 쿠퍼
- 2월 25일
  - 이집트의 제4대 대통령 호스니 무바라크
  - 러시아의 정치가 드미트리 야조프
- 2월 27일
  - 이란의 성직자 하디 호스로샤히
  - 독일의 영화배우 버크하드 드라이스트
- 2월 28일 - 미국의 물리학자 프리먼 다이슨
- 2월 29일 - 독일의 영화배우 디터 라저

### 3월
- 3월 1일
  - 대한민국의 군인 박구일
  - 미국의 기업인 잭 웰치
- 3월 2일
  - 미국의 영화배우 제임스 립턴
  - 이란의 정치인 모함마드 미르모함마디
- 3월 3일
  - 미국의 영화배우 니콜라스 투치
  - 폴란드의 정치인 스타니스와프 카니아
- 3월 4일
  - 페루의 정치인 하비에르 페레스 데 케야르
  - 조지아의 육상선수 로베르트 샤블라카제
- 3월 6일 - 미국의 피아니스트 매코이 타이너
- 3월 7일 - 이란의 정치인 파테메 라흐바르
- 3월 8일
  - 대한민국의 방송인 자니 윤
  - 스웨덴의 영화배우 막스 폰 쉬도브
- 3월 9일
  - 대한민국의 광역의회의원 이차수
  - 이탈리아의 자전거선수 이탈로 데 잔
- 3월 10일 - 대한민국의 소설가 현길언
- 3월 11일 - 대한민국의 정치인 문태준
- 3월 12일
  - 대한민국의 소설가 신지식
  - 프랑스의 영화배우 토니 마셜
- 3월 13일
  - 대한민국의 시인 문덕수
  - 대한민국의 정치인 이승윤
  - 대한민국의 광역의회의원 한옥동
- 3월 15일
  - 대한민국의 언론인 권근술
  - 이탈리아의 건축가 비토리오 그레고티
  - 터키의 군인 아이타츠 얄만
- 3월 16일 - 미국의 영화배우 스튜어트 휘트먼
- 3월 17일
  - 러시아의 작가 에두아르드 리모노프
  - 미국의 영화배우 라일 왜거너
- 3월 18일
  - 대한민국의 역사학자 이이화
  - 대한민국의 배우 문지윤
  - 슬로베니아의 영화배우 페테르 무세우스키
  - 스페인의 축구선수 호아킨 페이로
- 3월 19일
  - 대한민국의 모델 이치훈
  - 베트남의 군인 레민다오
- 3월 20일 - 미국의 싱어송라이터 케니 로저스
- 3월 21일
  - 대한민국의 한복 디자이너 이리자
  - 레알 마드리드의 기업가 로렌소 산스
  - 필리핀의 정치인 에일린 바비에라
- 3월 23일 - 이탈리아의 영화배우 루차 보세
- 3월 24일
  - 카메룬의 음악가 마뉘 디방고
  - 미국의 영화감독 스튜어트 고든
  - 미국의 영화배우 멜린다 O. 피
  - 미국의 극작가 테런스 맥널리
- 3월 25일 - 미국의 영화배우 마크 블럼
- 3월 26일
  - 필리핀의 영화배우 멩기 코바루비아스
  - 프랑스의 영화배우 마리아 테레사 데 보르본파르마
  - 브라질의 지휘자 무나카타 나오미
- 3월 27일 - 독일의 경영자 슈테판 리페
- 3월 29일
  - 폴란드의 작곡가 크시슈토프 펜데레츠키
  - 미국의 가수 조 디피
  - 일본의 희극인 시무라 켄
  - 미국의 물리학자 필립 워런 앤더슨
  - 프랑스의 정치인 파트리크 드브지앙
  - 미국의 가수 앨런 메릴
- 3월 30일
  - 미국의 싱어송라이터 빌 위더스
  - 콩고의 군인 조아킴 용비오팡고
  - 중화민국의 정치인 하오보춘
- 3월 31일
  - 미국의 영화배우 줄리 베넷
  - 미국의 영화배우 빈센트 마젤로
  - 미국의 재즈 트럼펫 연주자 월러스 로니
  - 세네갈의 언론인 파페 디우프
  - 영국의 영화배우 앤드류 잭

### 4월
- 4월 1일
  - 미국의 가수 애덤 슐레진저
  - 미국의 재즈 피아노 연주자 엘리스 마살리스
  - 소말리아의 정치인 누르 하산 후세인
- 4월 2일
  - 스페인의 축구선수 그레고리오 베니토
  - 이탈리아의 구두디자이너 세르조 로시
  - 동독의 정치인 오스카르 피셔
- 4월 4일
  - 미국의 영화배우 포레스트 콤튼
  - 튀니지의 디자이너 레일라 멘샤리
  - 온두라스의 제50대 대통령 라파엘 카예하스
- 4월 5일
  - 대한민국의 언론인 이도형
  - 리비아의 정치인 마무드 지브릴
  - 잉글랜드의 영화배우 오너 블랙먼
- 4월 6일
  - 미국의 영화배우 제임스 드러리
  - 미국의 야구선수 알 칼라인
  - 세르비아의 축구선수 라도미르 안티치
- 4월 7일 - 미국의 영화배우 앨런 가필드
- 4월 9일
  - 대한민국의 정치인 김덕규
  - 대한민국의 조류학자 원병오
  - 독일의 영화배우 에른스트 게오르그 츠윌
  - 중화인민공화국의 무술가 하금명
  - 영국의 통계학자 하비 골드스타인
- 4월 10일
  - 일본의 영화감독 오바야시 노부히코
  - 이라크의 건축가 리파트 카다르지
- 4월 11일
  - 잉글랜드의 수학자 존 호턴 콘웨이
  - 미국의 기업인 스탠리 체라
- 4월 12일
  - 대한민국의 배우 윤석오
  - 대한민국의 정치인 정원식
  - 일본의 성우 후지와라 케이지
  - 잉글랜드의 축구선수 피터 보네티
- 4월 15일
  - 미국의 작곡가 리 코니츠
  - 미국의 영화배우 브라이언 데너히
  - 미국의 촬영감독 앨런 다비오
  - 웨일스의 대기물리학자 존 호턴
- 4월 16일 - 칠레의 소설가 루이스 세풀베다
- 4월 19일
  - 대한민국의 배우 김홍석
  - 프랑스의 영화배우 필리프 나옹
- 4월 20일
  - 대한민국의 축구 감독 손종석
  - 미국의 야구선수 스티브 댈코우스키
  - 미국의 영화배우 톰 레스터
- 4월 21일
  - 독일의 음악가 플로리안 슈나이더
  - 미국의 영화배우 디미트리 디아첸코
  - 일본의 기업인 다테이시 요시오
- 4월 22일
  - 미국의 포르노 배우 서맨사 폭스
  - 미국의 영화배우 셜리 나이트
  - 독일의 육상선수 하르트비히 가우더.
- 4월 23일
  - 대한민국의 성우 김태연
  - 일본의 영화배우 오카에 쿠미코
  - 일본의 영화배우 와다 슈
- 5월 9일
  - 대한민국의 군인 박희재
  - 라오스의 가수 끼다오펫 누후앙
  - 일본의 외교관 오카모토 유키오
- 4월 25일
  - 대한민국의 정치인 김정렴
  - 대한민국의 언론인 노길남
- 4월 27일 - 미국의 고고학자 세라 밀리지 넬슨
- 4월 29일
  - 인도의 영화배우 이르판 칸
  - 라트비아의 육상선수 야니스 루시스
  - 영국의 첼로연주자 마틴 로벳
- 4월 30일
  - 나이지리아의 음악가 토니 앨런
  - 미국의 영화배우 샘 로이드
  - 중국의 작가 우리화

### 5월
- 5월 1일 - 대한민국의 축구선수 정해원
- 5월 2일 - 대한민국의 정치인 김효석
- 5월 3일 - 미국의 영화배우 존 에릭슨
- 5월 5일 - 대한민국의 법조인 송언종
- 5월 7일 - 중화인민공화국의 로마 가톨릭교회 주교 주바오위
- 5월 8일 - 미국의 마술사 로이 혼
- 5월 9일
  - 대한민국의 정치인 권재진
  - 미국의 가수 리틀 리처드
  - 오스트레일리아의 영화배우 아서 디그냄
- 5월 11일 - 미국의 영화배우 제리 스틸러
- 5월 12일
  - 프랑스의 영화배우 미셸 피콜리
  - 오스트레일리아의 영화배우 조지 미켈
- 5월 13일 - 일본의 스모선수 쇼부시 간지
- 5월 15일 - 미국의 영화배우 프레드 윌러드
- 5월 16일
  - 대한민국의 성우 윤미림
  - 미국의 영화감독 린 셸턴
  - 타이완의 하카저자 중자오정
- 5월 17일
  - 대한민국의 슈퍼센티네리언,전 독립운동가 이화례
  - 캐나다의 영화배우 모니크 메르퀴르
  - 미국의 프로레슬링선수 섀드 개스퍼드
- 5월 19일 - 캐나다의 저술가 라비 자카리어스
- 5월 21일
  - 대한민국의 군인 류병현
  - 미국의 경제학자 올리버 E. 윌리엄슨
- 5월 22일
  - 대한민국의 정치인 주병덕
  - 미국의 농구감독 제리 슬로언
- 5월 23일 - 일본의 프로레슬러 기무라 하나
- 5월 25일
  - 대한민국의 정치인 현승종
  - 대한민국의 정치인 이영근
  - 독일의 영화배우 레나테 크뢰스너
  - 미국의 기독교인 조지 플로이드
- 5월 26일
  - 대한민국의 교육자 유인종
  - 대한민국의 성우 김영민
  - 홍콩과 마카오의 기업가 스탠리 호
  - 미국의 배우 리차드 허드
  - 독일의 배우 이름 헤르만
- 5월 27일 - 대한민국의 정치인 김봉환
- 5월 28일 - 대한민국의 군인 이양호
- 5월 30일 - 대한민국의 수학자 김용운
- 5월 31일
  - 불가리아의 미술가 크리스토 자바체프
  - 독일의 영화배우 단 반 후센

### 6월
- 6월 2일
  - 대한민국의 프로레슬링선수 천규덕
  - 미국의 영화배우 메리 팻 글리슨
- 6월 4일 - 대한민국의 법조인 이재화
- 6월 8일
  - 대한민국의 정치인 심완구
  - 대한민국의 기초의회의원 서형열
  - 부룬디의 정치인 피에르 은쿠룬지자
- 6월 9일 - 대한민국의 기업인 양덕준
- 6월 10일 - 필리핀의 영화배우 애니타 린다
- 6월 13일 - 프랑스의 작가 장 라스파유
- 6월 14일 - 인도의 영화배우 수샨트 싱 라즈풋
- 6월 17일
  - 대한민국의 정치인 홍사덕
  - 브라질의 지도자 파울리뉴 파이아캉
- 6월 18일
  - 영국의 가수 베라 린
  - 미국의 음악프로듀서 엘링턴 조던
- 6월 19일
  - 대한민국의 소설가 조해일
  - 영국의 영화배우 이언 홈
- 6월 21일
  - 이라크의 축구선수 아흐메드 라디
  - 칠레의 가톨릭 주교 베르나르디노 피녜라
- 6월 22일 - 미국의 영화감독 조엘 슈매커
- 6월 25일
  - 대한민국의 작가 양근승
  - 대한민국의 문학평론가 김종철
- 6월 26일
  - 대한민국의 트라이애슬론선수 최숙현
  - 미국의 영화배우 타린 파워
  - 미국의 디자이너 밀튼 글레이저
- 6월 27일
  - 세르비아의 축구감독 일리야 페트코비치
  - 아르헨티나의 영화배우 린다 크리스털
  - 미국의 기업인 잭 휘태커
- 6월 29일
  - 미국의 영화배우 칼 라이너
  - 에티오피아의 가수 하찰루 훈데사
- 6월 30일 - 영국의 바이올리니스트 이다 헨델

### 7월
- 7월 1일
  - 대한민국의 정치인 황명수
  - 독일의 음악가 게오르크 라칭거
- 7월 2일
  - 대한민국의 영화감독 윤삼륙
  - 중화인민공화국의 바둑기사 판윈뤄
  - 우크라이나의 작곡가 니콜라이 카푸스틴
- 7월 3일 - 영국의 영화배우 얼 캐머런
- 7월 4일 - 미국의 영화배우 브랜디스 켐프
- 7월 5일
  - 캐나다의 영화배우 오버트 팰러쉬오
  - 캐나다의 뮤지컬배우 닉 코더로
- 7월 6일
  - 이탈리아의 작곡가 엔니오 모리코네
  - 미국의 가수 찰리 대니얼스
  - 미국의 수학자 로널드 그레이엄
- 7월 8일
  - 대한민국의 수학자 안재구
  - 대한민국의 제5~9대 대통령 박정희의 딸 박재옥
  - 대한민국의 인터넷 방송인 진엘론머스크
  - 미국의 영화배우 나야 리베라
  - 미국의 바이러스학자 플로시 웡스탈
  - 코트디부아르의 정치인 아마두 공 쿨리발리
- 7월 9일 - 대한민국의 서울특별시장 박원순
- 7월 10일
  - 대한민국의 군인 백선엽
  - 잉글랜드의 축구감독 잭 찰턴
- 7월 11일 - 잉글랜드의 신학자 니콜라스 라쉬
- 7월 12일
  - 대한민국의 의학자 권이혁
  - 미국의 영화배우 켈리 프레스턴
- 7월 13일
  - 대한민국의 연출가 박철
  - 미국의 전자공학자 그랜트 이마하라
  - 남아프리카 공화국의 외교관 진지 만델라
- 7월 15일
  - 영국의 영화배우 모리스 로이브스
  - 니우에의 정치인 토케 탈라기
- 7월 16일 - 미국의 영화배우 필리스 소머빌
- 7월 17일
  - 프랑스의 가수 지지 장메르
  - 영국의 신학자 제임스 패커
  - 미국의 정치인 존 루이스
- 7월 18일
  - 일본의 영화배우 미우라 하루마
  - 오스트레일리아의 피겨스케이팅선수 예카테리나 알렉산드롭스카야
- 7월 19일 - 스페인의 소설가 후안 마르세
- 7월 20일 - 덴마크의 정치인 로네 뒤브키에르
- 7월 21일
  - 대한민국의 기업인 송금조
  - 미국의 영화배우 애니 로스
  - 일본의 패션디자이너 야마모토 칸사이
- 7월 22일
  - 대한민국의 정치인 예춘호
  - 대한민국의 지방의회의원 박정옥
- 7월 23일 - 탄자니아의 제3대 대통령 벤자민 음카파
- 7월 24일 - 미국의 방송인 리지스 필빈
- 7월 25일
  - 대한민국의 음악가, 교수 조형곤
  - 잉글랜드의 음악가 피터 그린
  - 미국의 영화배우 존 색슨
- 7월 26일 - 영국의 영화배우 올리비아 드 하빌랜드
- 7월 28일 - 소련의 육상선수 알렉산드르 악시닌
- 7월 29일 - 대한민국의 통일운동가 김낙중
- 7월 30일
  - 중화민국의 정치인 리덩후이
  - 미국의 정치인 허먼 케인
- 7월 31일
  - 대한민국의 배구선수 고유민
  - 잉글랜드의 영화감독 앨런 파커
  - 카메룬의 축구선수 스테팡 타타우

### 8월
- 8월 1일
  - 미국의 영화배우 레니 샌토니
  - 미국의 영화배우 윌퍼드 브림리
- 8월 2일
  - 대한민국의 기업인 임성기
  - 중화인민공화국의 군인 왕하이
- 8월 3일
  - 대한민국의 영화감독 김진영
  - 북아일랜드의 정치인 존 흄
- 8월 5일
  - 대한민국의 가톨릭 주교 장익
  - 대한민국의 정치인 조형부
- 8월 7일 - 베트남의 정치인 레카피에우
- 8월 9일 - 미국의 프로레슬링선수 카말라
- 8월 10일 - 일본의 영화배우 와타리 테츠야
- 8월 11일 - 미국의 가수 트리니 로페즈
- 8월 13일
  - 타지키스탄의 시인 굴나자르 켈디
  - 베네수엘라의 정치인 다리오 비바스
- 8월 14일 - 잉글랜드의 류트니스트 줄리언 브림
- 8월 15일 - 대한민국의 정치인 류길재
- 8월 16일 - 대한민국의 작곡가 강석희
- 8월 17일 - 미국의 영화배우 게리 카울링
- 8월 18일 - 잉글랜드의 영화배우 벤 크로스
- 8월 21일 - 영국의 교육학자 켄 로빈스
- 8월 23일
  - 대한민국의 가수 박성연
  - 일본의 정치인 와타나베 고조
- 8월 24일 - 콩고 공화국의 정치인 파스칼 리수바
- 8월 26일 - 일본의 천문학자 고이시카와 마사히로
- 8월 27일
  - 대한민국의 바둑기사 장두진
  - 대한민국의 가수 차중광
- 8월 28일 - 미국의 영화배우 채드윅 보스만
- 8월 29일 - 대한민국의 배우 신국
- 8월 31일
  - 인도의 정치인 프라나브 무케르지
  - 미국의 야구선수 톰 시버

### 9월
- 9월 2일 - 대한민국의 목사 김홍도
- 9월 3일 - 독일의 배우 비롤 위넬
- 9월 4일
  - 미국의 재즈연주가 게리 피콕
  - 나이지리아의 축구선수 아지바데 바바라데
  - 벨기에의 가수 애니 코르디
  - 뉴질랜드의 정치인 조 윌리엄스
- 9월 5일 - 체코의 영화 감독 이르지 멘젤
- 9월 6일
  - 대한민국의 목사 신소걸
  - 미국의 야구선수 루 브록
  - 미국의 영화배우 케빈 돕슨
  - 카자흐스탄의 사격선수 세르게이 벨랴예프
  - 뉴질랜드의 수학자 본 존스
- 9월 10일 - 잉글랜드의 영화배우 다이애나 리그
- 9월 11일
  - 대한민국의 영화배우 길달호
  - 이라크의 축구선수 나딤 샤케르
- 9월 12일 - 이란의 레슬링선수 나비드 아프카리
- 9월 14일
  - 대한민국의 배우 오인혜
  - 일본의 배우 아시나 세이
- 9월 15일
  - 스릅스카 공화국의 정치인 몸칠로 크라이슈닉
  - 말리의 정치인 무사 트라오레
- 9월 16일
  - 러시아의 범죄인 막심 마르친케비치
  - 중화민국의 배우 황훙성
- 9월 17일
  - 대한민국의 외교관 최성홍
  - 미국의 소설가 윈스턴 그룸
  - 미국의 소설가 테리 굿카인드
- 9월 18일
  - 미국의 대법관 루스 베이더 긴즈버그
  - 캐나다의 정치인 존 터너
- 9월 19일 - 미국의 포커선수 다빈 문
- 9월 20일 - 대한민국의 공무원 임인택
- 9월 21일
  - 프랑스의 영화배우 미카엘 롱스달
  - 미국의 물리학자 아서 애슈킨
- 9월 22일
  - 대한민국의 기초의회의원 박금래
  - 조선민주주의인민공화국의 정치인 전희정
  - 독일의 영화배우 마이클 귀스덱
  - 미국의 프로레슬링선수 로드 워리어 애니멀
- 9월 23일
  - 대한민국의 법조인 변재일
  - 프랑스의 영화배우 쥘리에트 그레코
- 9월 25일 - 인도의 플레이백 가수 S. P. 발라수브라마냠
- 9월 27일 - 일본의 영화배우 다케우치 유코
- 9월 29일
  - 쿠웨이트의 국왕 사바 아흐마드 알자비르 알사바
  - 오스트레일리아의 가수 헬렌 레디
  - 미국의 성소수자 티모시 레이 브라운
  - 미국의 영화배우 맥 데이비스
- 9월 30일 - 터키의 정치인 알리 보제르

### 10월
- 10월 1일 - 미국의 극작자 머리 시스걸
- 10월 2일 - 미국의 야구선수 밥 깁슨
- 10월 4일
  - 대한민국의 여성학자 이효재
  - 미국의 영화배우 아멜리아 맥퀸
  - 프랑스의 패션디자이너 다카다 겐조
- 10월 6일
  - 네덜란드의 음악가 에디 반 헤일런
  - 미국의 가수 조니 내시
  - 미국의 영화배우 토미 롤
  - 프랑스의 영화배우 블라디미르 요르다노프
  - 일본의 만화가 마쓰모토 이즈미
- 10월 7일 - 멕시코의 화학자 마리오 J. 몰리나
- 10월 8일
  - 대한민국의 육상선수 최윤칠
  - 미국의 야구선수 화이티 포드
  - 일본의 소설가 이데 마고로쿠
- 10월 11일 - 미국의 야구선수 조 모건
- 10월 12일
  - 대한민국의 승려 김용오
  - 미국의 영화배우 콘처터 페럴
  - 마셜 제도의 제4대 대통령 리토콰 토메잉
- 10월 14일
  - 팔라우의 제5대 대통령 쿠니오 나카무라
  - 미국의 배우 론다 플레밍
- 10월 15일
  - 카자흐스탄의 레슬링선수 다닐 할리모프
  - 영국의 음악가, 작곡가 고든 해스켈
- 10월 16일 - 미국의 영화베우 앤서니 치점
- 10월 17일 - 폴란드의 영화배우 리샤르트 론체프스키
- 10월 18일 - 대한민국의 삽화가 김광배
- 10월 19일 - 이탈리아의 디자이너 엔초 마리
- 10월 20일
  - 대한민국의 역사학자 김용섭
  - 러시아의 영화배우 이리나 스코브세바
  - 캐나다의 저술가 제임스 랜디
- 10월 21일
  - 미국의 영화배우 마지 챔피언
  - 브라질의 정치인 아로우지 지 올리베이라
- 10월 24일 - 대한민국의 소설가 정소성
- 10월 25일 - 대한민국의 기업인 이건희
- 10월 28일 - 모로코의 화가 모하메드 멜레히
- 11월 6일 - 아르헨티나의 영화감독 페르난도 솔라나스.
- 11월 15일
  - 대한민국의 축구선수 김남춘
  - 터키의 정치인 메수트 이을마즈
- 10월 31일
  - 스코틀랜드의 영화배우 숀 코너리
  - 영국계 미국의 래퍼, 음악 프로듀서 MF DOOM

### 11월
- 11월 1일 - 미국의 영화배우 캐롤 아서
- 11월 2일
  - 대한민국의 코미디언 박지선
  - 이탈리아의 영화배우 지지 프로이에티
- 11월 3일
  - 스페인의 펜싱 선수 타이미 차페. (1968년~)
  - 미국의 기독교 성직자 어빈 백스터. (1945년~)
  - 대한민국의 바둑 기사 박종렬. (1953년~)
- 11월 4일 - 일본의 은행가 쓰치야 다카시. (1946년~)
- 11월 7일
  - 대한민국의 배우 송재호
  - 영국의 영화배우 존 프레이저
  - 영국의 철학자 조너선 색스
- 11월 8일 - 미국의 방송인 앨릭스 트리벡
- 11월 9일 - 대한민국의 군인 김창규
- 11월 10일
  - 말리의 정치인 아마두 투마니 투레
  - 스웨덴의 영화배우 스벤 볼테르
  - 팔레스타인의 정치인 사에브 에레카트
- 11월 11일 - 바레인의 정치인 할리파 이븐 술만 알할리파
- 11월 12일
  - 러시아의 정치인 레오니트 포타포프
  - 가나의 제9대, 10대 대통령 제리 롤링스
  - 일본의 물리학자 고시바 마사토시
  - 홍콩의 영화배우 쩡웨이취안
- 11월 13일 - 영국의 연쇄살인범 피터 서트클리프
- 11월 14일
  - 보스니아 헤르체고비나의 정치인 하산 무라토비치
  - 아르메니아의 영화배우 아르멘 지가르하냔
- 11월 15일 - 인도의 영화배우 수미트라 차터지
- 11월 16일
  - 시리아의 외교관 왈리드 무알렘
  - 러시아의 지휘자 알렉산드르 베데르니코프
- 11월 17일 - 대한민국의 조각가 최만린
- 11월 20일
  - 멕시코의 육상선수 에르네스토 칸토
  - 세르비아의 성직자 이리네이
- 11월 21일
  - 대한민국의 학원인 정경진
  - 미국의 영화배우 디나 디트리히
- 11월 22일 - 모리타니의 정치인 시디 울드 셰이크 압달라히
- 11월 23일
  - 남아프리카공화국의 축구선수 아넬레 응콩카
  - 미국의 영화배우 애비 댈턴
  - 미국의 정치인 데이비드 딩킨스
  - 일본의 소설가 고바야시 야스미
- 11월 24일
  - 대한민국의 정치인 이세기
  - 니제르의 정치인 마마두 탄자
- 11월 25일
  - 아르헨티나의 축구선수 디에고 마라도나
  - 멕시코의 가수 플로르 실베스트레
- 11월 26일
  - 수단의 정치인 사디크 알마흐디
  - 이탈리아의 영화배우 다리아 니콜로디
- 11월 27일
  - 대한민국의 소설가 천승세
  - 이란의 과학자 모센 파크리자데
- 11월 28일 - 잉글랜드의 영화배우 데이비드 프로스
- 11월 29일
  - 대한민국의 국회의원 윤영탁
  - 대한민국의 동양화가 서세옥
  - 세네갈의 축구선수 파파 부바 디오프
  - 미국의 작가 벤 보바

### 12월
- 12월 1일 - 오스트레일리아의 영화배우 휴 키스번
- 12월 2일
  - 대한민국의 정치인 심기섭
  - 러시아의 영화배우 보리스 플로트니코프
  - 프랑스의 제20대 대통령 발레리 지스카르 데스탱
  - 파키스탄의 총리 자파룰라 칸 자말리
  - 미국의 10종경기선수 레이퍼 존슨
- 12월 3일 - 캐나다의 작곡가 앙드레 가뇽
- 12월 5일 - 중화인민공화국의 정치인 쉬서우성
- 12월 6일 - 우루과이의 정치인 타바레 바스케스
- 12월 7일 - 미국의 군인 척 예거
- 12월 8일
  - 대한민국의 극작가 박현숙
  - 아르헨티나의 축구감독 알레한드로 사벨라
- 12월 9일
  - 대한민국의 정치인 신국환
  - 대한민국의 정치인 정광호
  - 이탈리아의 축구선수 파올로 로시
  - 벨라루스의 정치인 뱌차슬라우 케비치
- 12월 10일
  - 잉글랜드의 영화배우 바버라 윈저
  - 미국의 영화배우 톰 리스터 주니어
- 12월 11일 - 대한민국의 영화감독 김기덕
- 12월 12일
  - 영국의 소설가 존 르 카레
  - 미국의 가수 찰리 프라이드
  - 스위스의 물리학자 잭 스타인버거
- 12월 13일 - 에스와티니의 정치인 암브로세 만드불로 들라미니
- 12월 14일 - 프랑스의 축구감독 제라르 울리에
- 12월 15일 - 프랑스의 영화배우 카롤린 셀리에
- 12월 16일
  - 대한민국의 사회기관단체인 윤근환
  - 스위스의 정치인 플라비오 코티
- 12월 17일
  - 잉글랜드의 영화배우 제러미 불럭
  - 부룬디의 군인 피에르 부요야
  - 우크라이나의 정치인 헨나디 케르네스
- 12월 18일
  - 대한민국의 배우 박윤배
  - 오스트레일리아의 총독 마이클 제프리
  - 일본의 성직자 오카다 다케오
- 12월 21일 - 대한민국의 소설가 남정현
- 12월 22일
  - 대한민국의 음악가 이강숙
  - 프랑스의 영화배우 클로드 브라소
  - 미국의 가수 레슬리 웨스트
  - 시리아의 정치인 무하마드 무스타파 메로
- 12월 24일 - 대한민국의 지방의회의원 김영석
- 12월 25일 - 말리의 정치인 수마일라 시세
- 12월 26일
  - 대한민국의 지방의회의원 임재구
  - 소련의 스파이 조지 블레이크
  - 미국의 프로레슬링선수 브로디 리
  - 미국의 야구선수 필 니크로
- 12월 27일
  - 대한민국의 침술사 김남수
  - 일본의 정치인 하타 유이치로
- 12월 28일
  - 영국의 피아니스트 푸총
  - 멕시코의 음악가 아르만도 만사네로
- 12월 29일
  - 프랑스의 패션디자이너 피에르 가르뎅
  - 프랑스의 피아니스트 클로드 볼링
- 12월 30일
  - 미국의 영화배우 돈 웰스
  - 미국의 영화배우 아돌포 퀴노네스
- 12월 31일
  - 프랑스의 영화감독 로베르 오셍
  - 스코틀랜드의 축구감독 토미 도허티

## 노벨상
- 화학 - 에마뉘엘 샤르팡티에, 제니퍼 다우드나
- 경제학 - 폴 밀그롬, 러브트 윌슨
- 문학 – 루이즈 글릭
- 평화 - 유엔세계식량계획
- 물리학 – 로저 펜로즈, 라인하르트 겐첼, 안드레아 M. 게즈
- 생리학·의학 - 하비 J. 올터, 마이클 호턴, 찰스 M. 라이스

## 달력
| 1월 |    |    |    |    |    |    |
| 일  | 월 | 화 | 수 | 목 | 금 | 토 |
|     |    |    | 1  | 2  | 3  | 4  |
| 5   | 6  | 7  | 8  | 9  | 10 | 11 |
| 12  | 13 | 14 | 15 | 16 | 17 | 18 |
| 19  | 20 | 21 | 22 | 23 | 24 | 25 |
| 26  | 27 | 28 | 29 | 30 | 31 |    |

| 2월 |    |    |    |    |    |    |
| 일  | 월 | 화 | 수 | 목 | 금 | 토 |
|     |    |    |    |    |    | 1  |
| 2   | 3  | 4  | 5  | 6  | 7  | 8  |
| 9   | 10 | 11 | 12 | 13 | 14 | 15 |
| 16  | 17 | 18 | 19 | 20 | 21 | 22 |
| 23  | 24 | 25 | 26 | 27 | 28 | 29 |

| 3월 |    |    |    |    |    |    |
| 일  | 월 | 화 | 수 | 목 | 금 | 토 |
| 1   | 2  | 3  | 4  | 5  | 6  | 7  |
| 8   | 9  | 10 | 11 | 12 | 13 | 14 |
| 15  | 16 | 17 | 18 | 19 | 20 | 21 |
| 22  | 23 | 24 | 25 | 26 | 27 | 28 |
| 29  | 30 | 31 |    |    |    |    |

| 4월 |    |    |    |    |    |    |
| 일  | 월 | 화 | 수 | 목 | 금 | 토 |
|     |    |    | 1  | 2  | 3  | 4  |
| 5   | 6  | 7  | 8  | 9  | 10 | 11 |
| 12  | 13 | 14 | 15 | 16 | 17 | 18 |
| 19  | 20 | 21 | 22 | 23 | 24 | 25 |
| 26  | 27 | 28 | 29 | 30 |    |    |

| 5월 |    |    |    |    |    |    |
| 일  | 월 | 화 | 수 | 목 | 금 | 토 |
|     |    |    |    |    | 1  | 2  |
| 3   | 4  | 5  | 6  | 7  | 8  | 9  |
| 10  | 11 | 12 | 13 | 14 | 15 | 16 |
| 17  | 18 | 19 | 20 | 21 | 22 | 23 |
| 24  | 25 | 26 | 27 | 28 | 29 | 30 |
| 31  |    |    |    |    |    |    |

| 6월 |    |    |    |    |    |    |
| 일  | 월 | 화 | 수 | 목 | 금 | 토 |
|     | 1  | 2  | 3  | 4  | 5  | 6  |
| 7   | 8  | 9  | 10 | 11 | 12 | 13 |
| 14  | 15 | 16 | 17 | 18 | 19 | 20 |
| 21  | 22 | 23 | 24 | 25 | 26 | 27 |
| 28  | 29 | 30 |    |    |    |    |

| 7월 |    |    |    |    |    |    |
| 일  | 월 | 화 | 수 | 목 | 금 | 토 |
|     |    |    | 1  | 2  | 3  | 4  |
| 5   | 6  | 7  | 8  | 9  | 10 | 11 |
| 12  | 13 | 14 | 15 | 16 | 17 | 18 |
| 19  | 20 | 21 | 22 | 23 | 24 | 25 |
| 26  | 27 | 28 | 29 | 30 | 31 |    |

| 8월 |    |    |    |    |    |    |
| 일  | 월 | 화 | 수 | 목 | 금 | 토 |
|     |    |    |    |    |    | 1  |
| 2   | 3  | 4  | 5  | 6  | 7  | 8  |
| 9   | 10 | 11 | 12 | 13 | 14 | 15 |
| 16  | 17 | 18 | 19 | 20 | 21 | 22 |
| 23  | 24 | 25 | 26 | 27 | 28 | 29 |
| 30  | 31 |    |    |    |    |    |

| 9월 |    |    |    |    |    |    |
| 일  | 월 | 화 | 수 | 목 | 금 | 토 |
|     |    | 1  | 2  | 3  | 4  | 5  |
| 6   | 7  | 8  | 9  | 10 | 11 | 12 |
| 13  | 14 | 15 | 16 | 17 | 18 | 19 |
| 20  | 21 | 22 | 23 | 24 | 25 | 26 |
| 27  | 28 | 29 | 30 |    |    |    |

| 10월 |    |    |    |    |    |    |
| 일   | 월 | 화 | 수 | 목 | 금 | 토 |
|      |    |    |    | 1  | 2  | 3  |
| 4    | 5  | 6  | 7  | 8  | 9  | 10 |
| 11   | 12 | 13 | 14 | 15 | 16 | 17 |
| 18   | 19 | 20 | 21 | 22 | 23 | 24 |
| 25   | 26 | 27 | 28 | 29 | 30 | 31 |

| 11월 |    |    |    |    |    |    |
| 일   | 월 | 화 | 수 | 목 | 금 | 토 |
| 1    | 2  | 3  | 4  | 5  | 6  | 7  |
| 8    | 9  | 10 | 11 | 12 | 13 | 14 |
| 15   | 16 | 17 | 18 | 19 | 20 | 21 |
| 22   | 23 | 24 | 25 | 26 | 27 | 28 |
| 29   | 30 |    |    |    |    |    |

| 12월 |    |    |    |    |    |    |
| 일   | 월 | 화 | 수 | 목 | 금 | 토 |
|      |    | 1  | 2  | 3  | 4  | 5  |
| 6    | 7  | 8  | 9  | 10 | 11 | 12 |
| 13   | 14 | 15 | 16 | 17 | 18 | 19 |
| 20   | 21 | 22 | 23 | 24 | 25 | 26 |
| 27   | 28 | 29 | 30 | 31 |    |    |

### 음양력 대조 일람
| 음력월 | 월건 | 대소 | 음력 1일의 양력 월일 | 음력 1일 간지 |
| ------ | ---- | ---- | -------------------- | ------------- |
| 1월    | 무인 | 대   | 1월 25일             | 정묘          |
| 2월    | 기묘 | 소   | 2월 24일             | 정유          |
| 3월    | 경진 | 대   | 3월 24일             | 병인          |
| 4월    | 신사 | 대   | 4월 23일             | 병신          |
| 윤4월  |      | 소   | 5월 23일             | 병인          |
| 5월    | 임오 | 대   | 6월 21일             | 을미          |
| 6월    | 계미 | 소   | 7월 21일             | 을축          |
| 7월    | 갑신 | 소   | 8월 19일             | 갑오          |
| 8월    | 을유 | 대   | 9월 17일             | 계해          |
| 9월    | 병술 | 소   | 10월 17일            | 계사          |
| 10월   | 정해 | 대   | 11월 15일            | 임술          |
| 11월   | 무자 | 소   | 12월 15일            | 임진          |
| 12월   | 기축 | 대   | 2021년 1월 13일      | 신유          |

### 연휴
- 1월 24일 (금) ~ 1월 27일 (월) - 설날 연휴 (4일)
- 4월 30일 (목) ~ 5월 5일 (화) - 부처님 오신 날·노동절·어린이날 징검다리 연휴 (6일)
- 8월 15일 (토) ~ 8월 17일 (월) - 광복절 연휴 (3일)
- 9월 30일 (수) ~ 10월 4일 (일) - 추석·개천절 연휴 (5일)
- 10월 9일 (금) ~ 10월 11일 (일) - 한글날 연휴 (3일)
- 12월 25일 (금) ~ 12월 27일 (일) - 크리스마스 연휴 (3일)